# BMW Motorrad
BMW Motorrad è il nome con cui nel 2007 è stata costituita un'area strategica di affari facente capo a una divisione della BMW, destinata a seguire esplicitamente il mercato delle motociclette, ereditando di fatto anche la storia pluriennale della casa nel settore delle due ruote, iniziata nel 1923.

## Storia

### Gli antefatti e i primordi
Se ufficialmente la BMW – Bayerische Motoren Werke viene fondata il 25 luglio 1917 per costruire motori d'aereo, in realtà questa azienda, successivamente convertita alla produzione di freni per treni, nel 1922 cambia nome e il marchio BMW viene adottato dalla Bayerische Flugzeugwerke AG, la cui fondazione risale al 7 marzo 1916.

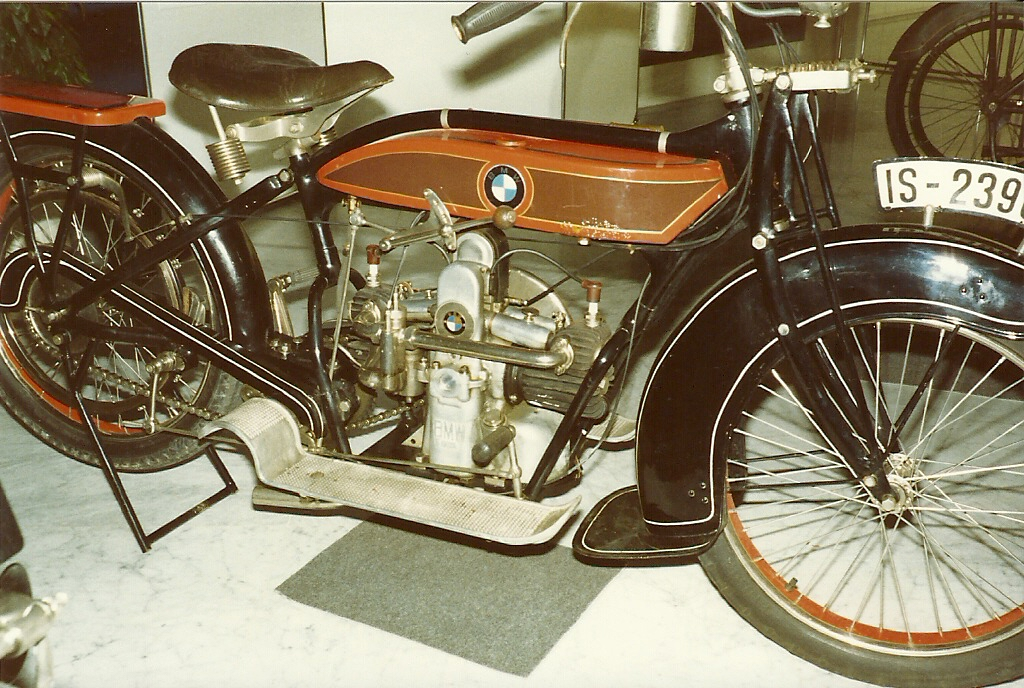
La progenitrice della R32: la Helios del 1922 con motore BMW M2B15.

Nel 1920 la BMW, sotto il controllo dell'azienda di freni per ferrovie Knorr-Bremse, comincia a produrre anche motori da moto che vende alla Victoria, una casa motociclistica di Norimberga. Si tratta di motori di 500 cm³ di cilindrata, con architettura bicilindrica boxer longitudinale, cioè con i due cilindri disposti orizzontalmente e contrapposti lungo l'asse della moto, uno in avanti e l'altro all'indietro. Il primo motore, progettato dall'ingegner Martin Stolle, riprende lo schema dell'inglese Douglas, migliorato in alcune sue componenti e viene denominato BMW M2B15: equipaggia la Victoria KR-I.
Contemporaneamente, nel 1921, la Bayerische Flugzeugwerke, che come la BMW ha sede a Monaco di Baviera, inizia a produrre in proprio una motoleggera di 143 cm³ denominata Flink e successivamente mette in produzione una moto sportiva con il motore M2B15 e denominata Helios, che però non riscuote il successo della Victoria.
Contando sul fatto che l'azionista di maggioranza della BMW vuole puntare solo sulla produzione di freni e mal sopporta la linea di produzione motoristica, il direttore Franz-Joseph Popp, finanziato dall'azionista di maggioranza della BFW, il triestino Camillo Castiglioni, rileva tutta la produzione motociclistica della BMW ed il marchio stesso, oltre a portare con sé il capo-progettista Max Friz ed altre maestranze. Il 5 giugno 1922 la BFW cambia il nome in BMW e la data di nascita ufficiale viene quindi fissata a quella della BFW, vale a dire il 7 marzo 1916.
Dal momento che nello stesso 1922 la Victoria inizia a montare un motore a valvole in testa costruito da Martin Stolle (che nel frattempo si è messo in proprio) e per ovviare alle scarse vendite della Helios, la BMW decide di produrre una moto in proprio: per il motore, Max Friz riprende lo schema di boxer precedente e tutto il resto del veicolo viene progettato ex-novo.
Così alla fine del 1922 viene presentato il primo modello a marchio BMW e nel 1923 viene avviata la vera e propria produzione.

### I primi anni e l'anteguerra

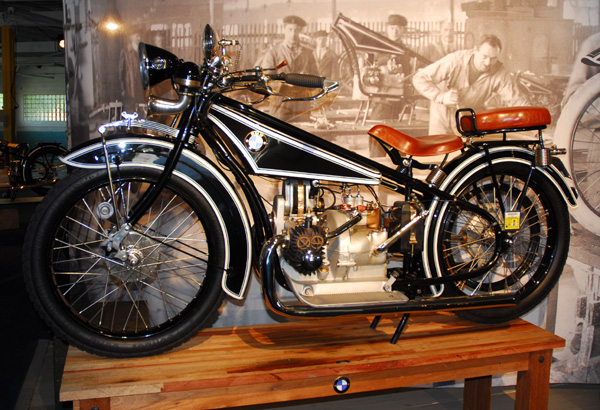
La BMW R32.

L'avventura motociclistica BMW comincia quindi nel 1923 (prima ancora di quella automobilistica che partirà dal 1929) con la produzione della prima motocicletta in serie denominata R32 spinta da un propulsore bicilindrico boxer con i cilindri posti trasversalmente rispetto all'asse della moto. La trasmissione è ad albero cardanico, semplicemente detta “a cardano”; questa architettura di base sarà di lì in avanti l'icona tecnica della produzione motociclistica della casa e a distanza di quasi cent'anni è ancora quella che caratterizza la maggior parte della sua produzione.
La R32 è dotata di un motore di 500 cm³ a valvole laterali, con cambio a 3 marce a leva manuale, che sviluppa 8,5 CV e consente una velocità massima di 95 km/h. Il telaio è rigido posteriormente ed ha un sistema di molleggio anteriore a forcella oscillante su un pacco di semibalestre. Il comfort, come in quasi tutte le moto dell'epoca, è affidato soprattutto alle molle sulle quali è montata la sella monoposto.
Il freno è inizialmente solo posteriore a ceppo, poi viene introdotto anche il freno anteriore a ganasce. Il serbatoio è del tipo sottocanna, cioè agganciato al di sotto del tubo superiore del telaio. L'impianto luci è inizialmente un optional, mentre il tachimetro è di serie. La colorazione disponibile è nera con i filetti bianchi e questa sarà la sola soluzione cromatica, salvo rare eccezioni, disponibile fino al 1969 in tutta la produzione BMW.
La moto ottiene un buon successo commerciale e la produzione si allarga nel 1925 alla R37, una moto di 500 cm³ a valvole in testa concepita per una clientela sportiva e per le competizioni, che a quel tempo si svolgevano per lo più con moto regolarmente targate. Discende da un prototipo della R32 a valvole in testa realizzato dall'ingegnere-pilota Rudolf Schleicher. Rimarrà una moto esclusiva e assai ambita dai collezionisti, in quanto ne furono prodotti solamente 152 esemplari. Ha una potenza di 16 CV, quasi il doppio della progenitrice R32.
Parallelamente, nello stesso anno viene avviata la produzione di una moto di minor cilindrata, una monocilindrica a cilindro verticale di 250 cm³ dalle caratteristiche sportive e brillanti prestazioni, la R39 che presenta un freno posteriore che agisce direttamente sull'albero cardanico.
La produzione degli anni seguenti vede allargare l'offerta da parte della casa: nel settore delle bicilindriche si susseguono diversi modelli di crescenti prestazioni, mantenendo però fino al periodo bellico una produzione in parallelo di moto a valvole laterali e moto a valvole in testa: queste ultime più potenti e performanti, anche perché le valvole in testa consentivano di accorciare la corsa, con regimi di conseguenza più elevati e un maggior rapporto di compressione; per contro, questi modelli risultavano decisamente più costosi.
Una prima evoluzione si ha nel 1926, quando vengono presentati i modelli R42 e successivamente la versione a valvole in testa, la R47.

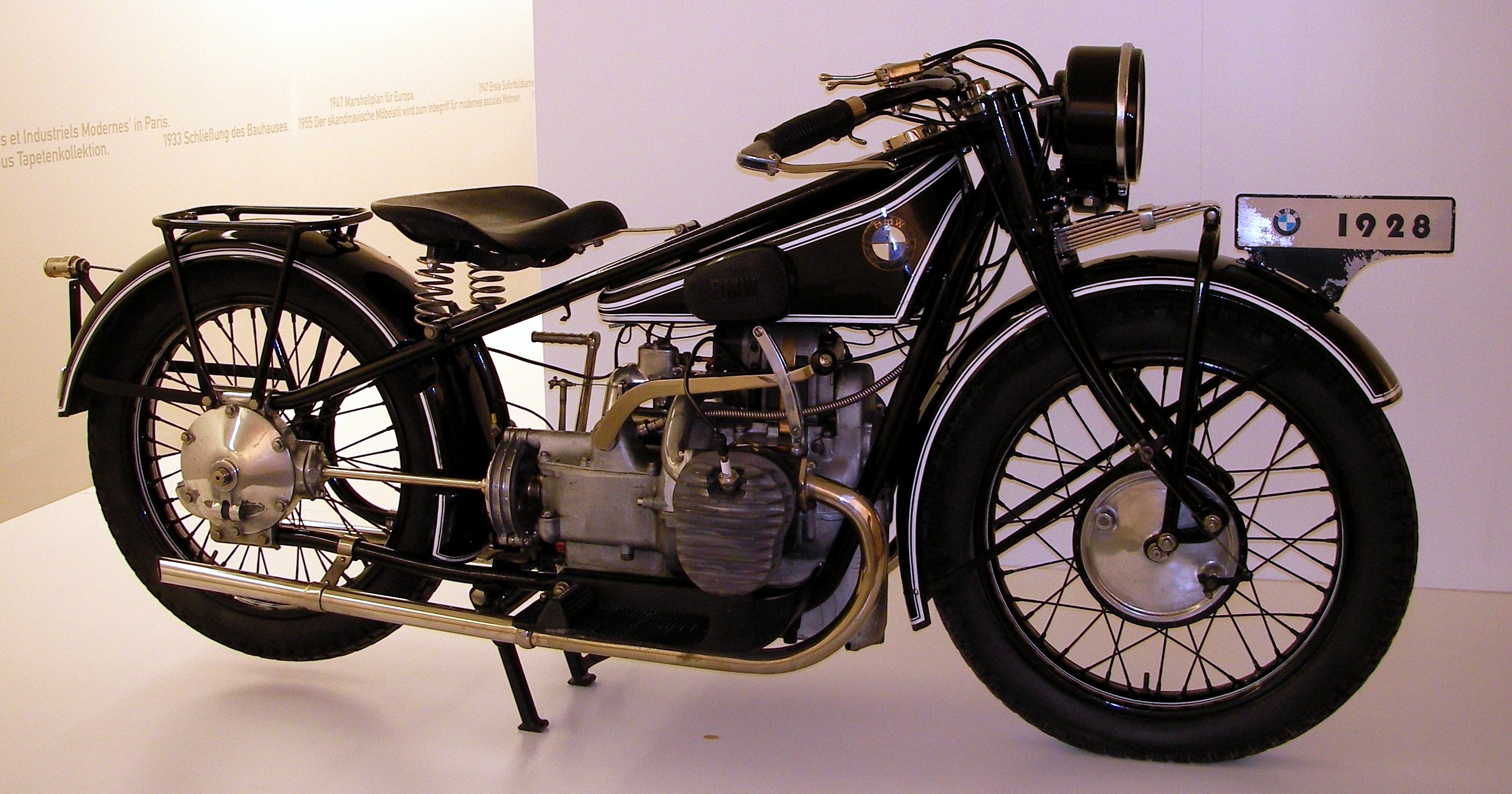
Una R52.

Nel 1928, insieme ai nuovi modelli da 500 cm³ R52 ed R57, esce sul mercato il primo motore di 750 cm³ della casa, anch'esso nella doppia configurazione di valvole, montato rispettivamente sulle R62 ed R63, con quest'ultima in grado di sviluppare 24 CV. Di fatto, le prestazioni della 750 a valvole laterali sono simili a quelle della 500 a valvole in testa, ma il prezzo è inferiore ed infatti vengono venduti molti più esemplari delle versioni a valvole laterali, così come succederà per quasi tutta la produzione fino allo scoppio della guerra. Con questi modelli viene introdotto il freno a tamburo anteriore.
In questi anni, la BMW si è fatta una fama di costruttore di moto di classe, robuste e performanti, ma con una gamma alta di prodotto e quindi piuttosto elitaria, tant'è che nel 1928 la sua produzione è di meno di 5.000 unità, non molto se paragonati alle 50.000 e più della connazionale DKW, allora il produttore di moto più grande al mondo, ma che costruiva soprattutto moto di piccola cilindrata.
Nel 1929 la crisi economica generale, sfociata in ottobre nel crollo di Wall Street, fa scendere le azioni anche della BMW al punto che Castiglioni è costretto a rinunciare al comando dell'azienda e, di fatto, entra pesantemente nella gestione dell'azienda la Deutsche Bank. Nello stesso anno, la casa aveva introdotto la vendita a rate dei suoi mezzi, in concomitanza con l'avvio della produzione automobilistica ad Eisenach.
Nel 1931 immette sul mercato la monocilindrica R2, che con i suoi 6 CV è la BMW di minor potenza mai costruita, ma che introduce l'utilizzo del freno a tamburo anche sulla ruota posteriore.
Questa moto riprende una concezione estetica introdotta già nel 1929 con i modelli R11 ed R16 da 750 cm³. Infatti, il telaio viene realizzato in lamiera d'acciaio stampata ed il serbatoio è incassato tra i due longheroni superiori del telaio.

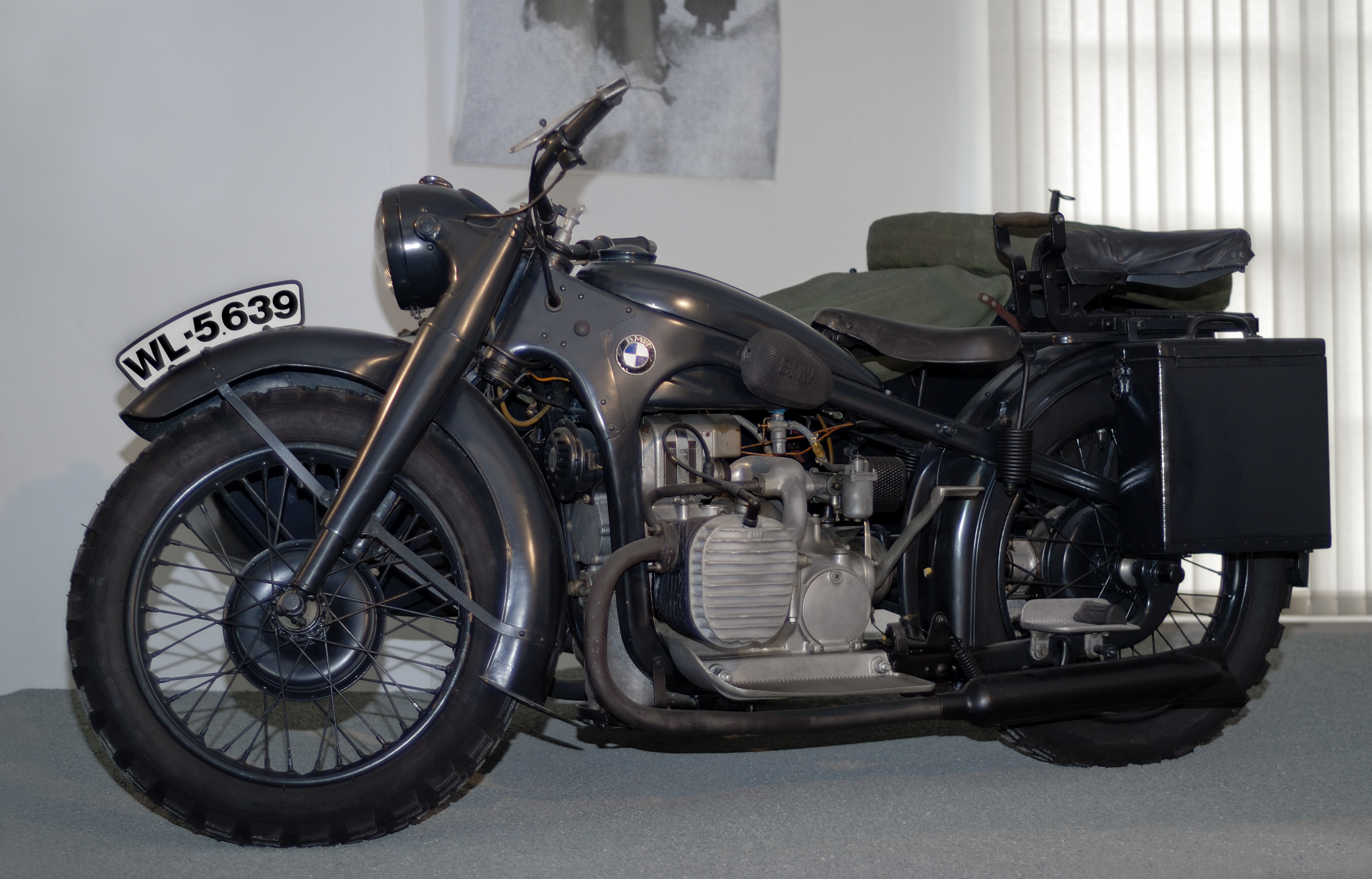
La R12 militare.

Questa impostazione prosegue con i successivi modelli R12 ed R17 (del 1935), che hanno destini ben diversi tra loro. Mentre il secondo viene prodotto in poco più di 400 esemplari e rimane in produzione solo due anni, la R12 viene ampiamente sfruttata dall'esercito e ne vengono prodotte oltre 36.000 esemplari, la maggior parte dei quali in versione militare, fino alla metà della II guerra mondiale. Hanno il cambio a 4 marce, già in precedenza introdotto in un modello monocilindrico e la forcella anteriore è telescopica ammortizzata ad olio, la prima al mondo di questo tipo. A parte questo e poco altro, la R17 è una semplice evoluzione della R16, dalla cui terza serie riprende il motore da 33 CV capace di spingere la moto a 140 km/h di velocità.
Nel 1936 con il modello R5 da 500 cm³ la BMW torna a proporre un modello sportivo, con un'impostazione estetica più moderna, grazie soprattutto al ritorno al telaio tubolare e con il serbatoio fissato sopra il tubo superiore del telaio, il metodo più utilizzato nelle moto di tutto il mondo. Viene affiancata dalla R6 a valvole laterali, la prima BMW con motore da 600 cm³. Sono i primi modelli dotati di cambio comandato a pedale.

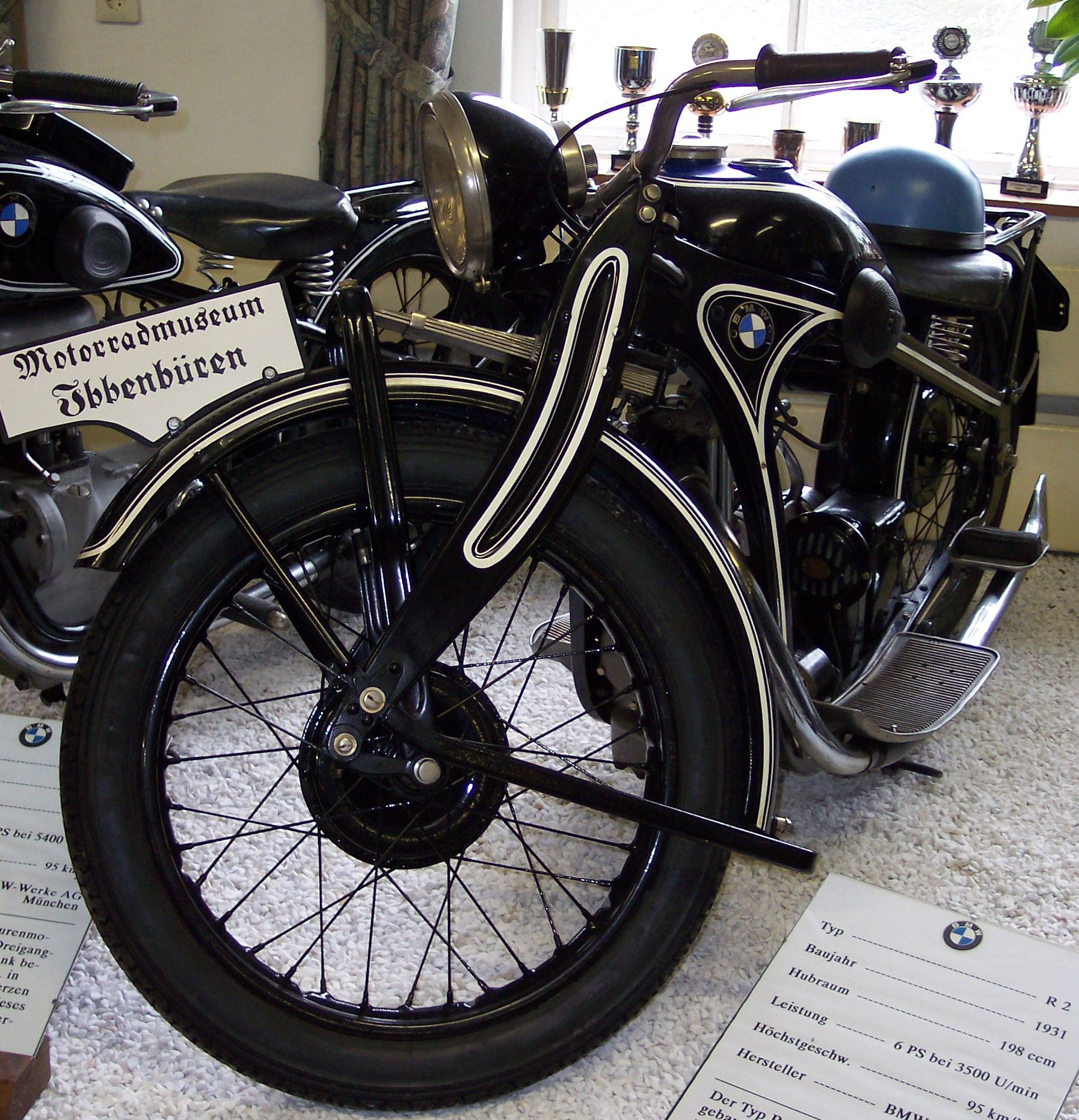
La R2.

Nel 1938 la R5 viene rimpiazzata dalla R51, affiancata dalla R66 di 600 cm³, con motori ulteriormente sviluppati e dotati di ottime prestazioni, relativamente ai parametri dell'epoca e nonostante la potenza non sia aumentata rispetto ai modelli precedenti; la R51 viene utilizzata come base per la realizzazione dei modelli da competizione.
Con questa serie e le corrispondenti R61 ed R71 a valvole laterali viene introdotto il molleggio posteriore, che a quel tempo era avversato da molti motociclisti nella convinzione che compromettesse la stabilità della moto, tant'è che le prime prove furono effettuate, su modelli da corsa, dallo stesso progettista, l'ingegner Alex von Falkenhausen, visto che nessuno dei piloti collaudatori voleva farlo.
In parallelo alla produzione più prestigiosa dei bicilindrici di grossa cilindrata, prosegue anche quella dei monocilindrici.
Nel 1931 esce la R2 di 200 cm³: questa cilindrata era favorita dal fatto di non essere gravata di alcuna tassa e di non richiedere nemmeno la patente, così il modello ebbe un ottimo successo di vendita. Negli anni successivi furono immesse sul mercato anche moto di 300 e 400 cm³: la R3 e la R4, la cui seconda serie del 1933 è la prima BMW a montare di serie un cambio a 4 marce. Nel 1937 viene messa in produzione la prima da 350 cc: la R35, acquisita soprattutto da corpi militari.
La produzione anteguerra di monocilindriche si completa con la R20, con i suoi 192 cm³ la più piccola BMW mai prodotta, se si esclude l'ibrido moto-scooter C1 degli anni 2000, e la R23 di 250 cm³.

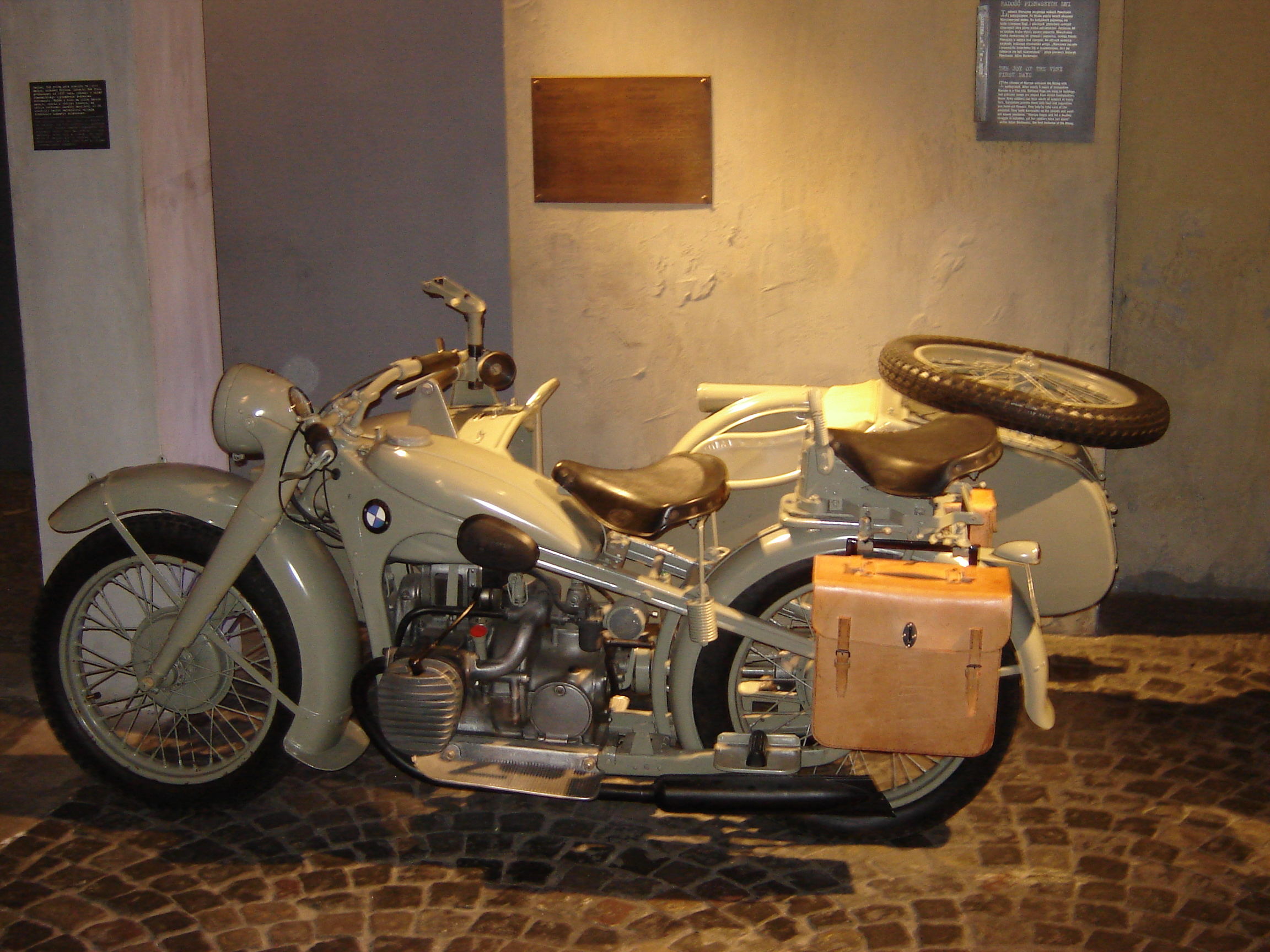
La R12 militare.

Con l'avvio della seconda guerra mondiale, la produzione di moto viene limitata e cessa nel 1941 tranne per il modello R12 in versione militare con sidecar. La scarsa potenza, dovuta alla vetustà del progetto ed alla tecnica a valvole laterali si rivela inadeguata alle necessità imposte dal carico che equipaggia queste moto (sidecar, 2 persone, equipaggiamento ed armamento, uso in fuoristrada) e così viene progettata e realizzata la R75, un modello di 750 cm³ a valvole in testa: prodotta solo per l'esercito, è dotata, tra le altre cose, di retromarcia e quasi sempre di sidecar, con la trazione anche sulla ruota dello stesso. Come per la R12, la moto veniva allestita in modi diversi, a seconda dell'uso e della destinazione geografica di utilizzo: Russia, Africa ecc. In particolare, la versione per l'Afrikakorps era dotata di 8 marce e due in retromarcia.
Parecchi particolari erano identici a quelli della coeva e rivale Zündapp da 600 cm³, dovuto al fatto che il comando militare tedesco aveva imposto una standardizzazione di alcune parti per evitare la dispersione di risorse nelle varie aziende fornitrici e la facilità nel reperimento ed interscambio di pezzi di ricambio.
In questo periodo, la produzione, compresa quella delle automobili, fu spostata nella cittadina di Eisenach, per essere meno esposta ai bombardamenti nemici, ma anche per lasciare più spazio alla costruzione di motori d'aereo e nel contempo poter utilizzare mano d'opera locale e prigionieri di guerra. Il trasferimento fu effettuato tra la metà di marzo e la fine di luglio 1942 con l'utilizzo di 600 vagoni ferroviari.

### Il dopoguerra, gli anni '60 e la crisi
Al termine del conflitto mondiale alla Germania viene imposto di non costruire motociclette di cilindrata superiore a 250 cm³, cosicché nel 1948 la produzione della BMW, riavviata a Monaco-Milbertshofen, riparte con una motoleggera scarna ed essenziale, realizzata per poter essere acquistata da una popolazione in condizioni economiche molto precarie: si tratta della R24 con motore da 250 cm³.

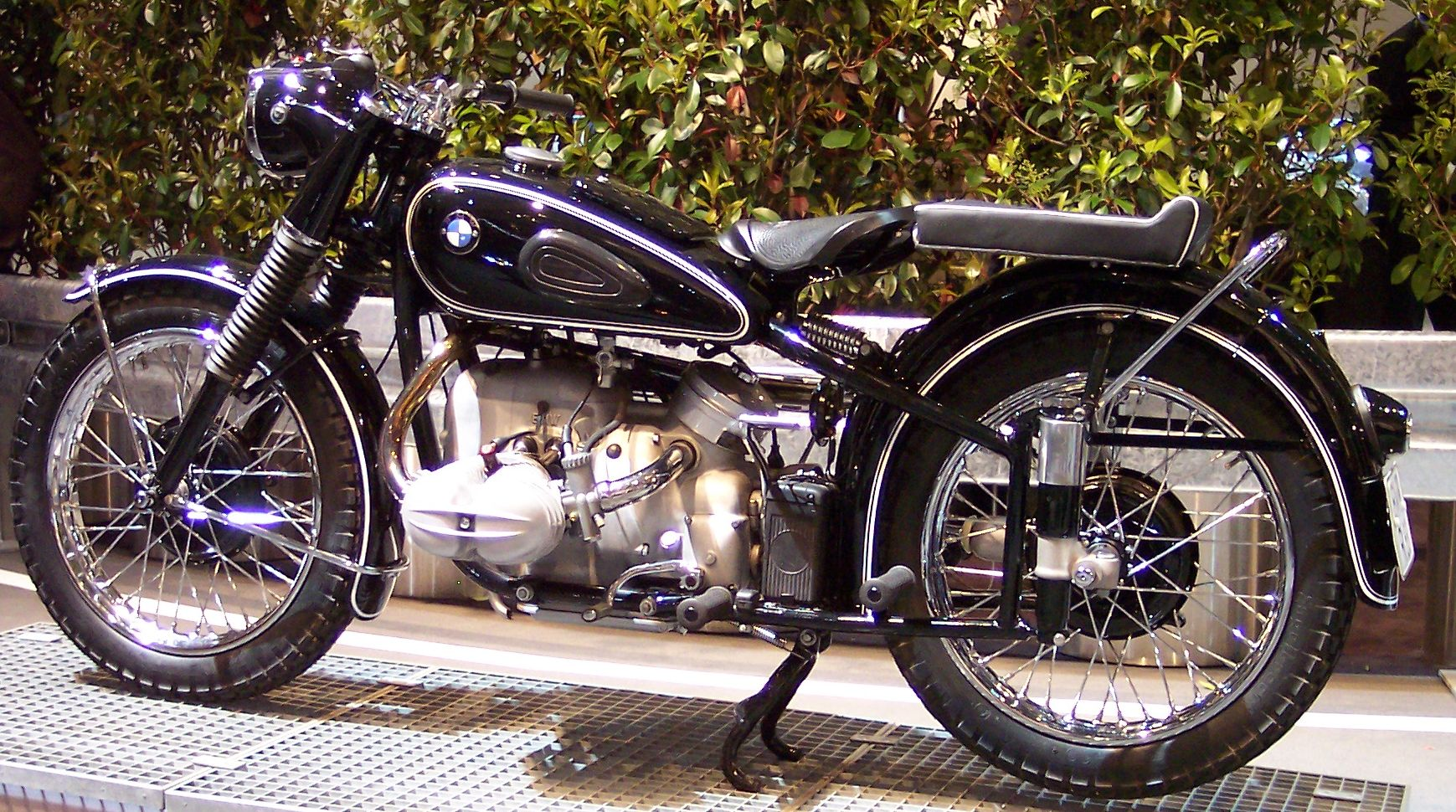
La sportiva R68.

Nel 1949 il blocco viene tolto, così la BMW può riprendere la produzione delle sue classiche bicilindriche boxer, iniziando dalla R51/2, una moto che riprende quella della R51 d'anteguerra e che pone le basi per lo sviluppo della successiva produzione BMW.
Nel 1951 viene sostituita dalla R51/3, una moto con analoghe prestazioni, ma più moderna e di grande successo commerciale, affiancata dalla R67 di 600 cm³, prodotta in tre serie ed alla quale viene molto spesso applicato il sidecar.
Nel 1952 a queste due moto di vocazione turistica si aggiunge la R68, una 600 cm³ di carattere sportivo con 35 CV, la prima BMW di serie in grado di toccare le 100 miglia orarie (160 km/h).
Le moto di questo periodo presentano il sistema di molleggio posteriore cosiddetto “a ruota guidata”, introdotto negli ultimi modelli pre-bellici; con questo sistema il perno della ruota posteriore può scorrere verticalmente tra il braccio superiore ed inferiore del telaio. La forcella anteriore è di tipo telescopico.
Nel 1955 la BMW rinnova completamente la propria gamma. I nuovi modelli turistici sono la R50 e la R60, rispettivamente di 500 cm³ e 600 cm³, mentre la versione sportiva è denominata R69 e di fatto prosegue il percorso sportivo iniziato dalla R68, della quale ha eguale potenza con maggiore velocità massima.
Cambia completamente il sistema di sospensioni: all'anteriore viene montata una forcella di tipo Earles, dal nome del suo ideatore, una sospensione a disegno triangolare che migliora il comfort di marcia; posteriormente viene introdotto il forcellone oscillante, dove il perno della ruota posteriore è fissato all'estremità del braccio inferiore del telaio e questo è agganciato al resto del telaio tramite un giunto snodato. Questa soluzione caratterizzerà quasi tutta la produzione mondiale di moto per alcuni decenni e in alcuni casi continua anche nel XXI secolo.

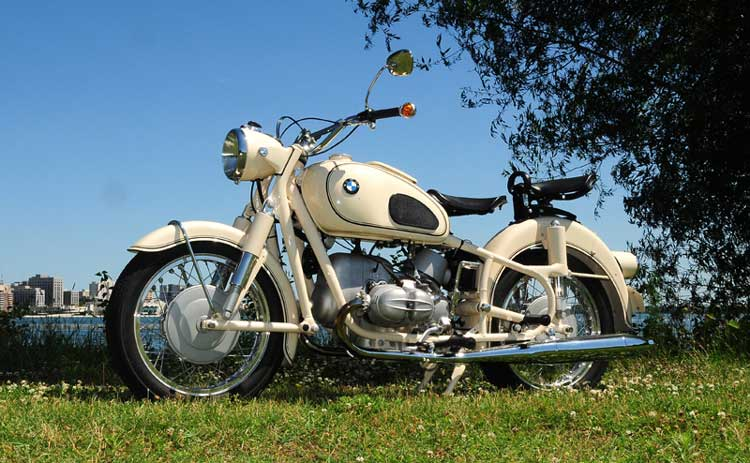
Una R69S con livrea bianca.

Nel 1960 questi modelli vengono aggiornati. Se la R50/2 ha poche modifiche tecniche rispetto alla R50, la R60 aumenta di potenza con la versione R60/2, la R69 viene sostituita dalla R69S (disponibile anche in colorazione bianca con filetti neri), più potente e veloce (42 CV e 175 km/h) e viene introdotta la R50S, versione sportiva di 500 cm³. Questi modelli rimangono in produzione sino alla metà del 1969, tranne la R50S che a causa dei problemi tecnici emersi, viene tolta dal mercato alla fine del 1962. La R60/2 è la moto più venduta di questa serie, con oltre 17.000 esemplari.
La produzione di questo periodo, ed in particolare quella della seconda metà degli anni sessanta, trova un buono sbocco commerciale negli Stati Uniti, dove dal 1967 le moto vengono vendute con la forcella anteriore di tipo telescopico. Anche se non a livello ufficiale, gli esemplari destinati al mercato USA vengono di solito identificati dal suffisso US dopo il nome. Per questo mercato, inoltre sono disponibili anche colorazioni diverse dal nero e dal bianco.
Fino al 1966, in parallelo a questi modelli la BMW mantiene in produzione le monocilindriche di 250 cm³. Dopo la R24 vengono presentate in successione la R25, prodotta in 3 versioni, la R26 e la R27. A dispetto della poca notorietà di questi modelli, oscurata da quella dei modelli bicilindrici, ma grazie all'economicità che li caratterizza, essi ottengono ottimi risultati di vendita ed in particolare la R25/3, con i suoi 47.700 esemplari prodotti in soli 4 anni (1953-1956), diventa la moto BMW più venduta sino ad allora e lo rimarrà fino al 1999, quando verrà superata da un'altra monocilindrica.
Nonostante ciò e per ovvie ragioni di prestigio, la produzione delle monocilindriche rimane poco valorizzata ed anche poco ambita dai collezionisti nei decenni successivi.

### Il rilancio: gli anni '70
Andando a ritroso, si può evidenziare che la BMW ha mantenuto inalterati i suoi modelli per 9 anni (1960-1969), la tecnica di base è rimasta invariata per quasi 15 (1955-1969) ed esteticamente c'è poca differenza tra i modelli del 1949 e quelli di 20 anni dopo.
Ciò ha varie cause, due sono le principali. Da una lato, nella seconda metà degli anni '50 tutto il mercato motociclistico ha subito una notevole flessione. La moto, ben lungi dall'essere mezzo di svago, era quasi sempre un mezzo di trasporto e venne via via soppiantata dalle auto, in particolare le utilitarie che, seppur più costose (ma non sempre), davano maggior comfort e capacità di trasporto a un pubblico che cominciava a intravedere una nuova nascente agiatezza. Nel contempo, la BMW aveva compiuto ingenti investimenti in auto di prestigio che non avevano avuto il successo sperato e avevano anche rischiato di affossare definitivamente l'azienda. Non c'erano state quindi possibilità di investimento ed innovazioni nella produzione motociclistica. Si era arrivati anche ad ipotizzare la chiusura di questo settore, evitata grazie anche alle commesse degli enti pubblici e delle forze dell'ordine a seguito della strategia propugnata dal direttore marketing e futuro direttore generale Helmut Werner Bönsch.
Viceversa, la decisione dell'azienda fu di segno opposto e già dalla metà degli anni '60 si iniziò a progettare un nuovo modello che potesse rilanciare le sorti delle moto BMW, progettato da Alex von Falkenhausen sulla base delle indicazioni date dal direttore dello sviluppo moto Hans-Günther von der Marwitz.
Così nell'agosto del 1969 venne presentata la nuova gamma di moto, denominata serie /5. Infatti i 3 modelli prodotti erano identificati dal nome R50/5, R60/5 e R75/5, rispettivamente di 500, 600 e 750 cm³. La potenza era di 32-40-50 CV rispettivamente. Il motore, pur mantenendo l'architettura bicilindrica boxer, era profondamente rinnovato al suo interno, il telaio era completamente nuovo, anche se richiamava in parte il celebre telaio Featherbed della Norton degli anni '50. La R75/5 presenta anche una coppia di innovativi carburatori Bing a depressione costante, che diventeranno uno standard nella successiva produzione.

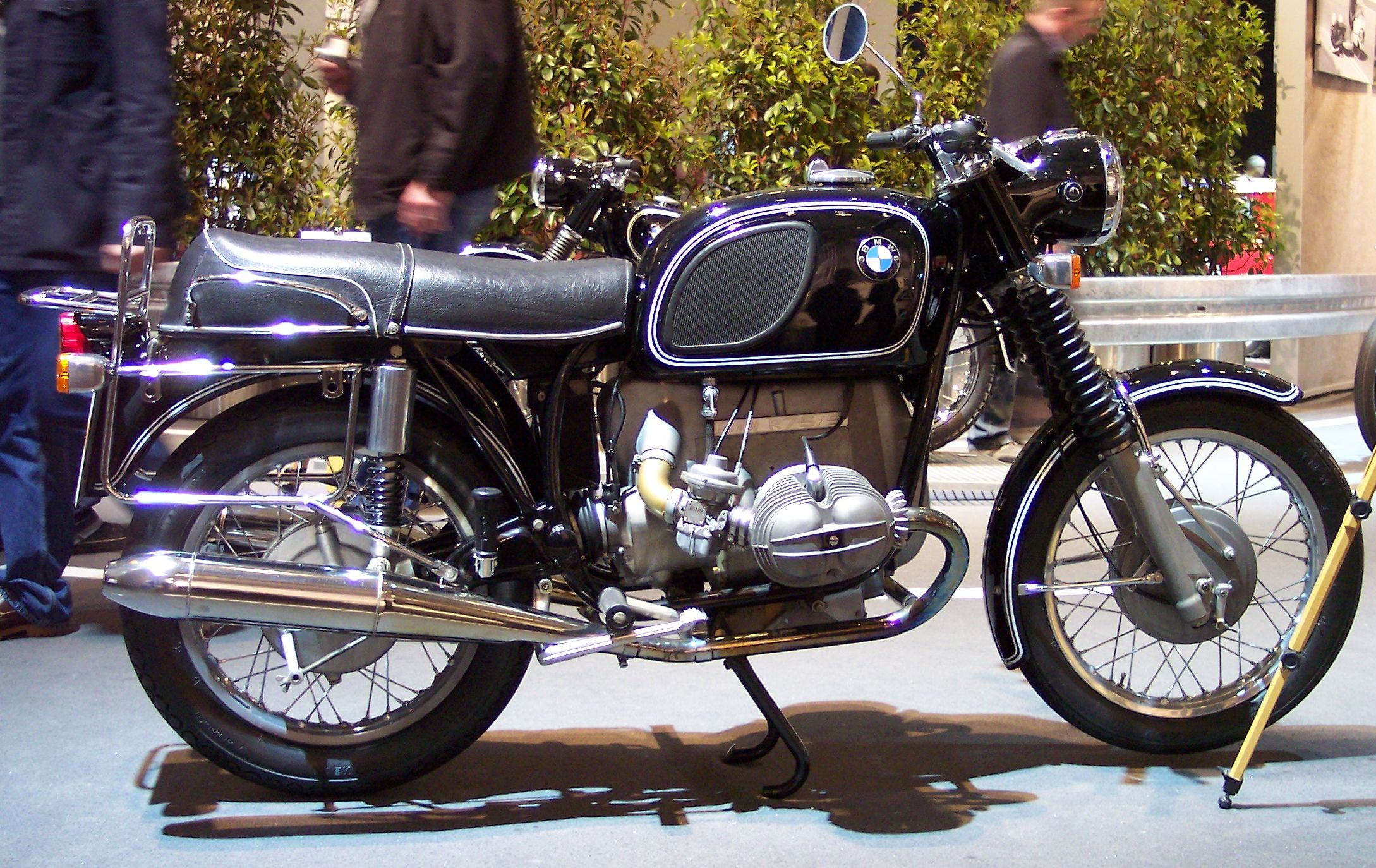
La R75/5 (prima serie).

Una caratteristica tecnica di questi modelli è che la corsa del cilindro, fissata in 70,6 mm, rimarrà uguale per tutti i boxer a due valvole da lì in poi, fino al termine della loro produzione, con l'eccezione di due soli modelli. In pratica, la differenza tra le varie cilindrate era e sarà dovuta solamente al diverso alesaggio dei cilindri.
Con un assetto più alto dei modelli precedenti, questa gamma di moto presentava anche altre caratteristiche aggiornate, come un serbatoio più capiente, disponibilità cromatica un po' più ampia (e che aumenterà con gli anni), l'avviamento elettrico, una linea sicuramente più moderna. In definitiva, un'innovazione senza sconcertare i tradizionali appassionati del marchio bavarese.
Con questa serie di modelli, la BMW consolida la propria fama di moto turistiche, comode ed affidabili, con la R75/5 che puntava anche a un pubblico più sportivo, anche se con prestazioni inferiori alle moto giapponesi che stavano irrompendo prepotentemente sul palcoscenico motociclistico mondiale. Con 38.370 esemplari prodotti, la R75/5 diventa la boxer più venduta dalla BMW fino ad allora, superando la R12 che peraltro aveva beneficiato di una rilevante acquisizione da parte dell'esercito e rimarrà la boxer a due valvole per cilindro più venduta in assoluto.
Con l'avvio della produzione di questi modelli, la produzione delle moto viene spostata da Monaco agli stabilimenti di Berlino-Spandau. Ciò fu dovuto non solo alle facilitazioni fiscali che venivano concesse alle aziende operanti a Berlino Ovest (a quel tempo la Germania era ancora divisa in due nazioni), ma anche dal fatto che già dal 1939 la BMW possedeva uno stabilimento a Spandau, dove aveva dato avvio alla nuova produzione di motori d'aereo rilevando l'azienda Bramo che vi operava dal 1928. Dal 1958 la BMW vi produceva parti di ricambio per auto e per moto. A Monaco continuò la produzione di alcune parti, tra cui il cambio, fino al 1975.
Aggiornata nel telaio nella seconda metà del 1972 (allungato di 5 cm, per migliorare la stabilità alle alte velocità), la serie /5 rimane in produzione fino al 1973, ottenendo un lusinghiero successo commerciale che sorprende anche la stessa casa, al punto da avere inizialmente alcune difficoltà di consegna del modello più richiesto, la R75/5.

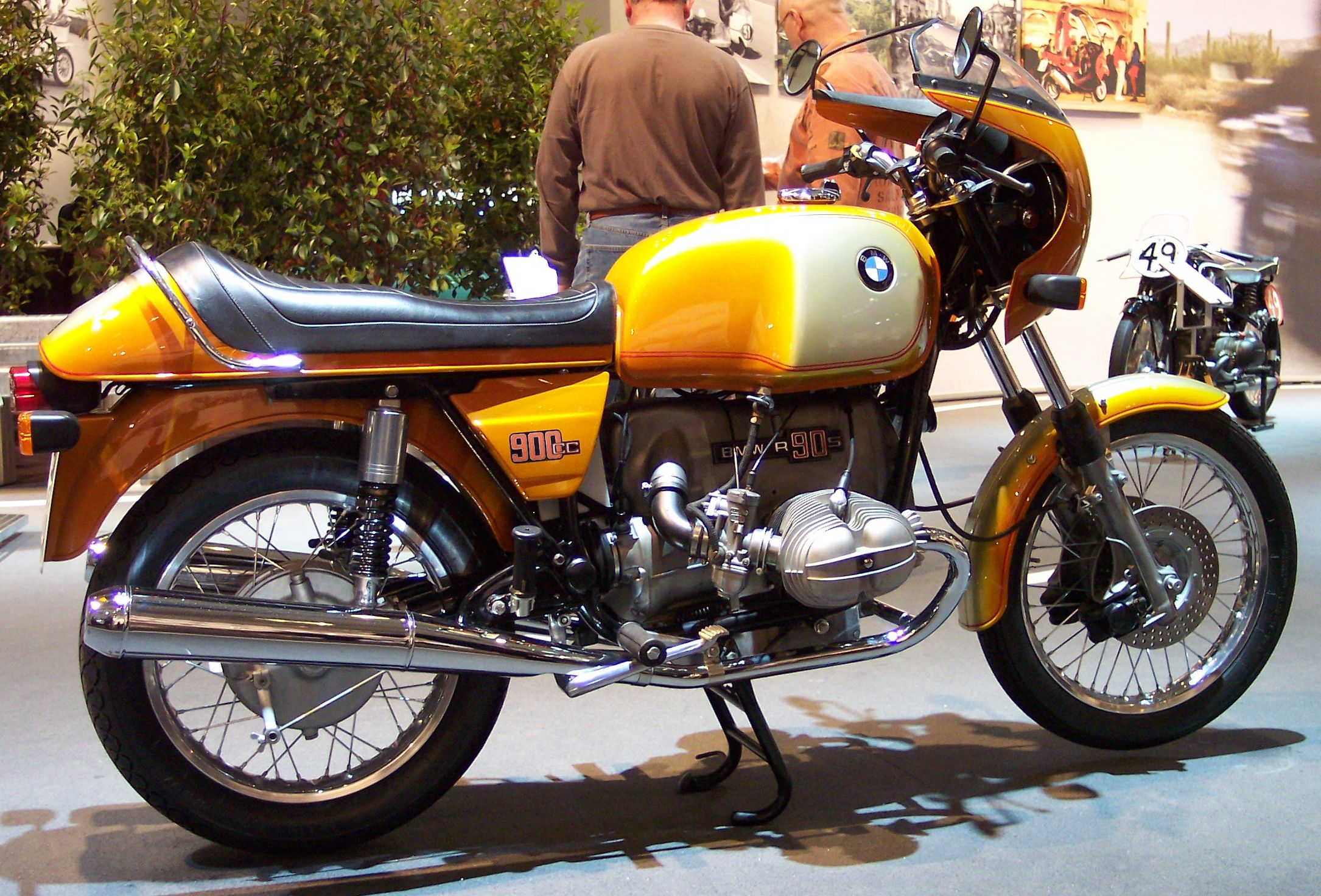
La R90S "Daytona Orange".

Questa serie rilancia la BMW nel mondo delle due ruote, facendo anche da apripista alla più moderna serie successiva, denominata /6. In questa serie sparisce la 500 cm³, rimangono in produzione la 600 e la 750, col nome di R60/6 e R75/6 e viene introdotto il motore di 900 cm³, il più grosso e potente fino ad allora costruito dalla BMW, che equipaggia una versione turistica, la R90/6 e una sportiva, la R90S. Quest'ultima è la prima moto di grande serie che monta un cupolino aerodinamico e che sia stata progettata da uno studio di design. Lo studio è quello di Hans Muth, che dopo di questo disegnerà altri modelli di BMW e di altre case motociclistiche. Al momento della presentazione questa moto, la prima BMW di serie a toccare i 200 km/h (dichiarati) grazie ai 67 CV e alla studiata aerodinamica, non venne apprezzata da diversi “puristi” appassionati della casa, ma comunque si impose subito all'attenzione e ottenne un gran successo commerciale. È l'unica BMW a montare una coppia di carburatori dell'azienda italiana Dell’Orto anziché i tradizionali Bing tedeschi.
Rispetto ai precedenti modelli, la serie /6 si differenzia tecnicamente soprattutto dalla presenza del freno a disco alla ruota anteriore (doppio sulla R90S) e dal cambio a 5 marce. Le moto ricevono inoltre una nuova strumentazione, più completa e stilisticamente aggiornata e una disponibilità di colori più ampia.
La produzione della serie /6 prosegue sino al 1976, lasciando il campo alla serie /7. Sono presenti ancora le cilindrate di 600 e 750 cm³, quest'ultima però sostituita dopo un anno dalla 800 cm³ (la R80/7), mentre sparisce il motore di 900 cm³ sostituito da quello di 1000 cm³, montato su diversi modelli: la R100/7 turistica da 60 CV, la R100S di carattere sportivo e la R100RS, la prima moto di serie dotata di una carenatura completa e studiata alla galleria del vento. La sua vocazione è a metà tra quella turistica e quella sportiva e, di fatto, sarà la progenitrice delle cosiddette sport-tourer che rappresenteranno una larga fascia del mercato a partire dai primi anni '90. La potenza sale a 70 CV nella RS e nella seconda serie della S. Nel 1978 viene introdotta anche la R100RT, una moto con carenatura integrale più alta rispetto alla RS, perché destinata al gran turismo. Dallo stesso 1978 le 1.000 cm³ vengono equipaggiate dal freno a disco anche sulla ruota posteriore, mentre il doppio disco anteriore è già presente su alcuni modelli della gamma già dal 1976.
La diversificazione di versioni, che aumenterà col passare degli anni, è dettata dall'esigenza di seguire la tendenza del mercato, influenzato dalla politica delle case giapponesi che offrono una vasta gamma di versioni dello stesso modello.

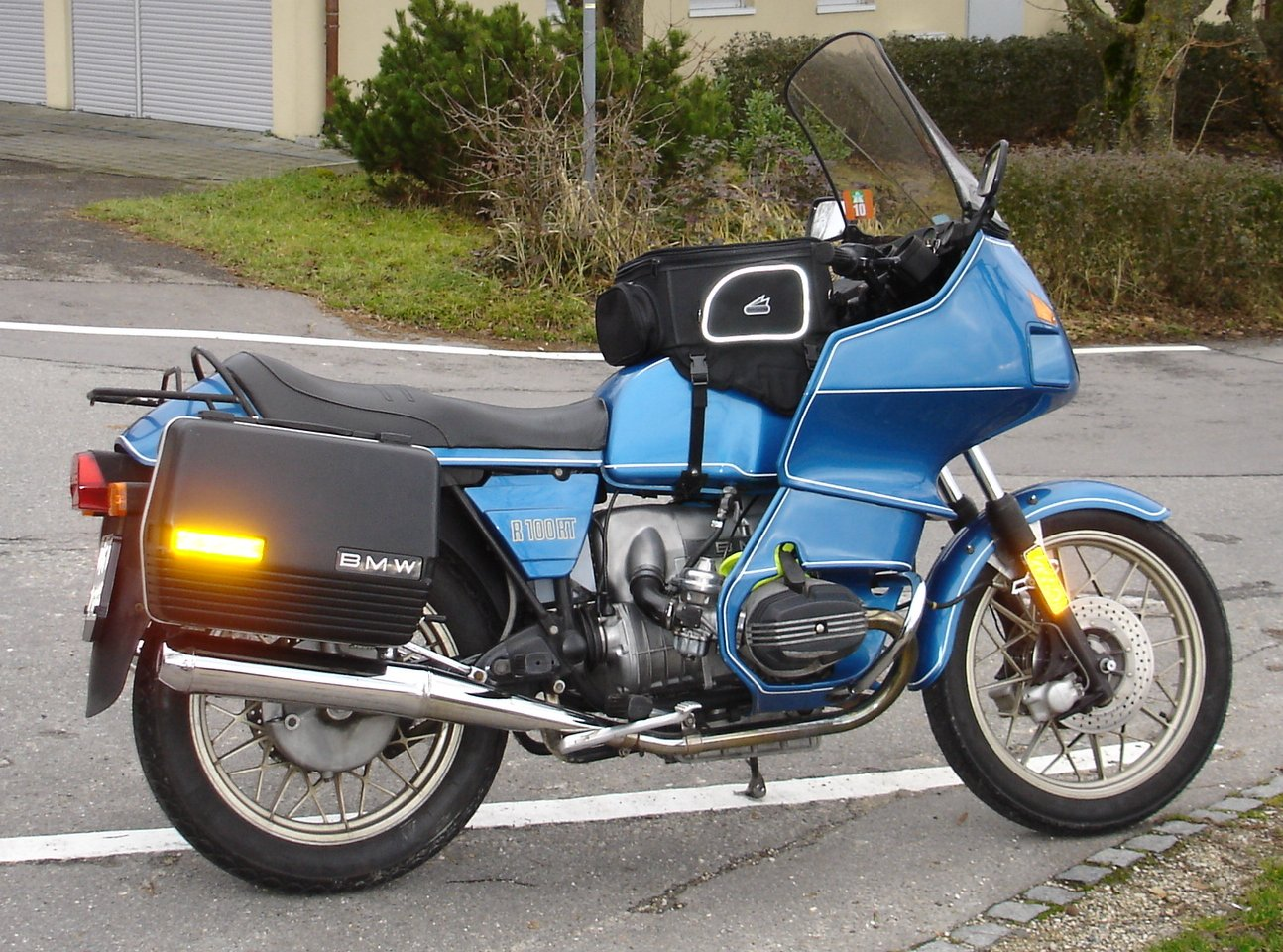
La R100RT completa di borse.

Nel frattempo un evento importante era accaduto all'inizio del 1976: infatti a far data dal 1º gennaio di quell'anno la parte motociclistica della BMW viene scorporata dall'azienda madre e viene creata la BMW Motorrad GmbH. Se ciò dava indipendenza operativa e finanziaria alla sezione motociclistica, d'altra parte creò una crisi, perché pochi anni dopo le vendite sul mercato americano, che assorbiva da solo quasi un quarto della produzione BMW, diminuirono sensibilmente. La BMW non riusciva a contrastare validamente la sempre maggiore avanzata della case giapponesi, così all'inizio del 1979 il management aziendale viene completamente rivoluzionato e la direzione viene affidata a Eberhard Sarfert. Questi rilancia l'azienda, mantenendo in produzione i modelli esistenti, ma ampliando al contempo la gamma.
Così vengono introdotte due cilindrate mai sperimentate in precedenza dalla BMW: 650 cm³ (R65) e 450 cm³. (R45). La R45 rimane tuttora (2012) la bicilindrica boxer più piccola realizzata dalla casa e viene prodotta anche in una versione depotenziata da 27 CV per i neopatentati.
I modelli preesistenti rimangono in produzione sino al 1984, a parte la R100S che viene sostituita dalla R100CS nel 1980: quest'ultima, con i suoi 70 CV, come i modelli RS e RT ma più leggera, tocca i 205 km/h e sarà la bicilindrica boxer a 2 valvole più veloce mai prodotta dalla BMW. La gamma rimane pressoché invariata fino ai primi anni '90, ma dal 1984 i modelli vengono aggiornati, in particolare con l'adozione del forcellone monobraccio e i nuovi motori in grado di utilizzare la benzina senza piombo.
A parte la R80/7, dallo stesso 1979 le moto perdono il suffisso /7 nel nome.

### Anni '80: la serie GS
Nei primi anni '80 le BMW, nonostante l'indubbia fama di moto di qualità e affidabili, risentono di una certa anzianità del progetto, soprattutto se paragonate alle moto giapponesi, più performanti e più moderne dal punto di vista estetico. Il boxer bicilindrico non ha ormai grossi margini di miglioramento, se non a scapito dell'affidabilità e della durata del motore.
La casa cerca quindi il rilancio seguendo due distinte vie.
La prima prende spunto dalla partecipazione, avviata nel 1979, a competizioni fuoristradistiche e a seguito dei prototipi appositamente costruiti, l'anno successivo viene proposta al mercato la R80G/S, una moto che si presta sia all'uso stradale, sia a quello off-road, seppur non troppo impegnativo. Questo tipo di moto viene chiamata di solito enduro. L'operazione sembra azzardata, anche perché la nuova moto stride con i canoni molto classici riconosciuti alla BMW. Inoltre la moto può sembrare una via di mezzo che non accontenta nessuno. Invece il pubblico accoglie molto favorevolmente questo modello, sia perché la versatilità gioca a suo favore, sia perché si dimostra molto maneggevole, cosa che a volte peccava nelle BMW turistiche.

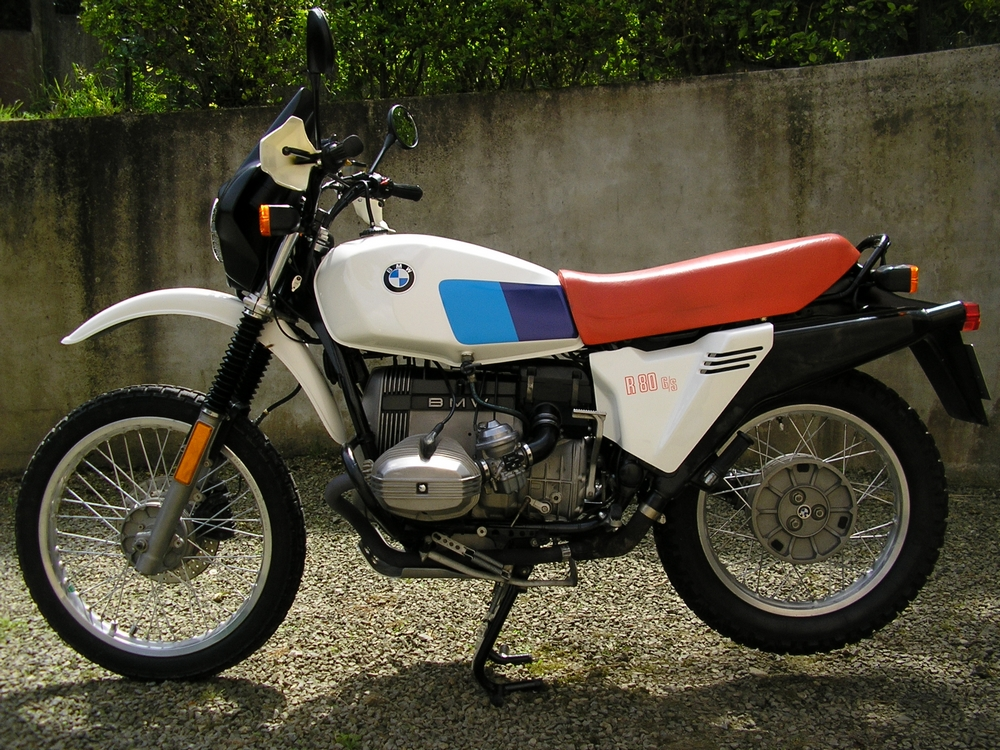
La BMW R80 G/S.

La R80 G/S apre così un filone estremamente fruttuoso per la BMW, tant'è che a distanza di trent'anni questo tipo di moto, passato attraverso molteplici evoluzioni, non solo è ancora in produzione, ma è il modello di punta della casa. La R80G/S monta il motore 800 cm³ da 50 CV già sperimentato sulle R80 stradali, opportunamente modificato.
Una innovazione tecnica particolare caratterizza inoltre questa moto: il forcellone oscillante della sospensione posteriore è monobraccio con una sola molla, molto inclinata. Questa soluzione viene denominata “monolever” e viene montata anche sulla R80ST, una 800 di modesto successo commerciale. Il freno è ancora monodisco anteriore e a tamburo quello posteriore.
La sigla G/S fa riferimento a Gelande Strasse, che significa strada sterrata.
Il grande successo arriso alla R80G/S spinge la BMW a far evolvere tecnicamente questo modello, sia ad ampliare l'offerta. Ecco quindi che nel 1987 esce la nuova serie dell'enduro stradale BMW, la R80GS. Nel nome sparisce la barra e ci sono parecchie modifiche tecniche, la più importante delle quali è forse il nuovo forcellone a doppio snodo con sostegno parallelo, denominato commercialmente "Paralever", che poi verrà adottato anche dai modelli più prettamente stradali.
L'anno successivo la gamma si arricchisce di due nuove cilindrate. La R65GS di 650 cm³ è un modello entry-level, con una potenza limitata per consentirne l'utilizzo anche ai neopatentati tedeschi: in Italia avrà uno scarso successo. Molto diverso invece il destino della R100GS, una 1.000 cm³ da 60 CV che presenta anche alcune diversità estetiche rispetto alla R80GS, tra cui un piccolo parabrezza. Nel 1989 ne viene proposta la versione Parigi-Dakar, che ricorda le moto utilizzate nei rally e in particolare nell'omonima gara. Pluriaccessoriata e molto robusta, viene presa come esempio per il nuovo design del modello standard dell'anno successivo, che, curiosamente, ripropone le teste coprivalvole rotonde degli anni '70.
Prima di cessare la produzione dei motori boxer a due valvole per cilindro, nel 1996 la BMW decide di mettere in produzione un remake dell'iniziale R80G/S, chiamata R80GS Basic, prodotta in numero limitato con poco meno di 3.000 esemplari.

### Una nuova via: la serie K
La seconda grande innovazione arriva nel 1983 ed è una vera e propria rivoluzione: una nuova architettura di motore. Si tratta di un motore in due versioni, a 3 cilindri da 750 cm³ e a 4 cilindri da 1.000 cm³, con i cilindri disposti in linea, in senso longitudinale alla moto e in posizione orizzontale. Questa tipologia di motore viene denominata “a sogliola”.
Questo progetto faceva parte delle innovazioni volute da Sarfert nel 1979 e fu sviluppato da Joseph Fritzenwenger, che già l'aveva proposto due anni prima riprendendo un'idea dell'inglese Val Page, il quale l'aveva pensato negli anni trenta per la connazionale Ariel, ma rimasto allo stato di prototipo.

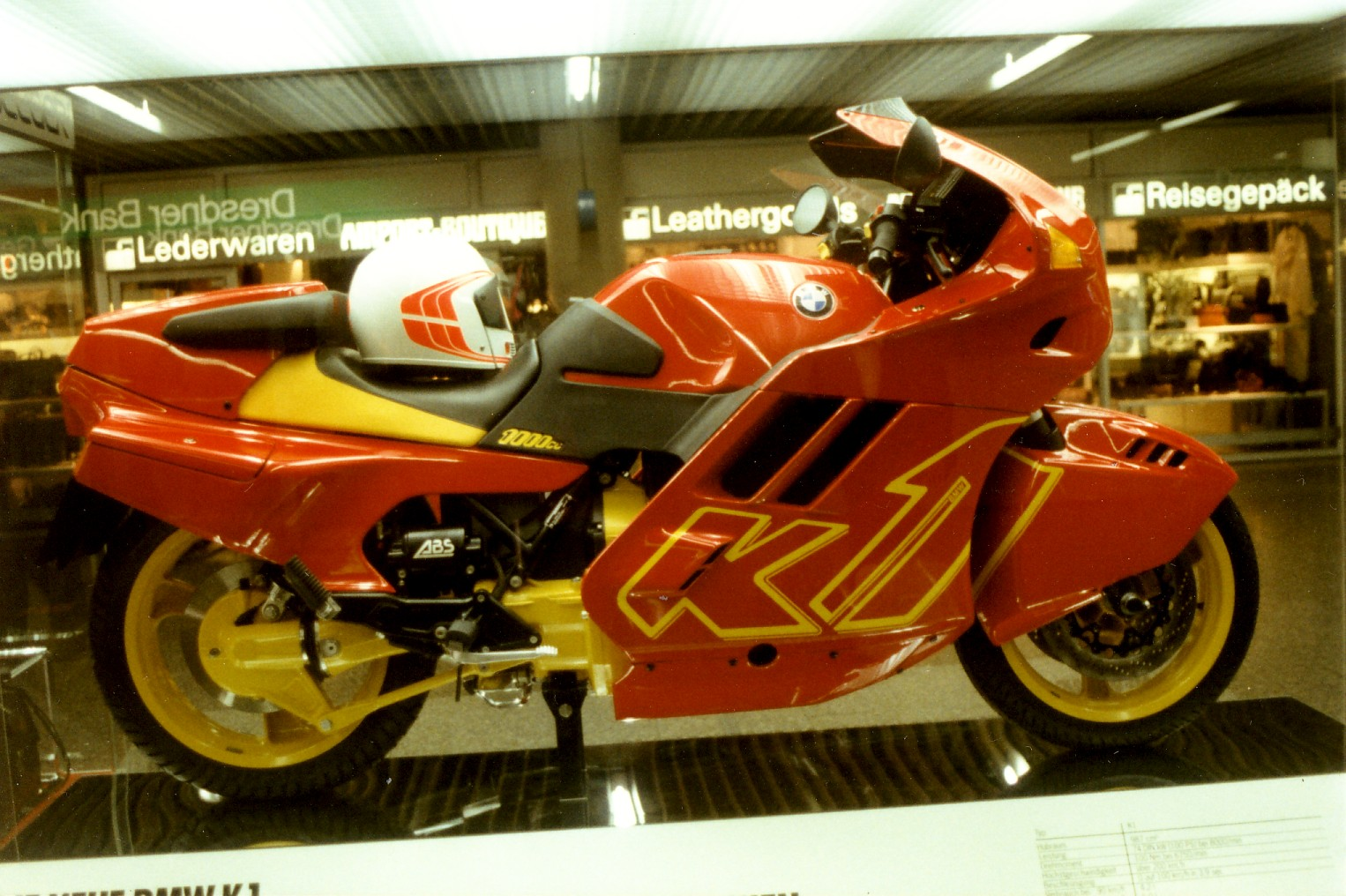
L'avveniristica BMW K1.

Le moto di questo tipo hanno il nome che inizia con la lettera K. Vengono eliminati i carburatori ed introdotta la alimentazione ad iniezione elettronica.
Oltre ad un'inedita struttura del motore ed un'estetica che rompe decisamente con il passato, le moto della serie K vantano prestazioni ben superiori a quelle dei precedenti boxer, che comunque rimangono in produzione, in parallelo alla nuova serie.
La K75 di 750 cm³ eroga 75 CV e nella versione sportiva K75S arriva a 210 km/h. La K100 di 1.000 cm³ sprigiona 90 CV ed arriva a 220 km/h nella versione RS. La K100 viene inizialmente prodotta in 4 versioni: la turistica senza aggiunte al nome, la sportiva K100RS dotata di carenatura integrale, la super-turistica K100RT, anch'essa con carenatura integrale, ma più alta e larga e la versione K100LT, una RT maggiormente accessoriata.
Nell'ambito di questa produzione, nel 1988 arriva una novità assoluta nel panorama motociclistico mondiale: il sistema antibloccante ABS, disponibile come optional.
Nel 1989 viene presentata una versione particolare della serie K, la K1. Dotata del motore a sogliola di 1.000 cm³ della K100, ha rilevanti modifiche, tra cui la distribuzione a 4 valvole per cilindro che consentono di erogare fino a 100 CV e raggiungere una velocità massima dichiarata di 237 km/h. La moto si fa notare già esteticamente per la carenatura integrale di particolare efficienza aerodinamica e che copre anche parte della ruota anteriore. Questa moto, dall'aspetto decisamente futuristico, rimarrà unica nel suo genere, almeno per quanto riguarda la BMW, anche perché se le caratteristiche tecniche e l'aerodinamica le consentono velocità di punta elevata unita ad un grande comfort di marcia, la maneggevolezza è assai modesta ed insieme al peso elevato, che penalizza le prestazioni, ne fa una moto poco adatta alla guida sportiva soprattutto sul misto, laddove la maggior parte dei motociclisti trova la maggior soddisfazione di guida.

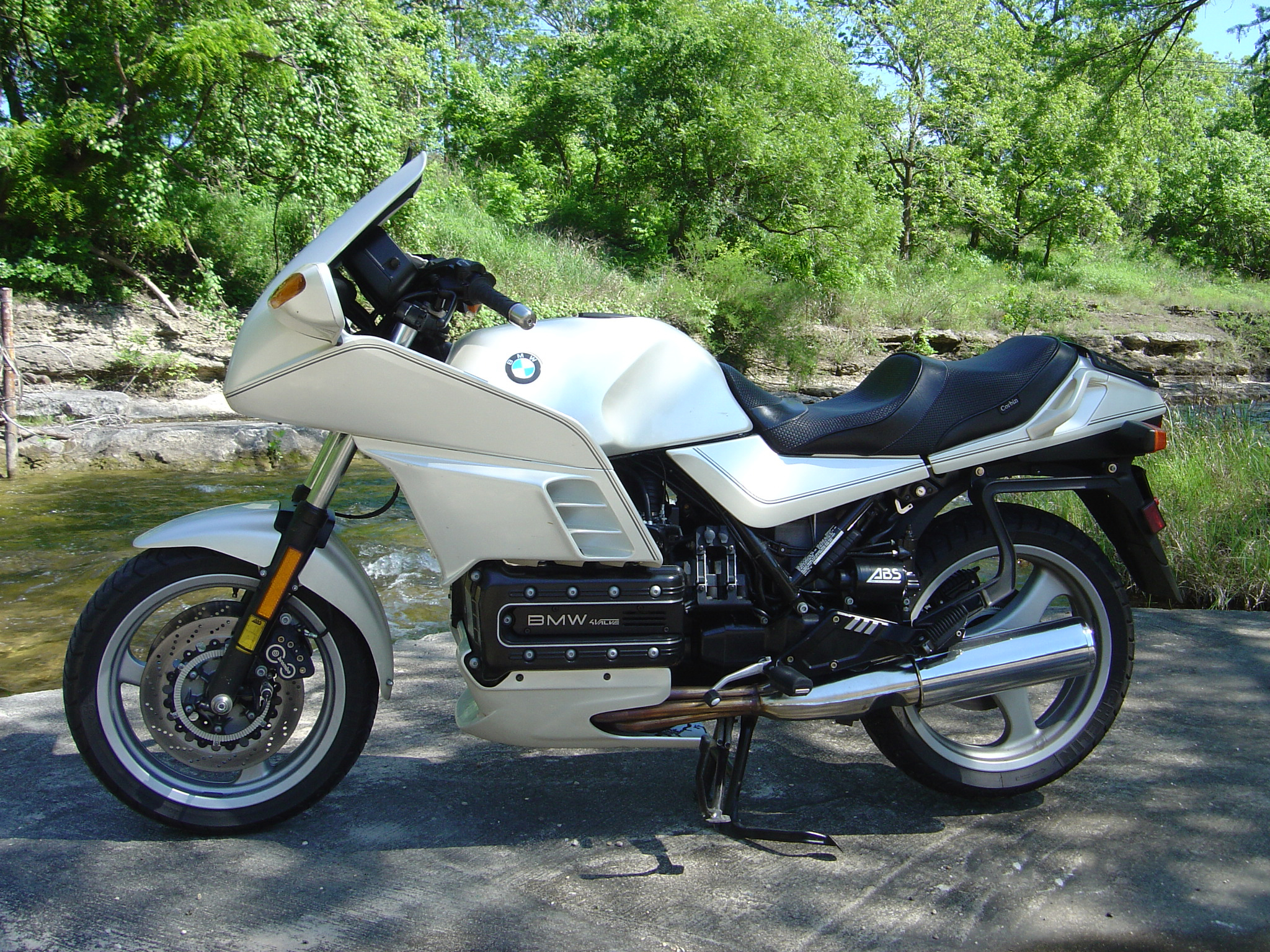
La BMW K100RS con ABS.

La produzione della serie K si evolve nel 1990 con la presentazione della K100RS 16V a 16 valvole, ossia a 4 valvole per cilindro, come la K1.
Nel 1991 la K1100LT, oltre ad essere la prima BMW di 1.100 cm³ (quindici anni dopo la presentazione della prima 1.000) è la prima BMW che porta nel nome la cilindrata per esteso, cosa che accadrà per tutti i nuovi modelli da allora in poi. È una super turistica che offre di serie accessori quali la radio, il mangiacassette, il sistema frenante ABS, la regolazione elettrica dell'altezza del parabrezza. È seguita un anno dopo dalla versione K1100RS, più sportiva ed anche più versatile.
Nel frattempo e fino alla metà degli anni '90 prosegue la produzione del modello da 750 cm³ nelle versioni K75S sportiva e K75RT da gran turismo.
Nel 1991 viene prodotta la milionesima moto BMW: è una K75RT destinata alla Croce Rossa.
Con la serie K, ed in particolare con la K1, la BMW introduce nuovi concetti di marketing. Da un lato, pone l'accento sui problemi ambientali e di inquinamento, allora poco sentiti dal pubblico e non ancora vincolanti nella produzione motociclistica (a parte gli Stati Uniti); dall'altro, introduce una sorta di merchandising, offrendo una gamma di prodotti accessori, soprattutto nell'abbigliamento, vestendo i motociclisti da capo a piedi con prodotti marchiati BMW.

### Il nuovo corso degli anni ‘90: i motori boxer a 4 valvole
La produzione dei boxer classici che era proseguita negli anni '80 essenzialmente con i modelli enduro GS viene rivitalizzata nella prima metà degli anni '90 con un modello da 1.000 cm³ denominato R100R: in pratica, una versione più stradale e turistica della R100GS, dalla quale eredita numerose caratteristiche. Dal gusto un po' rétro ed affiancata per un paio d'anni dalla omologa R80R, rappresenta il canto del cigno del boxer a due valvole per cilindro, assieme alla R80GS Basic.
Per certi versi, la BMW si trova, nei confronti del mercato, in una situazione simile a quella di 30 anni prima, con modelli boxer non più in grado di contrastare validamente la concorrenza. Ma come allora, non vuole abbandonare la sua icona tecnica.

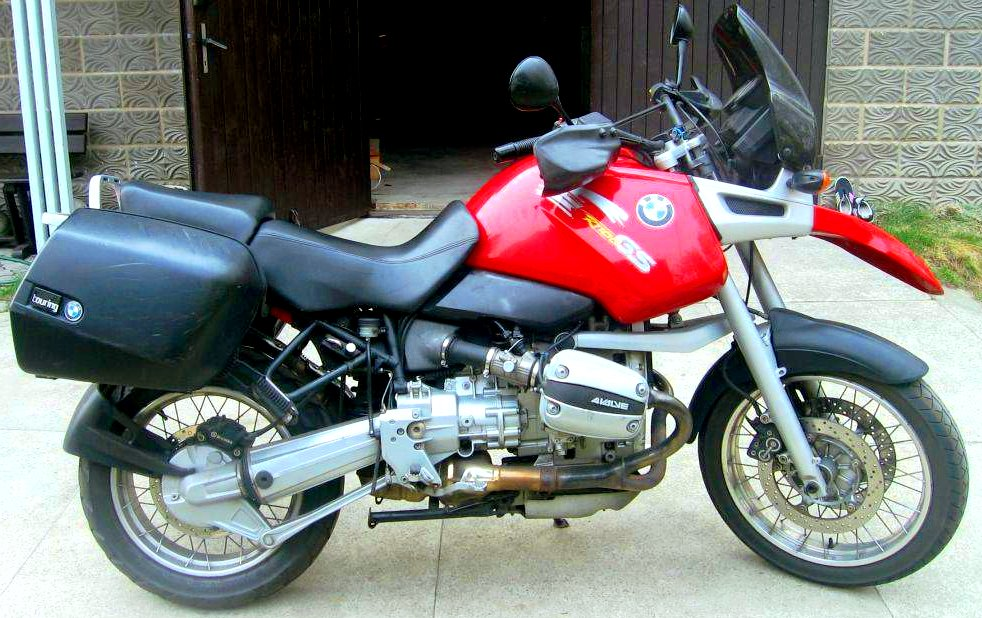
La R 1100 GS a 4 valvole.

Ecco quindi che nel 1993 viene presentato il nuovo motore boxer. Le 4 valvole per cilindro consentono di sviluppare maggiore potenza e quindi migliori prestazioni, ma di fatto il cambiamento tecnico è globale. Tra le altre cose, viene introdotta l'iniezione elettronica, già presente nei motori a sogliola della serie K, un nuovo sistema di sospensione anteriore, detto Telelever, che di fatto separa la funzione sterzante da quella ammortizzante e il freno a disco anche sulla ruota posteriore.
È l'ennesima rinascita di questa architettura di motore e il modello di partenza è sportivo, la R1100RS, disponibile con carenatura integrale o parziale. Dispone di 90 CV, ben 20 di più della più potente 2 valvole prodotta in precedenza. È la prima boxer ad adottare nella sigla la propria cilindrata. A ruota segue, l'anno successivo, la versione enduro R1100GS, che riscuote grande successo: viene equipaggiata con lo stesso motore da 1100 cm³, ma depotenziato di 10 CV. Alcuni anni dopo viene immessa sul mercato una versione minore, la R850GS.
Nello stesso 1994 viene presentata anche la versione turistica R1100R, con lo stesso motore della GS, assieme alla R850R che, invertendo le sorti rispetto al modello GS, vende molto di più della sorella maggiore. Passa un altro anno e la serie si allarga ulteriormente con la gran turismo R1100RT, dotata di carenatura integrale alta, borse di serie ed altri accessori adatti al turismo di lunga gittata. Anche in questo caso, il modello viene successivamente affiancato dalla versione da 850 cm³ R850RT, adottata anche da molti corpi di Polizia, anche in Italia.

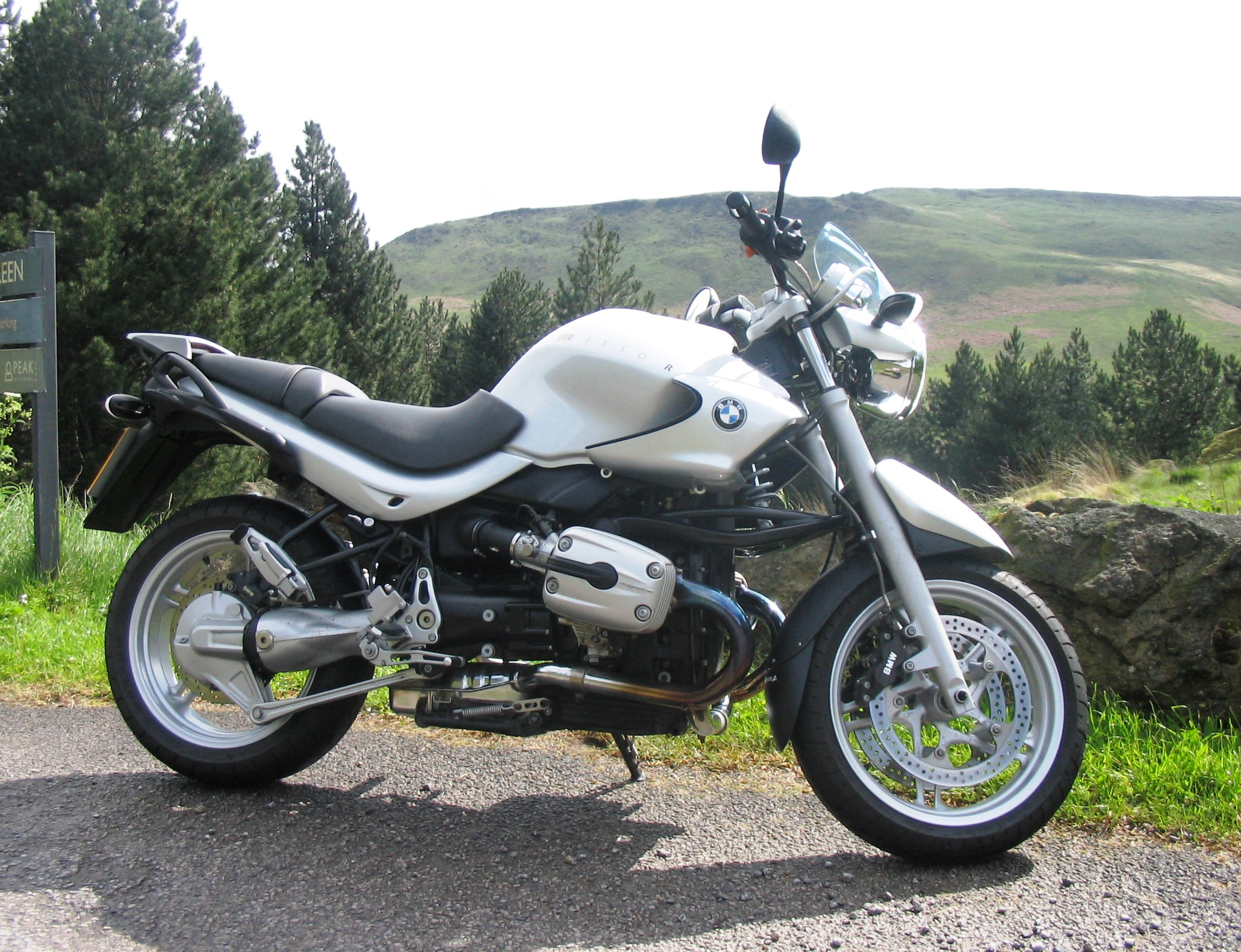
La R 1150 R.

L'ottimo successo arriso alla nuova versione del boxer spinge la casa ad ampliare la gamma di modelli e, riprendendo una tradizione degli anni '70, nel 1998 propone un modello più sportivo della RS, denominato solamente S, dotato di una carenatura più piccola: è la R1100S, di quasi 100 CV di potenza, la prima boxer con cambio a 6 marce.
L'anno precedente, però, la BMW aveva provato a cimentarsi in un segmento di mercato sviluppatosi prepotentemente verso la fine degli anni '80: le custom. Questo tipo di moto, che si ispiravano alle celebri Harley-Davidson, aveva avuto un ottimo riscontro di mercato con i modelli proposti dalle case giapponesi, molto più economici di quelli della casa americana. Così nel 1997 la BMW provò a proporre la R1200C, con una cilindrata per l'appunto di 1.200 cm³ che peraltro riprendeva le soluzioni tecniche del nuovo corso del boxer. Costruita in diverse versioni quali la superaccessoriata R1200CL, la Montauk e la Independent, è rimasta in produzione fino al 2006, con un discreto successo di vendite. Viene affiancata dalla sorella più piccola di 850 cm³, poco considerata dal pubblico.
Nel 1999 la gamma dei boxer si evolve in una nuova, inedita cilindrata: la 1.150 cm³. Inizialmente solo per la GS, questo motore viene poi montato anche sulle altre versioni a partire dal 2001. Ma mentre le sportive S ed RS e la granturismo RT esteticamente non si discostano molto dalla versione precedente, la Roadster R1150R è totalmente ridisegnata ed assume un assetto un po' più sportivo rispetto alla 1.100.

### Una nuova monocilindrica: la F650

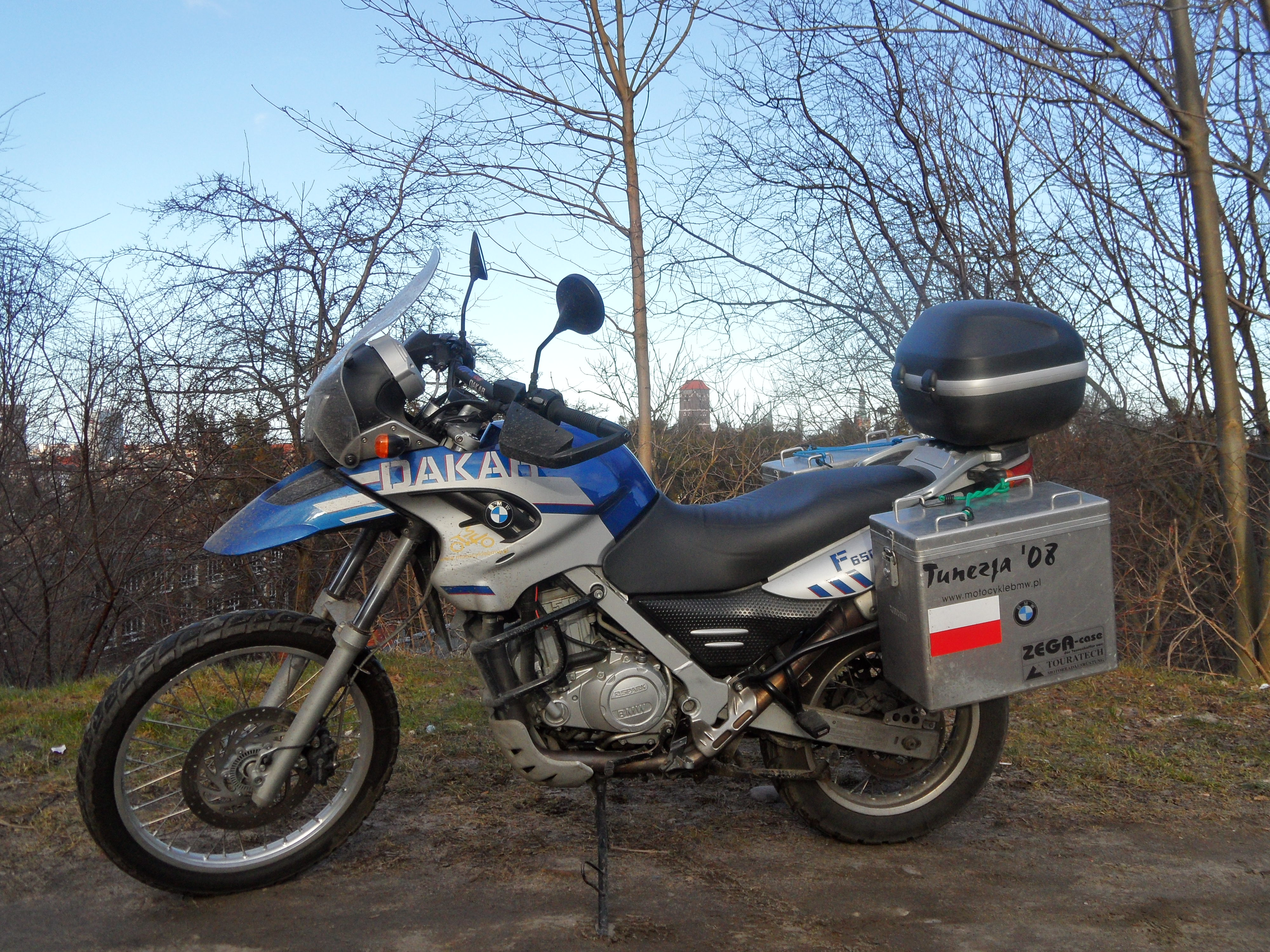
BMW F 650 GS Dakar (2004).

Nei primi anni '90 la BMW sente di non potersi limitare solo al mercato di fascia alta e decide di entrare anche in un segmento di media cilindrata: lo fa con una moto che rompe con la tradizione della casa ancora più di quanto, per certi versi, non avesse fatto la serie K in precedenza.

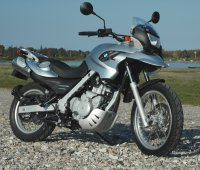
La F 650 GS.

La particolarità sta nel fatto che la nuova moto, presentata nel 1993, porta sì il marchio BMW che ne è l'artefice del progetto, ma la produzione non è propria: infatti, il motore è un Rotax austriaco e l'assemblaggio della moto viene fatto in Italia, presso l'Aprilia. In aggiunta, questa è la prima moto BMW ad avere la trasmissione finale a catena al posto del classico cardano.
La cilindrata scelta è la 650 cm³, il modello di partenza si chiama F650. La moto nasce per uso misto on-off-road e nel 1996 viene affiancata dalla versione più stradale F650ST, caratterizzata da un assetto più basso e il cerchio da 18 pollici all'anteriore.
Una prima evoluzione si ha nel 1999, quando esce una nuova edizione molto rivista anche nell'estetica, che riprende la denominazione GS. Viene proposta anche nella versione Dakar e, terminato l'accordo con l'Aprilia, l'assemblaggio viene fatto in proprio dalla BMW negli stabilimenti di Berlino-Spandau. Nello stesso anno, la F650 GS diventa la moto BMW maggiormente prodotta nella storia della casa, con oltre 52.000 esemplari.
Ulteriore sviluppo si ha nel 2001, quando viene presentata la F650CS Scarver: una moto destinata essenzialmente all'asfalto, turistica e molto adatta anche all'uso cittadino. Novità nella trasmissione, che è a cinghia dentata.

### Gli anni 2000
Gli anni a cavallo tra la fine del secondo millennio e l'inizio del terzo vedono la BMW impegnata, oltre che nell'evoluzione dei modelli boxer, anche nell'incremento della cilindrata della serie K. Il notevole ampliamento della gamma negli anni '90 ha portato anni di grande successo per la casa bavarese, con vendite e percentuali di mercato costantemente in crescita. Nel 2002 la produzione annua supera per la prima volta i 100.000 esemplari e la casa, sotto la guida del nuovo presidente Herbert Diess, torna a puntare in modo rilevante anche nel mercato americano.

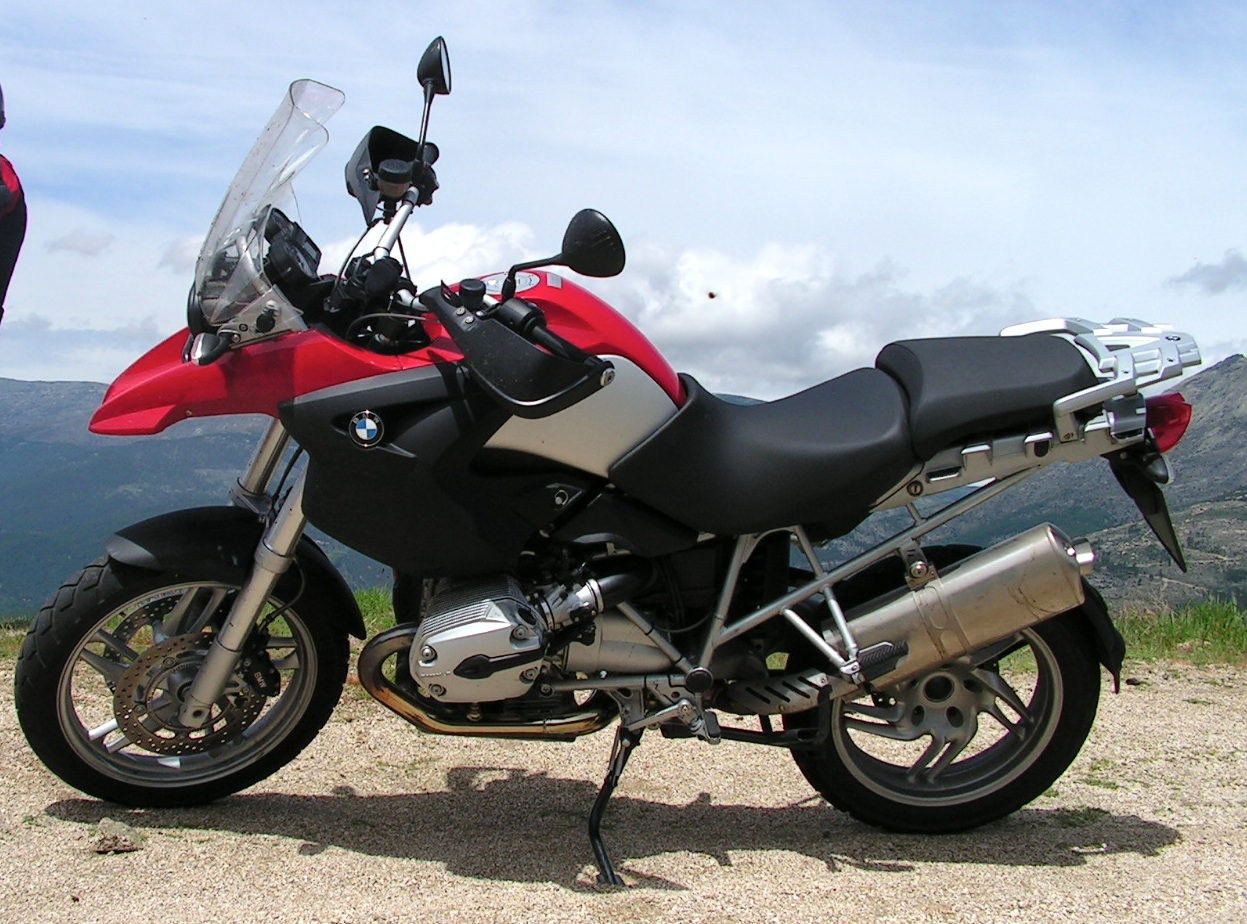
La R1200 GS, modello di punta della casa.

Il 1997 è l'anno della presentazione della cilindrata 1.200 che se nella serie boxer è per il momento limitata al modello Custom, nella serie K apre la strada ad una nuova gamma con l'introduzione nel listino della K1200RS, in termini di prestazioni il modello di punta della casa. Rappresenta un salto in avanti nella produzione della BMW che per la prima volta supera il limite autoimpostosi di 100 CV con questo modello di 130 CV e 245 km/h di velocità massima. Non è una semplice evoluzione della precedente 1.100, ma una moto sostanzialmente nuova, con sospensioni "Telelever" all'anteriore e "Paralever" al posteriore, cambio a 6 marce. È seguita due anni dopo dalla K1200LT, una super-turistica depotenziata e dotata di una molteplicità di accessori atti a rendere confortevoli anche i viaggi più lunghi. È la prima BMW dotata del sistema frenante EVO abbinato all'ABS, un sistema di frenata integrale.
Nel 2003 a questi due modelli si aggiunge la K1200GT, una versione turistica della RS, con lo stesso motore e prestazioni solo di poco inferiori.
Nel frattempo le boxer, che non avevano smesso la loro evoluzione, presentano alcuni modelli speciali e segnatamente: la versione da lunghi viaggi della R1150GS, denominata Adventure; la versione corsaiola della R1100S, denominata Boxer Cup Replica che riprende quella protagonista dell'omonimo trofeo monomarca; la versione Rockster della R1150R. Il motore è lo stesso delle versioni base, cambiano l'assetto o la dotazione di accessori, oltre alle colorazioni.
Nel 2004 viene presentato il motore boxer ancora in produzione nel 2012, da 1.200 cm³. La potenza sale a 110 CV. Inizialmente montato sulla R1200GS, l'anno dopo viene installato anche sulle altre versioni: R1200RT, R1200 S, R1200R, oltre ai nuovi modelli R1200ST e HP2. Quest'ultima è una moto particolare, difficile da inquadrare in una specifica tipologia, ma destinata ad un uso soprattutto fuoristradistico sportivo, tant'è che non è previsto alcun supporto per borse o portapacchi. È seguita qualche anno dopo dalla versione Megamoto, destinata ad un uso più stradale e dalla Sport, una sportiva carenata.
La R1200GS, leggermente modificata e prodotta in diverse versioni, in particolare l'Adventure, alla fine del decennio ed all'inizio di quello successivo costituisce il modello di punta, in termini commerciali, della casa bavarese.

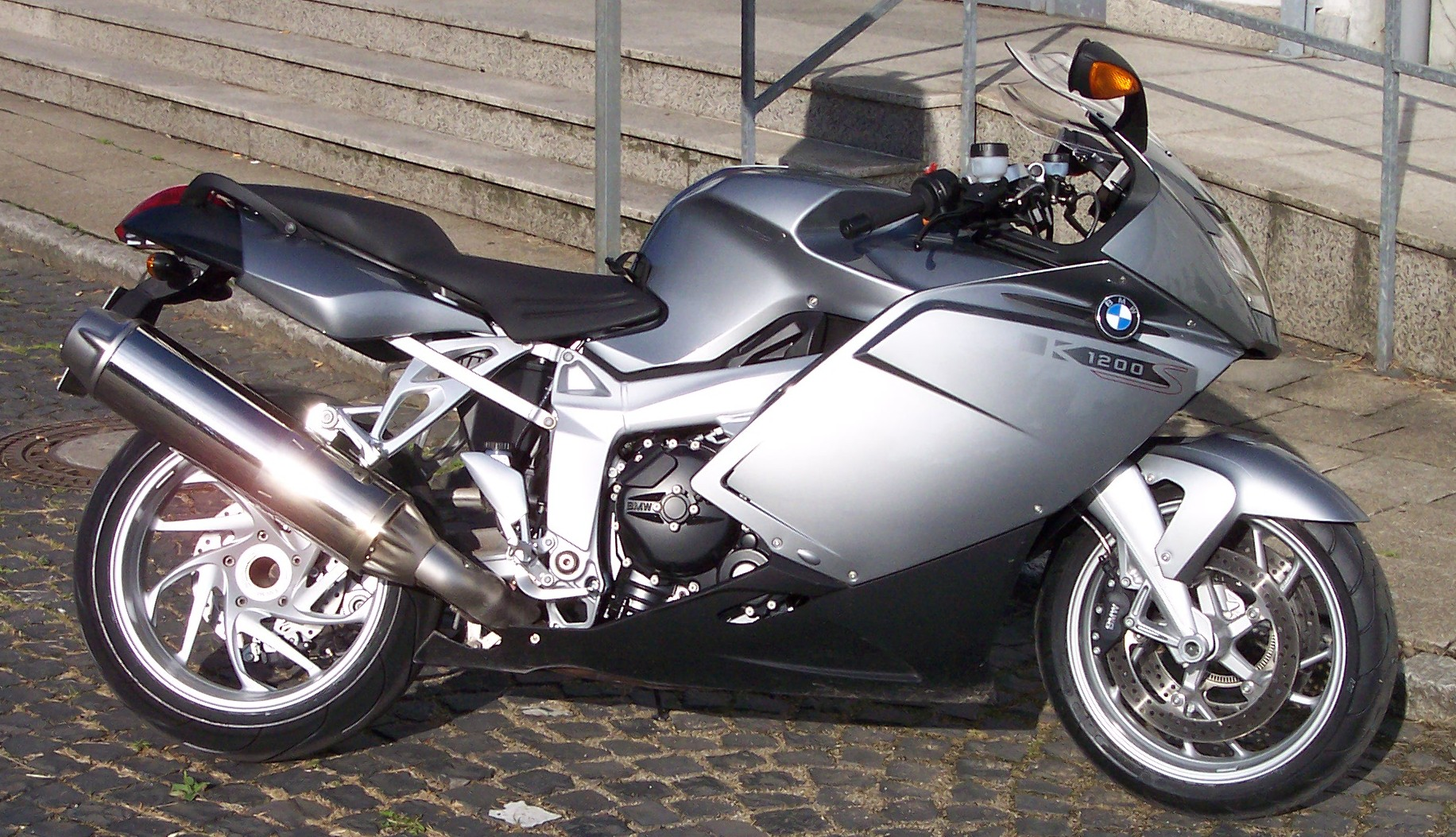
Una moderna moto BMW, la K 1200 S.

Nel contempo, la serie K subisce una rivoluzione, anche in senso geometrico. Infatti la nuova K1200S da 167 CV del 2004 è dotata di un motore a 4 cilindri in posizione frontemarcia, anziché longitudinale. È la disposizione dei cilindri più utilizzata nel mondo motociclistico, anche se la bancata dei cilindri nelle BMW è fortemente inclinata in avanti, in posizione quasi orizzontale. È presentata nel 2004, ma per problemi tecnici la consegna è ritardata all'anno successivo, praticamente in contemporanea con la K1200R, una moto estrema nel design, almeno per gli standard BMW e caratterizzata dalla grande maneggevolezza unita ad altissime prestazioni.
Con lo stesso motore, ma un po' depotenziato esce nel 2006 la K1200GT, una turistica dalle alte prestazioni, ma dallo scarso appeal.
Verso la fine del decennio viene aumentata la cilindrata a 1.300 cm³, mantenendo pressoché immutata la gamma di modelli, con la versione S che sviluppa fino a 175 CV.
La produzione BMW del nuovo millennio è caratterizzata anche da tre nuove linee di prodotto.
La prima, introdotta nel 2006, è quella del motore bicilindrico in linea frontemarcia di 800 cm³. Inizia la sua storia con un modello sportivo, la F800S, seguito a breve da uno turistico denominato F800ST e successivamente dal modello enduro F800GS e dalla F800R. Minori costi e maggior maneggevolezza differenziano questa linea da quella analoga della serie R equipaggiata con motore boxer.
Lo stesso motore viene montato, ma ridotto in potenza, sulla F650GS che nel 2012 sarà sostituita dalla F700GS. Nel 2013 la F800GT sostituisce la F800ST

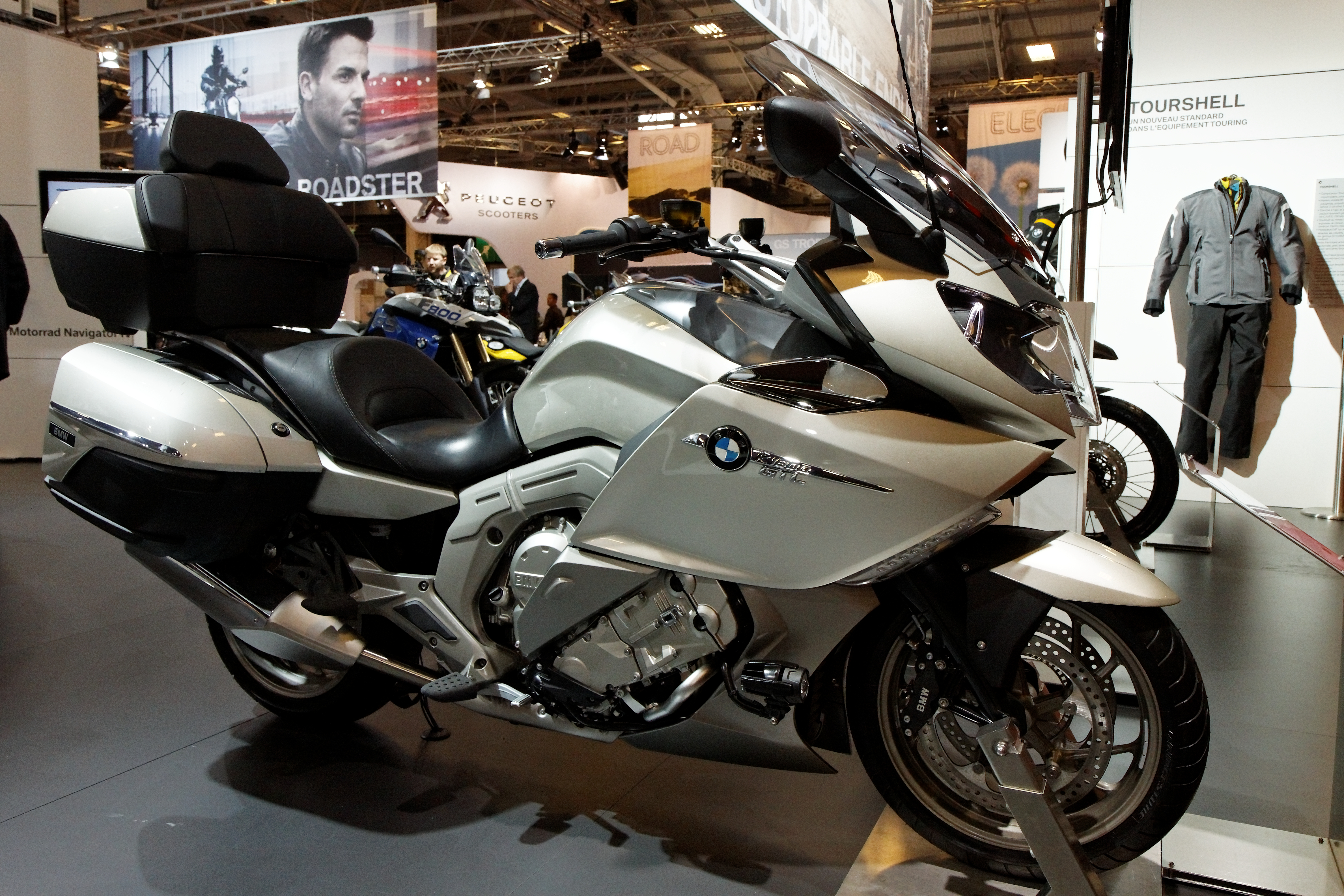
L'ammiraglia K1600 GTL a 6 cilindri.

La seconda innovazione è data dalla serie G, una linea di prodotto adatta ad un uso versatile, ispirata alla categoria delle supermotard. Queste moto, dotate di un propulsore monocilindrico, sono prodotte inizialmente con una cilindrata di 450 cm³ (le G450X e XChallenge) di impostazione fuoristradistica e successivamente anche da 650 cm³ (le G650X in versione Country, Moto e GS) non solo di tipologia motard, ma anche scrambler ed enduro. Queste moto, così come quelle della serie F hanno la trasmissione finale a catena.
La terza novità arriva alla fine del 2010 e si tratta di un motore 6 cilindri in linea frontemarcia di 1.600 cm³ e 160 CV. Questo motore va ad equipaggiare una moto di tipologia sport-tourer molto accessoriata e di alte prestazioni: la K1600 GT.
Inoltre, a seguito dell'entrata della BMW nelle competizioni per le moto derivate dalla produzione di serie (la Superbike) viene prodotta e resa disponibile al pubblico la S1000RR, che con oltre 190 CV è la BMW più potente mai costruita.
Nel 2007 avvengono due importanti fatti societari.
Il primo vede l'incorporazione della BMW Motorrad GmbH nella casa madre BMW AG, dalla quale era stata scorporata nel 1976, diventando una divisione (business unit) della stessa.
Inoltre la BMW cerca di allargare la propria proposta nel settore specialistico delle fuoristrada anche di carattere agonistico ed il 19 luglio 2007 acquisisce dalla MV Agusta la Husqvarna storico marchio motociclistico svedese famoso soprattutto per i modelli di Motocross ed Enduro.

### Gli scooter
Un discorso a parte va fatto per la motocicletta BMW C1, che quando viene presentato costituisce l'unico caso al mondo di veicolo a due ruote provvisto di cellula di sicurezza a prova di crash e omologato in molti paesi (compresa l'Italia) per la guida senza casco. Questa moto, di solito catalogata tra gli scooter per le sue caratteristiche tecniche, viene presentata nel 2000 con un motore di 125 cm³ (il più piccolo mai costruito dalla BMW), aumentato a 200 cm³ l'anno successivo. Dopo un primo iniziale entusiasmo, i limiti di questo modello, quali il costo, la mancanza di omologazione alla guida senza casco in alcuni paesi, la collocazione del passeggero fuori dalla cellula coperta e la scarsa maneggevolezza, ne determinano uno scarso successo e l'uscita di scena prematura.
La BMW ritenta l'avventura in questa categoria con un'impostazione più tradizionale e alla fine del 2011 presenta la propria proposta: un motore da bicilindrico 650 cm³ che equipaggia una versione turistica, la C650GT, ma anche una un po' più sportiva, la C600 Sport, che, a dispetto del nome, monta lo stesso motore da 650 cm³.

### I sidecar
L'accoppiamento di un sidecar ad una moto BMW è stato quasi immediato, fin dall'inizio della produzione di questa casa, in quanto le caratteristiche delle BMW si prestavano bene ad esserne adottate. In realtà la BMW non produsse quasi mai i sidecar, ma l'immagine della casa è stata spesso associata, in particolare per alcuni modelli, a questo tipo di veicolo.
Buona potenza, telaio robusto e cilindri esterni, che ne favorivano il raffreddamento anche sotto sforzo, hanno fatto sì che già la prima moto, la R32, sia stata spesso equipaggiata con tale veicolo.
L'iniziativa fu della stessa BMW, che nel 1924 propose un sidecar costruita dalla ditta Royal di Monaco. Tale azienda fornì anche i sidecar da corsa. Negli anni successivi la gamma venne ampliata e la BMW presentò spesso tali veicoli a volte con il proprio marchio, ma anch'essi in realtà prodotti dalla Royal. Tra i più famosi vanno ricordati il modello S49, di tipo turistico e design molto semplice e il Royal-Sport, con forma ogivale aerodinamica.
L'importanza del sidecar era tale che a volte gli venivano dedicate specifiche campagne promozionali, come testimoniano alcuni manifesti pubblicitari dell'epoca.

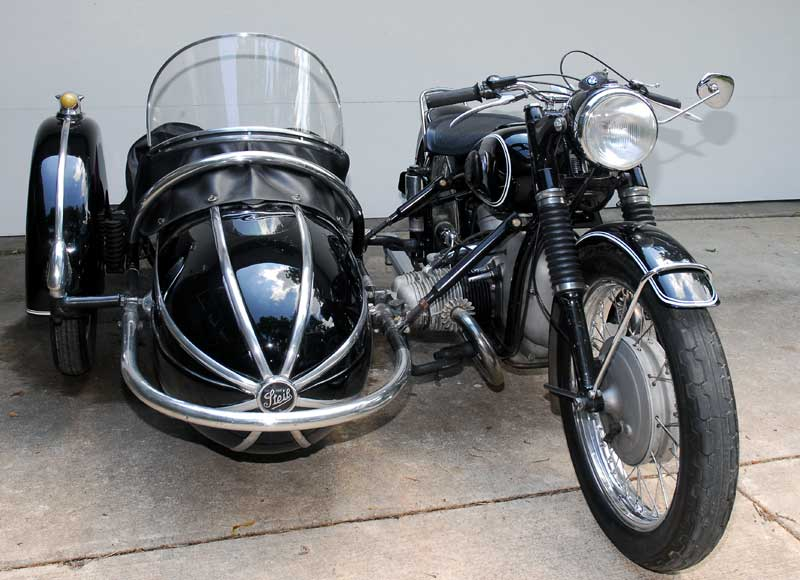
Una R68 con sidecar Steib S500.

Col tempo i sidecar divennero sempre più raffinati ed accanto a quelli di semplice fattura, ne vennero proposti di più complessi e confortevoli, soprattutto negli anni ‘30; ad esempio, il classico Royal Turismo poteva essere ordinato con parabrezza fisso, sul quale poi si potevano innestare i finestrini laterali ed una capote ripiegabile. Oppure era disponibile un sidecar completamente chiuso con portiera incernierata e coda aerodinamica: una piccola berlina associata alla moto.
Il sidecar non aveva solo lo scopo di trasportare un passaggero in più, ma veniva spesso utilizzato in funzione lavorativa: la BMW, tramite la Royal, propose tra gli altri anche sidecar a mo' di piccoli furgoncini, oppure allestiti appositamente per specifiche attività, come quelli adottati dalla Reichspost (l'azienda postale tedesca del tempo) o quelli approntati per la Polizia e per i Vigili del Fuoco.
Sempre negli anni '30 la BMW propose anche i sidecar delle aziende Stoye e Steib, che insieme detenevano l'80% del mercato tedesco.
Il sidecar venne utilizzato molto spesso nelle moto militari, in particolare con le R12 e R75 in uso alla Wehrmacht durante la seconda guerra mondiale, al punto che la R75 con sidecar è divenuta, nel tempo, un'icona di questo tipo di veicolo. Su questa motocarrozzetta era quasi sempre presente la trazione anche sulla ruota del carrozzino, soluzione che peraltro era stata sperimentata già nel 1934 nella gara invernale dell'ADAC (l'Automobile Club tedesco), ma raramente utilizzata sulle moto civili.
Il sidecar adottato dalla R75 era il modello 286/1 della Steib, rinominato BW43 dalla BMW che inizialmente ne curò in proprio la costruzione, fino a che la Steib fu in grado di realizzarlo secondo le specifiche richieste dalla Wehrmacht. Questo sidecar equipaggiava anche la Zündapp KS750. Anche la Royal inizialmente contribuì alla realizzazione dei sidecar militari nel periodo bellico.

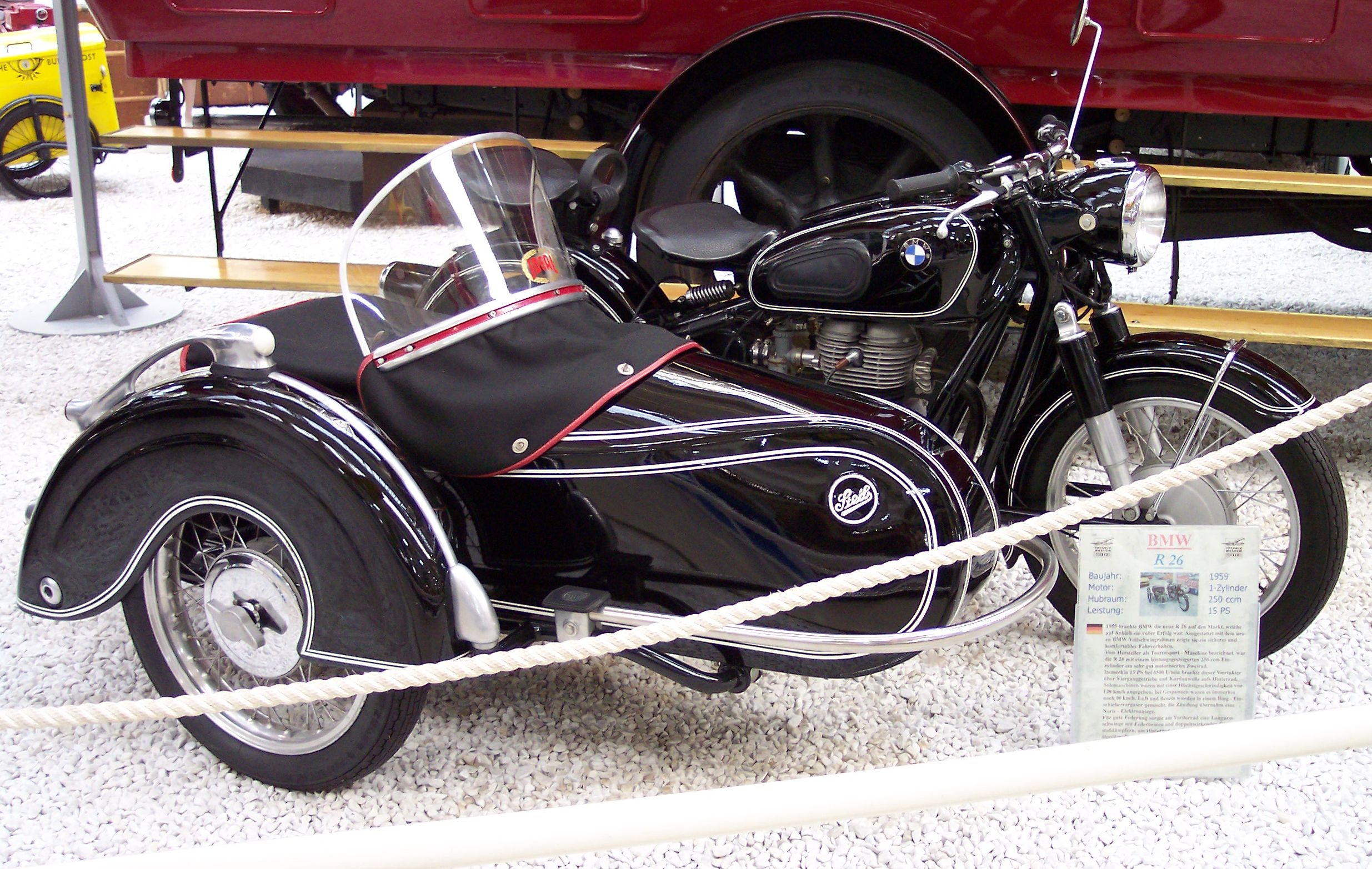
Una R 26 monocilindrica con sidecar Steib LS200.

Dopo la guerra, sparite le due case produttrici Royal e Stoye, la BMW si rivolse unicamente alla Steib, che inizialmente ripropose copie dei Royal d'anteguerra. I sidecar divennero più semplici ed essenziali, come il modello “Standard” del 1950, anche per poter essere accoppiati a moto meno potenti, come le monocilindriche da 250 cm³. Una sua evoluzione è lo “Special” dei primi anni '50, spesso accoppiato alla R67.
La Steib studiò nuovi tipi di sidecar per le BMW e tra questi i più famosi sono forse il modello TR500, evoluzione dello Standard e di solito accoppiato alle R50 e R60; il modello LS200, spesso associato alle monocilindriche; i modelli S250 e S500, con forma a botticella. Quando la Steib chiuse i battenti, nei primi anni '60, la BMW riprese i suoi modelli e li produsse in proprio per qualche anno ancora.
In questi anni continuò l'adozione del sidecar da parte di vari enti statali, tra i quali le Poste, la Polizia e l'ADAC, le cui moto-sidecar BMW vennero denominate “Strassenwacht” (soprannominate anche “Angeli della strada”).
A partire dagli anni '70 il sidecar divenne sempre meno utilizzato e da allora i pochi modelli disponibili prevedono anche consistenti modifiche alla moto, ad esempio con l'adozione di diversi cerchi per alloggiare gomme più larghe e grosse, ed anche con la sostituzione delle sospensioni che spesso richiamano le Earles degli anni cinquanta. Un esempio in tal senso è la Troika SR 80 del 1983, che vede un carrozzino largo e di forma squadrata accoppiato alla R80 in produzione in quel periodo.

### Prototipi
Oltre alla normale sperimentazione volta all'evoluzione della propria gamma, la BMW ha progettato e sviluppato nel tempo alcune moto che nelle intenzioni della casa avrebbero dovuto diventare modelli di mercato, ma che, per ragioni varie, sono rimaste allo stadio di prototipo, comunque contribuendo spesso allo sviluppo di nuovi modelli e nuove soluzioni.

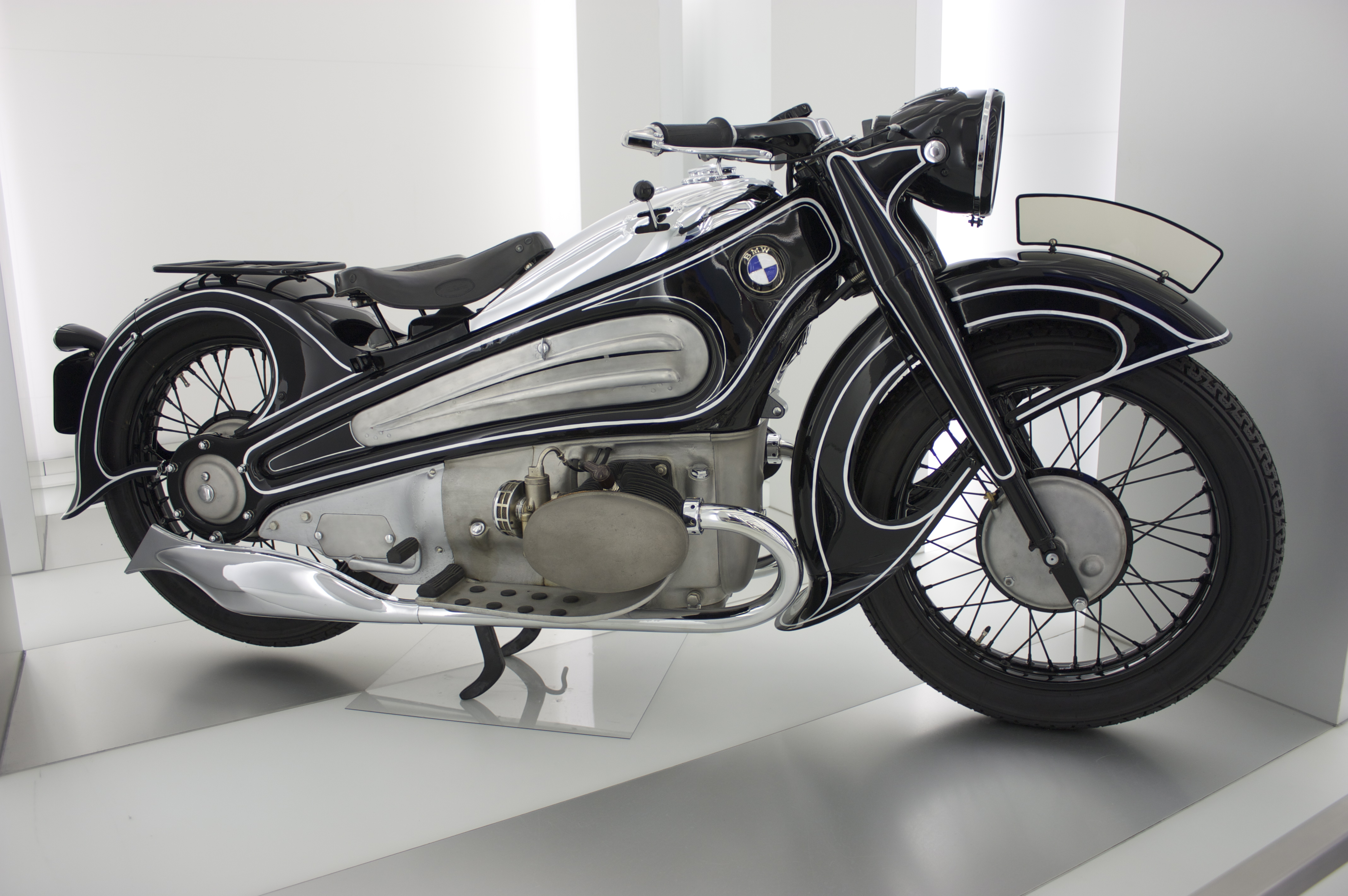
L'avveniristica BMW R7.

Una delle più interessanti è la R7, progettata nel 1934. Equipaggiata dal motore da 750 cm³ a valvole in testa, già in uso sulla R16, presentava soluzioni stilistiche innovative, di stampo futuristico. Il telaio era scatolato in lamiera stampata, inglobava il serbatoio e si sviluppava in blocco unico dalla testa delle forcelle fino alla ruota posteriore. Anche tutto il motore era carenato, lasciando in evidenza solamente i cilindri. L'arzigogolato disegno dei parafanghi e la dovizia di filetti e fasce bianche completavano l'ardita sperimentazione che non era solo di carattere estetico, ma anche tecnico. Il motore, ad esempio, era appeso alla lamiera, senza ulteriore fissaggio. La struttura così concepita era però anche il principale punto debole del veicolo, perché nel suo complesso non era in grado di garantire la necessaria rigidità all'insieme. Tutto ciò, unito ai costi di produzione che sarebbero stati elevati, fecero accantonare il progetto dopo la realizzazione di due prototipi. Di tutto questo progetto venne però sfruttato un elemento: la forcella telescopica, che sarà applicata l'anno successivo alla R17 di serie.
Altro interessante esperimento fu provato nel 1939, quando la BMW cercò di far fronte alla Zundapp ed alla Victoria nel segmento delle 350 cm³, dove era presente con la monocilindrica R35, moto ormai superata stilisticamente e dalle modeste prestazioni. Per il nuovo modello si pensò ad un motore di nuova concezione, un monocilindrico nel quale vennero adottati i principi costruttivi dei motori d'aereo a stella, presentando sia il carburatore sia lo scarico in posizione posteriore al cilindro, con le aste di spinta in mezzo ai due e la candela posizionata sul davanti. In tal modo, il tubo di scarico correva in posizione alta, vicino alla sella. Il motore, inoltre, era montato su supporti in gomma. Tale prototipo fu denominato R36, ma non entrò in produzione perché la soluzione tecnica adottata non dava alcun evidente vantaggio, la posizione dello scarico era fastidiosa per il pilota ed il motore traballava nel suo alloggiamento elastico.
Si pensò quindi ad una 350 bicilindrica boxer, ma lo scoppio della seconda guerra mondiale bloccò lo sviluppo di questa idea, che però riprese tra il 1942 ed il 1943 utilizzando alcune soluzioni adottate sulla R75, tra cui il telaio in pezzi imbullonati. Una particolarità di questa moto, denominata R31, era che la struttura superiore del telaio era ampiamente allargata e fungeva anche da serbatoio. Furono approntati 5 esemplari, ma le vicende belliche impedirono che dalla sperimentazione si passasse alla produzione.
Rimanendo nel contesto militare, la ben nota R75 è stata preceduta da un modello sperimentale chiamata R72. Questa presentava alcune soluzioni del telaio già studiate per la citata 350, mentre il motore era quello a valvole laterali della R71 con un nuovo cambio, dotato anche di retromarcia, nuova trasmissione, inseribile anche sulla ruota del sidecar e assenza del molleggio posteriore. Ma questo motore si surriscaldava troppo sotto sforzo e risultò anche essere decisamente inferiore, in quanto a prestazioni, al corrispondente modello della Zundapp. Così, ferma restando la parte ciclistica, si passò al motore a valvole in testa della R66 opportunamente modificato e ne risultò alla fine la R75.
Al termine della guerra, la BMW cercò di sopravvivere producendo attrezzi per l'agricoltura e per l'edilizia, oltre a compressori per i freni ferroviari. Nel 1946 realizzò 11 esemplari pre-serie di una bicicletta con telaio in alluminio, ma dovette abbandonare la produzione per l'impossibilità di ottenere il materiale con cui costruirle, non reperibile a causa delle restrizioni imposte dall'AMGOT. Tali restrizioni limitavano anche la cilindrata delle motociclette prodotte in Germania a 125 cm³, ragione per la quale l'azienda pensò di realizzare una moto di quella cilindrata, mantenendo i connotati tipici dei modelli precedenti, con il prototipo "R10", dotato di un motore bicilindrico boxer a due tempi, trasmissione a cardano e sospensione elastica anteriore e posteriore.
Le prove rivelarono un comportamento molto ruvido del piccolo motore da 5 CV e, soprattutto, una forte tendenza al surriscaldamento, dovuta alla presenza delle pedane davanti ai cilindri che impedivano l'afflusso del volume d'aria necessaria al raffreddamento. L'impossibilità di risolvere il problema a causa del posizionamento molto arretrato del motore, consigliarono la BMW a sospenderne lo sviluppo e concentrarsi su quello di modelli d'anteguerra per realizzare nuove moto.

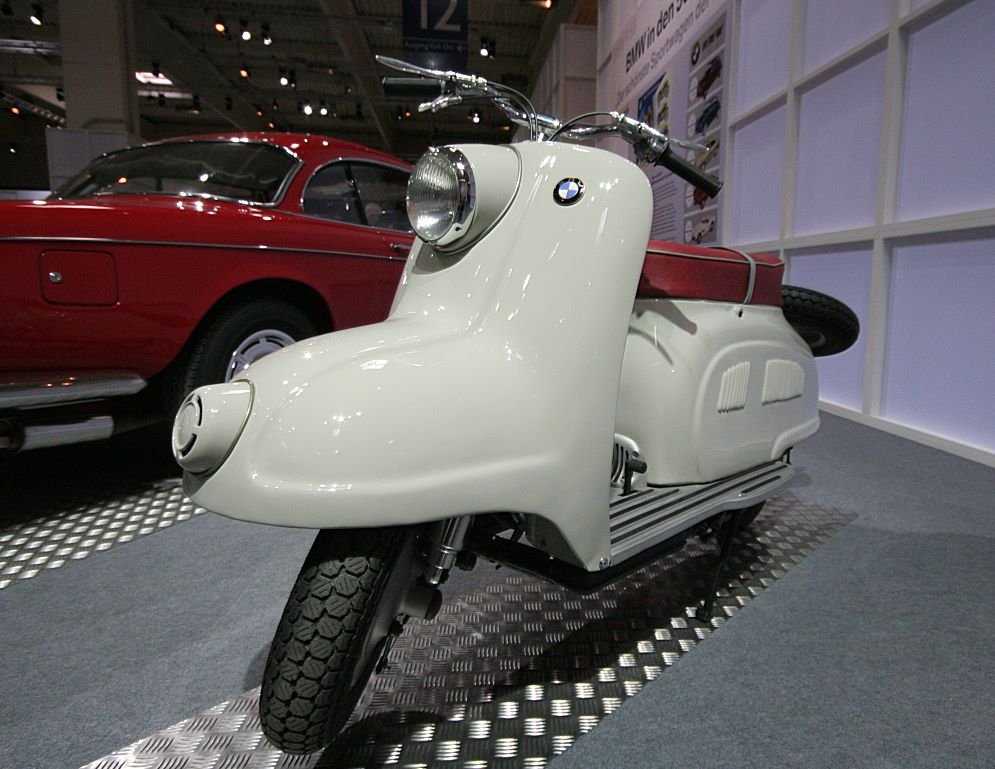
Il prototipo di scooter R10.

Nel 1953 la BMW pensò di cimentarsi nel settore degli scooter, anche in considerazione del successo delle italiane Vespa e Lambretta, costruite in Germania su licenza rispettivamente dalla Hoffmann e dalla NSU. In prima battuta ci si ispirò ad uno scooter dell'inglese Velocette, che disponeva di un piccolo motore boxer e trasmissione a cardano, in linea con lo stile BMW. L'impostazione di questo veicolo consentiva l'utilizzo di ruote di dimensione motociclistica, unendo questo vantaggio con quelli tipici dello scooter. Siccome però un piccolo motore boxer avrebbe avuto un costo eccessivo, si optò per il monocilindrico da 250 cm³ della R25, ma si rimase allo stato di prototipo. Nel 1955 si pensò ad un nuovo scooter monocilindrico da 200 cm³, denominato anch'esso R10, ma dopo l'allestimento di due prototipi, il progetto fu bloccato, anche perché il futuro degli scooter in Germania non era considerato di sicuro successo.
Per l'esercito tedesco la BMW progettò tra il 1966 ed il 1968 una monocilindrica chiamata R28, riprendendo un'idea del 1958 basata sulla meccanica della R26. La R28 montava il motore della R27, sempre monocilindrico da 250 cm³, mentre il telaio si ispirava a quello che sarebbe stato poi utilizzato sulle moto della serie /5.
Una serie nutrita di prototipi sperimentali fu sviluppata alla fine degli anni '70, quando la BMW si trovò nella situazione di dover trovare nuove soluzioni per contrastare l'effervescente evoluzione motociclistica delle case giapponesi. Un interessante ed innovativo esperimento fu la Module o Moduro (dall'unione tra Module e Enduro). Questa moto doveva essere dotata di un motore bicilindrico in linea longitudinale e con poche modifiche, da eseguirsi in pochi minuti, doveva passare da moto da fuoristrada a moto stradale e turistica: una moto appunto modulare. Al salone di Colonia del 1978 ne furono presentati due esemplari, ma questo seppur evoluto progetto non andò oltre lo stato di prototipo, anche perché non fu mai debitamente sperimentato su strada.
Ma altre soluzioni si stavano studiando in quel periodo. La più interessante fu la Futuro, una moto dotata di motore boxer turbo di 800  cm³, realizzata nel 1980 per conto della BMW dalla Buchmann di Francoforte, un'azienda specializzata in elaborazioni di automobili. A parte le forcelle anteriori, mutuate dalla R100 di serie, il resto era completamente nuovo. Il telaio era un monotrave con il motore elemento stressante, la sospensione posteriore era a parallelogramma tubolare. Questa architettura consentiva un baricentro molto basso e bassa era quindi anche l'altezza della sella, che insieme ad una futuristica carenatura facevano ottenere un efficientissimo coefficiente aerodinamico, del 27% superiore a quello della R100RS. Le ruote erano a disco pieno, la strumentazione avveniristica. La potenza era stata stimata in circa 100 CV, ridotta però a 75 per ottenere una maggior guidabilità. A parte però l'aerodinamica, la moto non si rivelò particolarmente facile da guidare ed inoltre era estremamente sensibile al vento laterale, a causa proprio di quegli elementi che la rendevano aerodinamicamente efficiente. Il progetto fu quindi abbandonato, anche se alcuni elementi furono utilizzati poi nella realizzazione della futura K1.

### Le “false” BMW
Una nota a parte merita la situazione immediatamente successiva al termine della seconda guerra mondiale.
Infatti, durante la guerra la produzione motociclistica era stata trasferita ad Eisenach, che al termine del conflitto mondiale finì nella zona tedesca di influenza sovietica, divenuta poi la DDR.
Questi stabilimenti erano ancora ben funzionanti, così ripresero subito la produzione di alcuni modelli di moto, in particolare la R35, che vennero venduti in tutta la Germania. La BMW di Monaco non poteva e soprattutto non voleva prestare l'assistenza e la garanzia per queste moto. Iniziò quindi un lungo iter giudiziario che si risolse solo verso la fine del 1950, con l'attribuzione del nome BMW alla fabbrica di Monaco, mentre quella di Eisenach assunse il marchio EMW e proseguì la produzione fino al 1956.
Nella fabbrica di Eisenach venne progettata anche una bicilindrica derivata dalla R75 militare, che però non entrò mai in produzione.
Assieme a queste R35, non riconosciute ufficialmente dalla BMW e dai suoi storici, in quegli anni nacquero nell'Unione Sovietica delle repliche della R12 e della R71, anch'esse disconosciute dalla storiografia ufficiale della casa, ma che costituirono, di fatto, la base per le fabbriche sovietiche denominate Ural e KMZ, quest'ultima meglio conosciuta come Dnepr.

### Nomenclatura
La nomenclatura delle moto BMW è sempre stata piuttosto rigorosa e standardizzata, costituita da una lettera iniziale, da un numero ed a volte da un suffisso.

#### La lettera iniziale
Sin dall'inizio della produzione tutte le moto bicilindriche boxer sono state caratterizzate dalla lettera R in apertura, dovuta presumibilmente al fatto che la prima moto fu presentata alla stampa con il nome di BMW-Rad, che divenne poi la BMW R32. La R è stata attribuita anche a tutte le monocilindriche prodotte sino al 1966.
| Lettera identificativa | Caratteristiche |
| ---------------------- | --- |
| K                      | Serie con il motore a sogliola a tre e quattro cilindri introdotto nel 1983 e successivamente anche le 4 cilindri frontemarcia prodotte dal 2004 e le 6 cilindri frontemarcia prodotte dal 2011. |
| F                      | Viene introdotta nel 1993 con la nuova monocilindrica e viene poi adottata anche dalle bicilindriche frontemarcia, prodotte a partire dal 2006.                                                  |
| G                      | Monocilindriche di tipo motard costruite dal 2007 in poi. |
| C                      | Gli scooter. |

Eccezioni a queste regole sono costituiti essenzialmente dalla HP2 e dalla S1000RR, oltre ai modelli da competizione non disponibili al pubblico.

#### Il numero
Alla lettera iniziale segue sempre un numero. Fino al 1969 non aveva un significato preciso e solo in alcuni casi coincideva con la cilindrata divisa per 10 o per 100.
A partire dal 1969 tutte le moto boxer a due valvole per cilindro sono contrassegnate da un numero che rappresentava la cilindrata divisa per 10, mentre in quelle a 4 valvole (prodotte dal 1993) questo numero rappresenta la cilindrata, ovviamente arrotondata.
Per la serie K, inizialmente viene indicata la cilindrata divisa per 10, mentre l'introduzione della cilindrata stessa avviene con la 1.100 cm³.
Tutte le altre serie portano nel nome la cilindrata, con rare eccezioni.

#### Il suffisso
Fino al 1969 solo pochi modelli avevano caratteri aggiuntivi alla R ed al numero del modello. Si trattava talvolta della numerazione /2 e /3 che indicava versioni successive dello stesso modello. In alcuni casi era indicata una lettera S che indicava una versione sportiva.
Dal 1969 i modelli sono stati contrassegnati dalla “serie”, ossia un numero che seguiva una barra: 3 serie rispettivamente /5, /6 e /7. L'ultimo modello così denominato esce di produzione nel 1984. Fanno eccezione i modelli sportivi che hanno un suffisso di una o due lettere: S, RS, CS.
Successivamente questa numerazione viene a cessare e per tutte le serie il suffisso, presente quasi sempre, indica la tipologia del modello: S per Sport, R per Roadster (turistica), RT per moto da gran turismo, GS per i modelli da enduro stradale ecc.

### I modelli

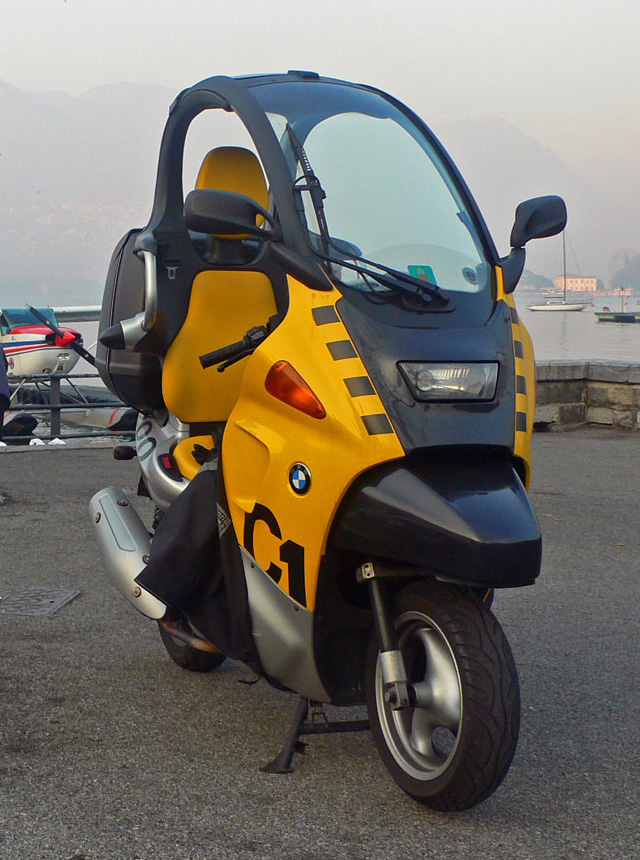
L'innovativa BMW C1.

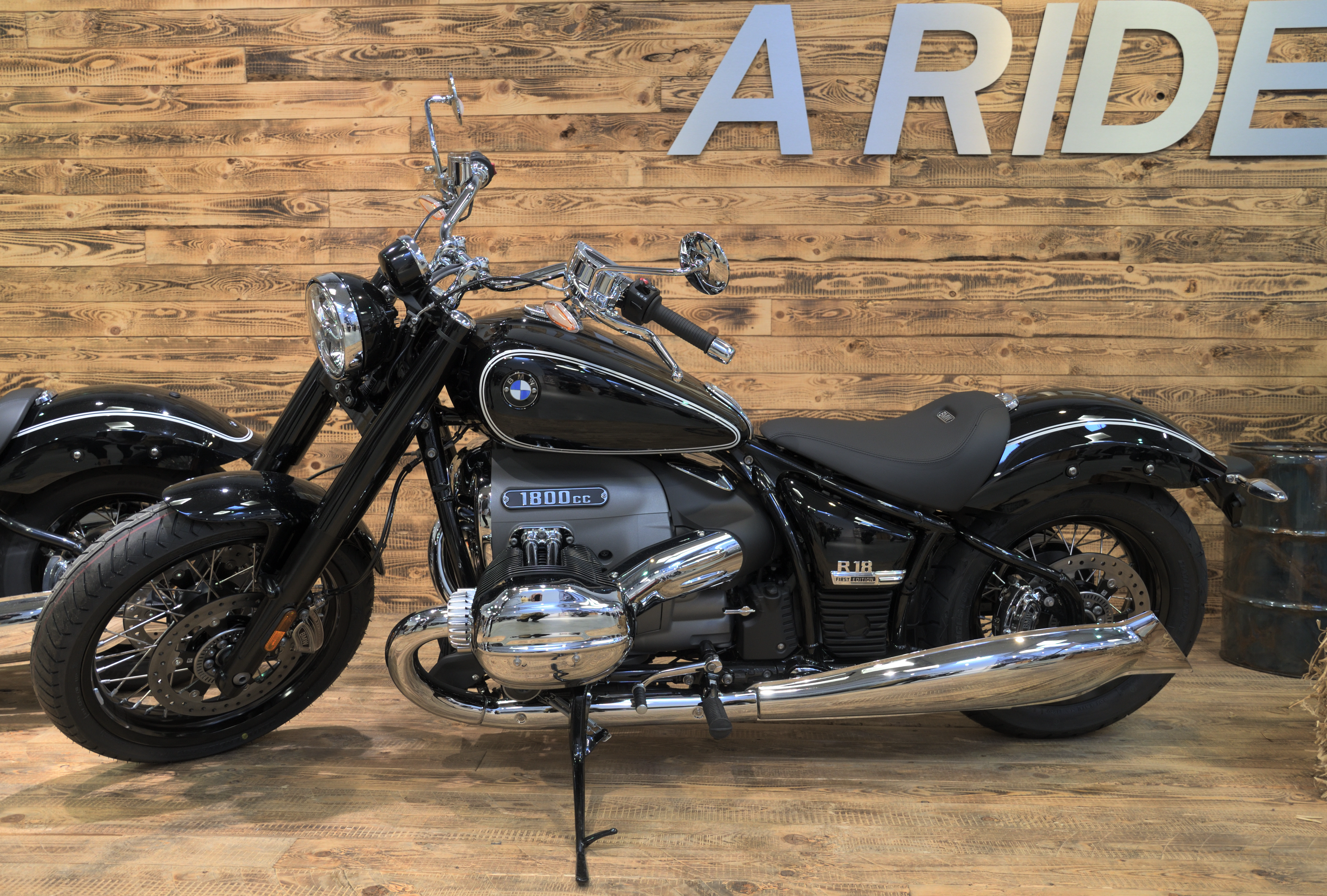
BMW R18 (2020).

Alcuni modelli di larga diffusione:
- BMW 200 R 2
- BMW 200 R 20
- BMW 200 R 23
- BMW 250 R 24
- BMW 250 R 25
- BMW 250 R 26
- BMW 250 R 27
- BMW 250 R 39
- BMW 300 R 3
- BMW 350 R 35
- BMW 400 R 4
- BMW 450 R 45
- BMW 500 R 5
- BMW 500 R 32
- BMW 500 R 37
- BMW 500 R 42
- BMW 500 R 47
- BMW 500 R 52
- BMW 500 R 57
- BMW 500 R 50
- BMW 500 R 51
- BMW 600 R 6
- BMW 600 R 60
- BMW 600 R 61
- BMW 600 R 66
- BMW 600 R 67
- BMW 600 R 68
- BMW 600 R 69
- BMW 650 R 65
- BMW 750 R 11
- BMW 750 R 12
- BMW 750 R 16
- BMW 750 R 17
- BMW 750 R 62
- BMW 750 R 63
- BMW 750 R 71
- BMW 750 R 75
- BMW 800 R 80
- BMW 800 R 80 G/S
- BMW 900 R 90
- BMW 1000 R 100
- BMW R850 R
- BMW R1100 R
- BMW R1100 RS
- BMW R1100 RT
- BMW R1100 GS
- BMW R1150 R
- BMW R1150 RS
- BMW R1150 RT
- BMW R1150 GS
- BMW R1200 GS
- BMW R1200 S
- BMW R1200 R
- BMW R1200 RS
- BMW R1200 RT
- BMW R1200 ST
- BMW R18
- BMW K75
- BMW K100
- BMW K1100 LT
- BMW K1200 RS
- BMW K1200 LT
- BMW K1200 S
- BMW K1200 R
- BMW K1200 GT
- BMW K1300 S
- BMW K1600 GT
- BMW K1600 GTL
- BMW K1600 B
- BMW K1600 Grand America
- BMW F650 CS
- BMW F650 GS
- BMW F800
- BMW F800 GS
- BMW F700 GS
- BMW C1
- BMW S1000R
- BMW S1000RR
- BMW S1000XR

## L'attività sportiva

### Le gare su strada: l'anteguerra
Nei primi decenni del XX secolo non esisteva un campionato mondiale, che sarà istituito solo nel 1949: c'erano campionati nazionali ed un campionato europeo, che però fino al 1937 veniva assegnato in gara unica. Ma le gare più prestigiose erano i singoli Gran Premi, tra i quali spiccava il Tourist Trophy dell'Isola di Man, che era la competizione più importante di tutto il calendario internazionale.
Le corse erano un ottimo veicolo pubblicitario e nel caso della BMW, la prima partecipazione ad una gara avvenne il 5 maggio 1923, addirittura qualche mese prima della consegna della prima moto di serie. A portare in gara questo prototipo, di 500 cm³, di quella che sarebbe diventata la R32 fu lo stesso progettista Max Friz.

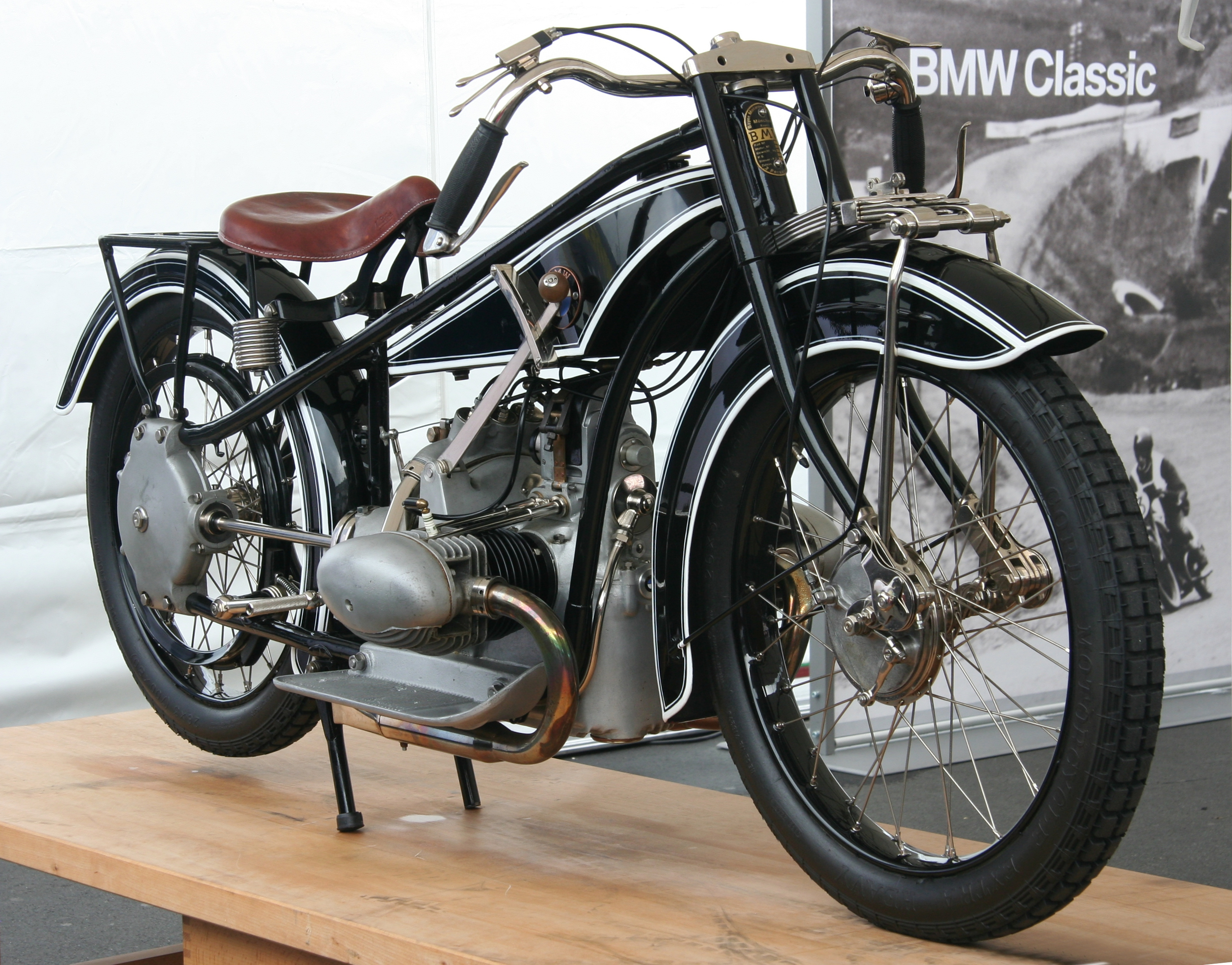
La R37 con assetto da corsa.

Dato che il motore a valvole laterali non aveva grossi margini di sviluppo in termini di potenza, Friz allestì nuove moto da corsa a valvole in testa, affidandole al proprio direttore di produzione e collaudatore Rudolf Reich, al commerciante di biciclette Franz Bieber ed all'austriaco Rupert Karner. Le prime esperienze però furono molto deludenti e le BMW dovettero ritirarsi nell'importante Stuttgarter Solitude e successivamente furono battute da una moto con motore BMW a valvole laterali realizzata in proprio dall'ingegnere-pilota Rudolf Schleicher. Fu proprio quest'ultimo che, entrato poco dopo alla BMW, preparò le moto che portarono i primi successi alla casa.
La prima vittoria arrivò il 1º febbraio 1924 ad opera dello stesso Schleicher, nella corsa in linea Monaco-Garmisch, impiegando 1 ora e 59 minuti, solo 6 in più della prima autovettura. Il giorno dopo completò l'opera facendo registrare il miglior tempo della giornata con una media di 45 km/h. In maggio arrivò anche il riscatto dell'anno prima al circuito della Solitude, con la BMW che vinse le tre categorie alle quali le sue moto erano iscritte, con Reich, Bieber e Schleicher. Il 15 giugno Bieber vinse il campionato tedesco su strada ed a questo seguirono altri numerosi successi dello stesso pilota.
La moto protagonista di queste gare costituì la base per la produzione della R37, disponibile sul mercato a partire dal 1925 e destinata soprattutto ai privati che volevano cimentarsi in competizioni sportive. La BMW acquisì alcuni nuovi piloti, anche a causa della chiusura dell'azienda rivale Megola e mise in gara anche la monocilindrica R39 di 250 cm³ con la quale Joseph Stelzer conquistò il titolo di campione tedesco di categoria. La R39 però non ebbe rilevanti sviluppi negli anni futuri e la BMW non si impegnò più in questa classe.
Nel contempo le bicilindriche di 500 cm³ continuarono a mietere successi: Reich rivinse il titolo di campione tedesco, Paul Köppen vinse la prestigiosa gara dell'AVUS nella classe 750 (con la moto da 500 cm³) e il Gran Premio di Germania.
Le BMW provarono a cimentarsi anche all'estero, ma fu presto evidente che la superiorità in patria non aveva altrettanto riscontro fuori dai propri confini, soprattutto nelle gare più importanti. A quel tempo, le corse erano dominate soprattutto dalle marche inglesi.

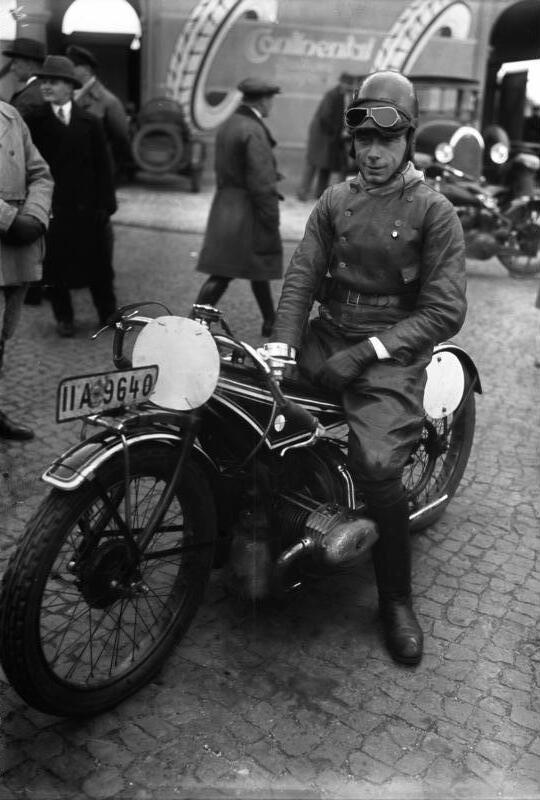
Il 3-volte campione tedesco Hans Soenius.

Ad ogni modo, le BMW continuarono ad accumulare successi e nel 1926 ottennero 105 vittorie, compresa qualche gara all'estero, grazie anche all'adozione di due carburatori, uno per cilindro, che assieme ad altri accorgimenti portò ad un incremento di potenza fino a 22 CV. Sepp Stelzer vinse il GP di Germania sul circuito dell'AVUS, Enrst Henne, che diventerà un protagonista nei record di velocità, si laureò campione di Germania e l'anno successivo vinse il campionato tedesco delle 750 cm³.
Nel 1927 la BMW conquistò la vittoria alla Targa Florio in Sicilia e la gara in cui fu inaugurato il famoso circuito del Nürburgring. Ma al Gran Premio di Germania, sullo stesso circuito, nella classe 500 le BMW si dovettero ritirare tutte, mentre Stelzer vinse la classe 750, vincendo anche il titolo di campione europeo, in una classe peraltro poco prestigiosa.
In quegli anni, mentre i piloti privati correvano con moto derivate dalla produzione di serie (inizialmente la R37 e successivamente la R47 e R57), i piloti ufficiali disponevano di moto appositamente allestite, con motori un po' più potenti, un telaio accorciato, per le gare più lunghe disponevano anche di un serbatoio supplementare agganciato con cinghie a quello standard.
I piloti, per lo più privati che si misero in evidenza alla guida della BMW furono Emmerich Nagy, Paul Köppen, Karl Gall, Toni Bauhofer, Otto Steinfellner, Fritz Wiese, Ralph Röse, Ernst Zündorf, Kurt Mansfeld, Hans Soenius: quest'ultimo campione di Germania della classe 500 per 3 anni consecutivi (1927-1929).
Fino ai primi anni '30 la BMW continuò a conquistare allori in patria ed in alcune gare nei paesi confinanti (Boemia, Moravia, Austria, Polonia...), ma raramente riuscì a trionfare in gare di grossa levatura internazionale. Ciò era dovuto anche al parziale disinteresse di Max Friz, che interessato soprattutto alle vendite delle moto di serie, in continua ascesa, non riteneva opportuno investire sulle corse. A causa di ciò, nel 1927 Schleicher abbandonò la BMW e ci fu una certa stagnazione nell'evoluzione dei modelli da corsa.
Successivamente però Max Friz tornò sulle sue decisioni e autorizzò l'ingegner Sepp Hopf a sperimentare la soluzione del compressore sulle moto da corsa, così come stava avvenendo nei motori d'aereo. Alternando l'uso di motori sovralimentati con quelli aspirati, a seconda delle caratteristiche del percorso, la BMW continuò ad ottenere ottimi risultati, ma nonostante potenze che arrivavano fino a 45 CV nelle 750 cm³, le moto inglesi rimanevano spesso irraggiungibili, anche a causa di un comportamento non facile delle moto sovralimentate.
Ma anche in patria nuovi rivali si prospettavano, quali la DKW e la NSU. Così nel 1931 si riuscì a convincere Rudolf Schleicher a ritornare in BMW e questo fu l'inizio di un nuovo corso.
Fu impostato un lavoro a lungo termine, limitando inizialmente la partecipazione ufficiale a sporadiche occasioni, assistendo invece in modo consistente i piloti privati.
I primi risultati arrivarono nel 1935 quando al circuito dell'AVUS scese in pista una nuova moto di 500 cm³ pilotata da Ludwig “Wiggerl” Kraus, che giunse secondo ad una media di oltre 170 km/h.
La moto non era rinnovata solo nel motore, che era dotato di alberi a camme in testa, ma presentava altre caratteristiche quali il freno a tamburo sulla ruota posteriore, la forcella anteriore telescopica ammortizzata ad olio, il cambio a 4 marce a pedale. I carburatori erano sistemati davanti ai cilindri e lo stesso compressore era stato spostato davanti al blocco motore. Era la moto più leggera della propria categoria, con un peso che scenderà nel tempo fino a 137 kg. A causa della potenza erogata, una miscela di olio al 10% era aggiunta al carburante per meglio lubrificare la camera di scoppio. Al contrario delle altre moto dotate di compressore, quali NSU, AJS, DKW e Moto Guzzi, la BMW aveva un basso rapporto di compressione ed un'alta pressione del compressore.
Questa moto, denominata "Typ 255 Kompressor", verso la fine degli anni trenta diventerà la moto da battere a livello internazionale e rimarrà la moto di punta della BMW per le competizioni fino ai primi anni cinquanta.
Nel 1936 si concretizzarono i primi allori importanti, in particolare al Gran Premio di Svezia quando le BMW Kompressor di Otto Ley e Karl Gall nell'ordine, sconfissero per la prima volta le squadre ufficiali Norton, FN e DKW. Gli stessi due piloti furono i più vittoriosi in campo europeo l'anno successivo, quando le loro moto furono ulteriormente migliorate con l'adozione del molleggio alla ruota posteriore, che consentiva di scaricare meglio a terra la potenza del motore. Le BMW furono così adottate anche da piloti inglesi, con Jock West che vinse l'importante Gran Premio dell’Ulster, dopo aver sfiorato la vittoria nel Senior TT del Tourist Trophy, giungendo sesto per una rottura del serbatoio.
Il 1938 fu l'anno della consacrazione a livello internazionale, grazie anche alla partecipazione alle gare su strada dello specialista del fuoristrada Georg “Schorsch” Meier, il quale vinse diversi Gran Premi e si aggiudicò il primo campionato europeo disputato su più gare. Jock West rivinse il GP dell’Ulster e fu quinto al Senior TT.

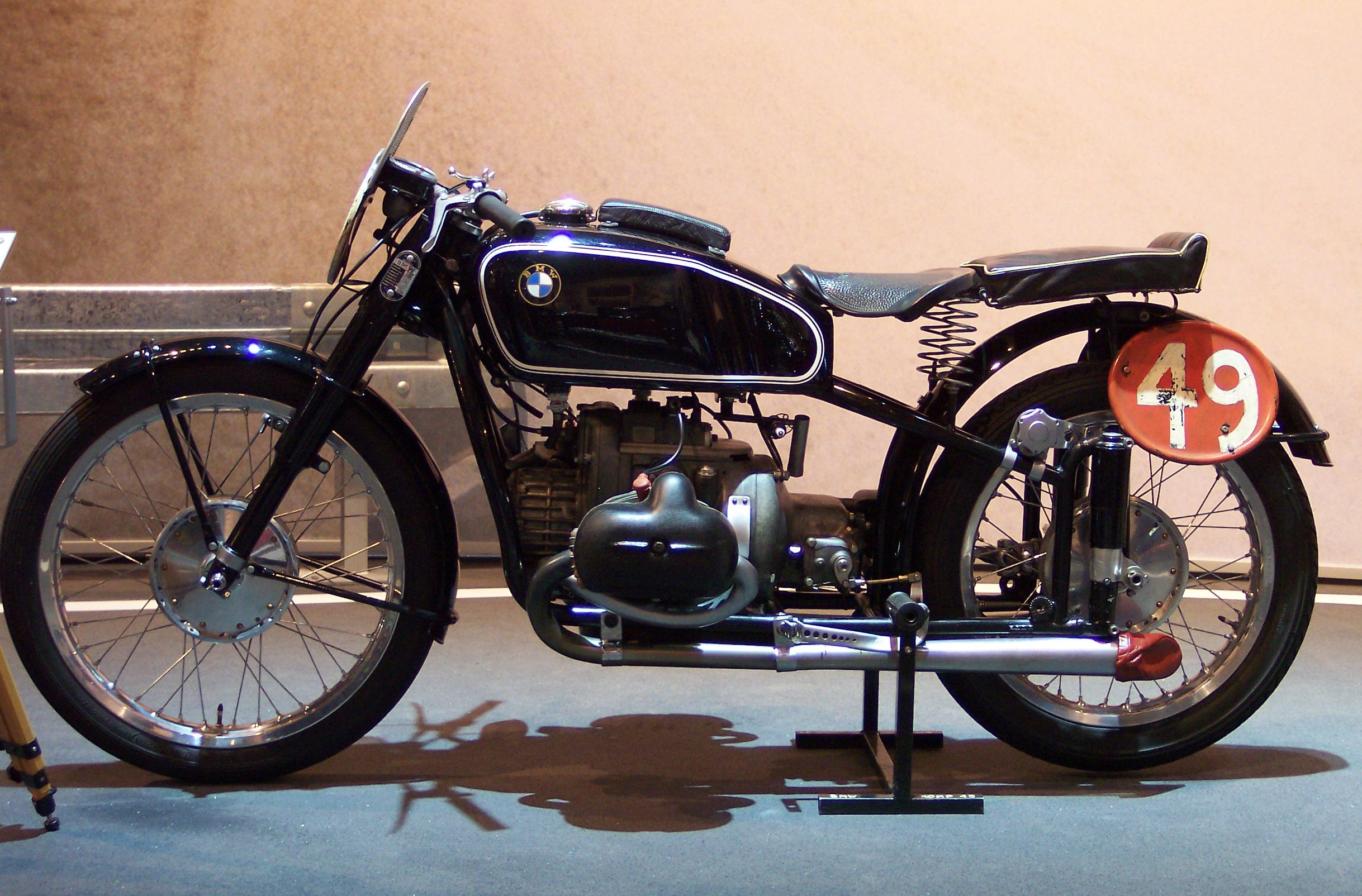
La RS500 Kompressor di "Schorsch" Meier, vincitrice del Senior TT del 1939.

Nel frattempo i corridori privati continuavano a gareggiare con moto a motore aspirato derivate dalla produzione, quali le R5SS e R51SS, ma il divario con le moto ufficiali a compressore era troppo ampio, così nel 1939 venne proposta ai migliori piloti privati la R51RS dotata di compressore.
Nello stesso anno la fama di “Schorsch” Meier e della Kompressor raggiunse l'apice quando vinsero il Tourist Trophy dell'Isola di Man, la gara più prestigiosa dell'intero panorama motociclistico internazionale, davanti al compagno di squadra West ed alla schiera delle inglesi Norton e Velocette. Purtroppo, durante le prove era deceduto l'altro pilota BMW Karl Gall.
La moto di Meier aveva una particolarità: i freni anteriore e posteriore erano azionati insieme dal pedale, riprendendo una sperimentazione del 1930, perché un incidente dell'anno prima in una gara di fuoristrada aveva creato un serio problema al polso destro del pilota. Meier concluse la gara di 425 km in 2 ore 57minuti 19 secondi alla media di 143,8 km/h, con il giro più veloce a 146 km/h. Questa rimane la vittoria più importante della BMW nelle corse su strada.
Nello stesso 1939 Wiggerl Kraus vinse il campionato tedesco, mentre Meier lottava per quello europeo con l'italiano Dorino Serafini (in sella alla Gilera Rondine 4 cilindri sovralimentata). Una caduta al GP di Svezia lo costrinse a disertare le ultime gare e Kraus non riuscì a difendere il primato in classifica del compagno perché l'ultima gara si disputava in Italia a Monza in settembre, ma nel frattempo nell'Europa centrale era scoppiato il secondo conflitto mondiale e i piloti e le case tedesche avevano così sospeso la partecipazione alle competizioni.

### Il dopoguerra e il motomondiale
Al termine della seconda guerra mondiale in Germania Ovest, si riprese ad organizzare gare motociclistiche, dove la BMW fece la parte del leone, anche per la scarsità di concorrenza. D'altra parte, i piloti e le case tedesche erano stati momentaneamente esclusi dalle gare organizzate dalla FIM (Fédération Internationale des Motocyclettistes) e quindi le competizioni erano ristrette all'ambito nazionale. Vi partecipavano piloti privati, che correvano con moto dell'anteguerra. Una delle prime gare fu il “Gran Premio di Baviera”, che si disputò il 27 ottobre del 1946 e fu vinto da Georg Eberlein su una R51RS del 1939. L'anno successivo tornò alle gare anche Schorsch Meier con la Kompressor.
Con qualche miglioria che portò la potenza a 58 CV Meier, che aveva fondato con Kraus il team Veritas, vinse il titolo di campione tedesco dal 1947 al 1950. In questi anni si distinsero, come avversari, Fleischmann con la NSU e Klugge con la DKW. Nel 1949 Meier fu votato “sportivo tedesco dell'anno”, il primo motociclista a ricevere questo premio.
Verso la fine del 1950 la Kompressor fece le sue ultime apparizioni, concludendo un ciclo durato 15 anni, durante i quali aveva colto quelli che saranno i più importanti successi della BMW nelle gare su strada.
Già dalle ultime gare del 1950 erano scesi in pista i nuovi modelli da corsa aspirati, in previsione della partecipazione al Campionato del Mondo nella classe 500. Questo era stato istituito nel 1949 e dal 1951 erano ammessi anche i piloti tedeschi e dal momento che la FIM aveva escluso i motori sovralimentati già dal 1946, la BMW doveva adeguarsi.
Per il 1951 quindi la BMW, tornata alle corse in forma ufficiale, allestì due diverse moto di 500 cm³: una derivata dalla Kompressor, con due carburatori e senza sovralimentazione, denominata “251”; l'altra era una moto sperimentale progettata da Sepp Hopf, denominata “Mustang”. Queste moto vennero assegnate a Schorsch Meier, a suo fratello Hans Meier ed al giovane pilota emergente Walter Zeller, che quell'anno vinse il campionato nazionale.
I risultati nel motomondiale furono modesti.
Le BMW pativano un significativo gap di potenza nei confronti della concorrenza, in particolare delle Gilera 4 cilindri, così la BMW utilizzò il 1952 per sperimentare nuove soluzioni sotto la direzione dell'ingegnere Alex von Falkenhausen, saltando anche alcuni Gran Premi. Arrivò comunque il primo punto mondiale con Hans Baltisberger nel Gran Premio di Germania.
Così nel 1953 le BMW si presentarono all'avvio del campionato mondiale rinnovate, con il passo più corto ed aggiornate nelle sospensioni. Dapprima adottarono il forcellone oscillante al posteriore e all'Isola di Man Walter Zeller si presentò con la moto dotata di forcella anteriore di tipo Earles, che negli anni a venire sarà adottata anche dalla plurivittoriosa casa italiana MV Agusta. Gerahrd Mette ed Hans Baltisberger vennero aggregati ufficialmente alla squadra corse. Schorsch Meier vinse il suo sesto titolo tedesco e annunciò il suo ritiro dalle corse.

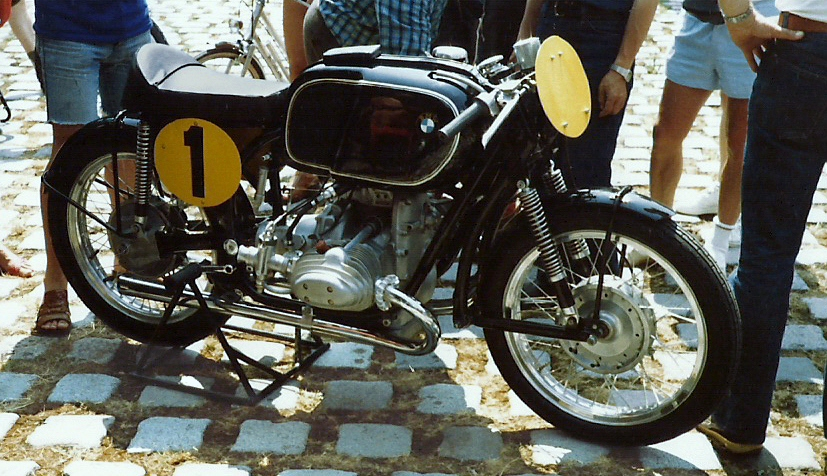
La RS54 Rennsport.

I piazzamenti nel motomondiale però rimanevano modesti e le BMW non comparivano mai ai primi posti della classifica del Campionato. La BMW proseguiva comunque nella sperimentazione con soluzioni tecniche (ad esempio, l'alimentazione ad iniezione) ed aerodinamiche (carenatura parziale, integrale) affiancando queste versioni a quelle più tradizionali. Questa alternanza era dovuta al fatto che la carenatura integrale, detta anche “a campana”, era utile nei circuiti veloci, ma riduceva di molto la maneggevolezza nei circuiti più lenti.
Una grossa novità arrivò nel 1954: la presentazione della Rennsport, conosciuta anche come RS54. Questa moto, disponibile in serie limitata ai piloti privati, era una copia di quelle utilizzate dalla squadra ufficiale, a loro volta risultanti dalle sperimentazioni degli anni precedenti. Disponeva di doppio albero a camme in testa, erogava 45 CV (alla ruota) a 8.000 giri/min, pesava 130 kg a secco ed era accreditata di oltre 200 km/h (240 con la carenatura integrale). Con ciò si cercava di far fronte allo strapotere delle moto italiane Gilera ed MV Agusta che avevano sopravanzato, con le loro 4 cilindri, le moto inglesi che si erano imposte nelle prime edizioni del campionato del mondo: Norton, AJS e Velocette.
I risultati non furono rilevanti, comunque Zeller riuscì a primeggiare ad Hockenheim davanti alla MV di Pagani e a Schotten davanti alla Norton di Amm, in gare non valide per il Campionato Mondiale, nel quale invece le BMW non colsero alcun punto in classifica.
Nel 1955 Zeller si impose alla gara dell'Eifel mentre al GP di Germania, che si corse al Nürburgring e valido per il Campionato Mondiale, giunse secondo dietro al campione inglese Geoff Duke su Gilera e davanti alle altre Gilera, MV Agusta, Norton e Moto Guzzi. In questa occasione corse con la BMW, per la prima ed unica volta, il futuro campione del Mondo John Surtees, che tenne il terzo posto finché non fu costretto al ritiro.
Nel 1956 la BMW affiancò a Zeller il connazionale Ernst Riedelbauch e l'inglese Fergus Anderson, 2 volte campione del mondo della classe 350. Dopo qualche problema di affiatamento con la moto, Anderson cominciò ad ottenere buoni risultati, ma in una gara internazionale non valida per il mondiale al circuito di Floreffe in Belgio, dopo aver stabilito il miglior tempo sul giro e mentre era secondo dietro alla MV Agusta di Surtees, fu vittima di un incidente e perse la vita.
Nella prima prova del campionato mondiale all'Isola di Man Zeller fu quarto, peraltro penalizzato dall'errata scelta di correre senza carenatura, ma senza adattare opportunamente i rapporti del cambio. Al Gran Premio d'Olanda fu secondo dietro a Surtees e lo stesso ordine di arrivo si ebbe a Spa-Francorchamps in Belgio. Dopo le tre vittorie iniziali, al GP di Germania Surtees si ruppe un braccio in prova e rimase fuori causa per il resto della stagione, ma Zeller non seppe approfittarne, cogliendo un solo punto nelle restanti tre gare e giungendo secondo nella classifica finale della classe 500, che rimarrà comunque il miglior piazzamento di un pilota BMW nella storia del Motomondiale.

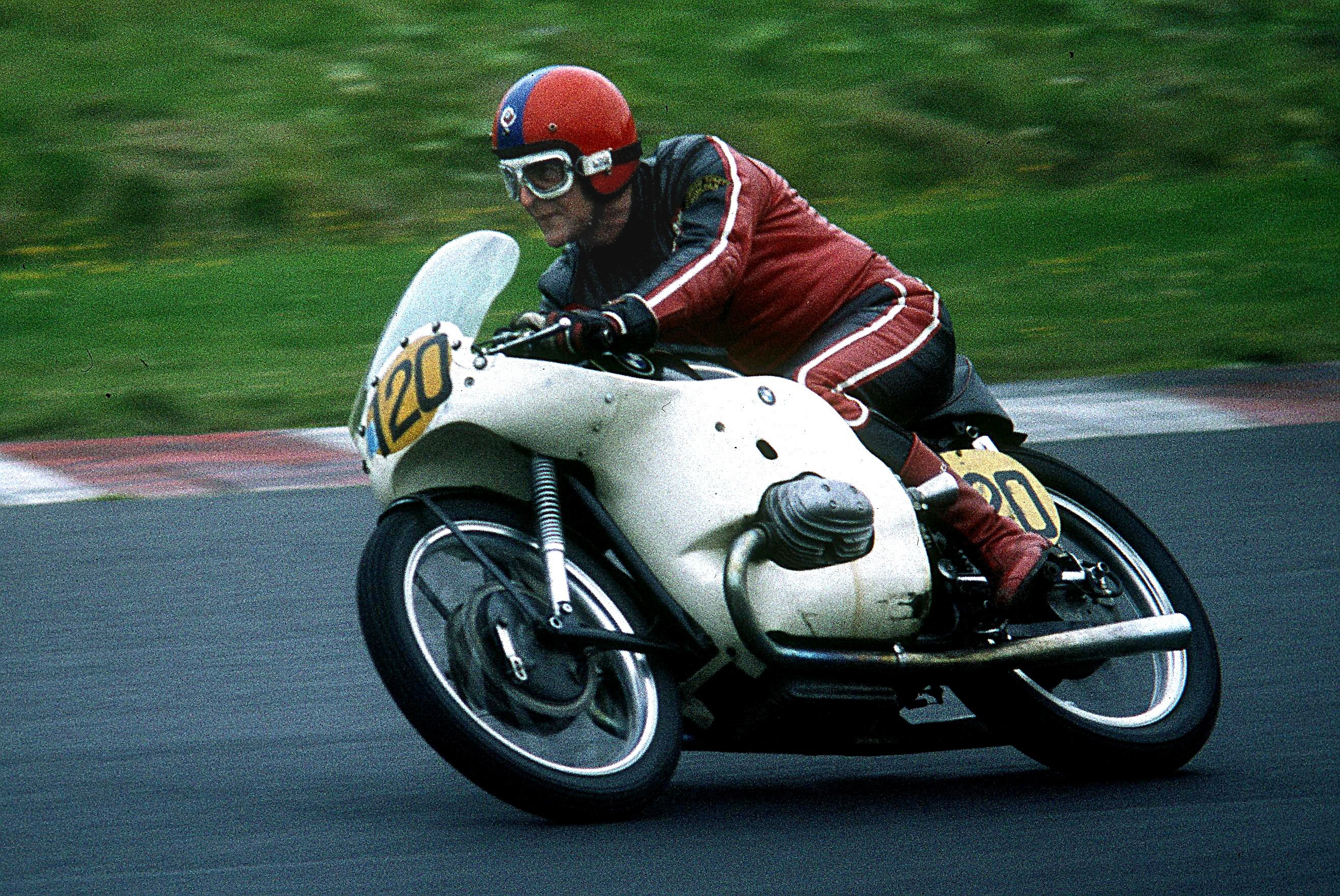
Walter Zeller su una Rennsport carenata durante una rievocazione storica.

Il campionato mondiale 1957 si aprì con il Gran Premio di Germania, dove Zeller si piazzò al terzo posto dietro ai piloti della Gilera Liberati (che alla fine dell'anno vincerà il titolo) e McIntyre, mentre Hiller con una Rennsport privata giunse sesto. Dopo il ritiro al Tourist Trophy, Zeller fu terzo al GP di Olanda ad Assen (con Hiller quinto). Al GP del Belgio, dove Hans-Günter Jäger giunse sesto, Zeller cadde in gara, dopodiché dovette ritirarsi dalle corse per occuparsi dell'azienda di famiglia (era morto il fratello maggiore).
Alla fine del 1957 le case italiane Gilera e Moto Guzzi si ritirarono ufficialmente dalle corse e la BMW, rimasta senza il suo pilota di punta Zeller, approfittò del fatto che si era liberati diversi piloti ed ingaggiò gli inglesi Dickie Dale e il plurititolato Geoff Duke. Duke riuscì a vincere una gara internazionale al circuito di Hockenheim, mentre nel campionato mondiale fu quarto al GP del Belgio davanti al compagno di squadra Dale. Fuori dai giochi per il titolo mondiale, anche perché non riuscì mai ad assuefarsi pienamente alla trasmissione a cardano, al GP di Germania Duke offrì il suo motore al pilota di sidecar Walter Schneider che l'aveva rotto, dopodiché tornò alla Norton con cui aveva vinto il suo primo mondiale. A quel punto Dale, che aveva collezionato tre quinti posti, grazie al secondo posto del GP di Svezia (dietro a Duke su Norton), al sesto in Inghilterra ed al quarto in Italia si piazzò terzo nella classifica finale della categoria (ex aequo proprio con Duke).
Di fatto fu questo il canto del cigno della Rennsport e in generale della BMW nel Motomondiale; infatti, anche a causa delle difficili condizioni economiche in cui versava la casa bavarese, non ci fu successivamente alcun progresso tecnico ed il 1959 fu l'ultimo anno che vide una significativa partecipazione al mondiale della BMW con Dale e Ernst Hiller.
Negli anni successivi alcuni piloti continuarono a correre privatamente con la BMW e Jäger andò a punti nel 1961.
A livello nazionale, invece, alcune Rennsport continuarono a correre e primeggiare, in particolare con Hans-Otto Butenuth che partecipò anche ad alcune edizioni del Campionato mondiale cogliendo alcuni punti nel 1970 e 1971, arrivando poi a correre il Tourist Trophy all'inizio degli anni settanta con questa moto.

### Sidecar
Nella prima metà del XX secolo era piuttosto usuale accorpare alla moto un carrozzino costituendo così un sidecar e le BMW si sono sempre ben prestate a tale accoppiamento, tant'è che quasi tutte le moto prodotte sino al 1969 ne avevano la predisposizione per l'attacco. Dei diversi tipi che nel tempo sono stati adottati dai possessori di BMW, i più famosi sono stati quelli prodotti dalla Steib, che ha fornito spesso anche i sidecar per le competizioni. Queste sono sempre state presenti nel calendario sportivo motociclistico e se da un lato questa categoria è stata poco valutata e seguita, d'altra parte proprio alla BMW ha portato un gran numero di allori, con una serie di 19 titoli mondiali piloti in 21 anni tra il 1954 e il 1974, i primi 14 dei quali consecutivi, oltre a tutti i corrispondenti 21 titoli mondiali per costruttori.
La prima importante vittoria in gara arriva nel 1925, dopo che l'ingegnere-pilota Rudolf Schleicher aveva realizzato un sidecar adatto alle competizioni applicandolo ad una R37. Questa prima vittoria fu ad opera di Theo Schoth nella “Gara del Triangolo di Buckow”. Altre ne arrivarono negli anni successivi, anche se il numero di gare riservate a questo tipo di mezzo era molto inferiore a quello delle moto singole. Inoltre i piloti erano privati ed adattavano in proprio la moto ed il carrozzino. In quei primi anni si mise in luce, dapprima come passeggero e poi come pilota Ludwig Kraus che diventerà protagonista successivamente anche con le moto singole.
Verso la metà degli anni '30 la popolarità delle gare di sidecar in Germania aumentò anche per la crescente partecipazione ufficiale delle Case motociclistiche, oltre alla BMW la NSU e la DKW e vennero istituite diverse categorie di cilindrata. Come le moto singole, anche le BMW con sidecar si avvalsero del compressore, oltre che delle preparazioni di Sepp Stelzer, che era stato protagonista delle gare singole negli anni precedenti. Nell'agosto del 1936 Stelzer conquistò la sua prima vittoria importante al circuito di Hockenheim nella categoria 600 cm³. Ma i successi durarono poco: nel 1937 in Germania queste gare furono proibite a causa dei numerosi incidenti che si erano verificati. In altri paesi però le gare continuarono e alcuni equipaggi colsero diverse vittorie con le BMW nelle corse in pista ed in montagna, soprattutto in Italia ed in Ungheria.
Subito dopo la fine della seconda guerra mondiale ripresero le gare, limitate all'ambito nazionale anche per i sidecar e nel 1947 si disputò di nuovo il Campionato tedesco, che nella classe fino a 1200 cm³ fu vinto da Sepp Müller e Josef Wenshofer su una moto basata sulla R75 di 750 cm³ costruita per la Wehrmacht durante la guerra. Müller si ripeté anche l'anno dopo, superando Max Klankermeier che correva con una moto simile, ma maggiorata a 900 cm³. Questi però ottenne per l'anno 1949 una moto con compressore e vinse il titolo nella classe fino a 600 cm³, mentre Müller vinse per la terza volta il titolo nella categoria superiore. Nel 1950 il campionato della classe 1200 fu vinto da Wiggerl Kraus, che si alternava alla guida di moto singole e sidecar.
Nel 1951 i piloti e le case tedesche furono riammessi alle gare internazionali e quindi anche al Campionato del Mondo, istituito due anni prima. In una gara internazionale ad Hockenheim, Kraus (con Bernahrd Huser) affrontò per la prima volta il bi-campione del mondo Eric Oliver e la sua Norton, vincendo il confronto allo sprint. Kraus/Huser si ripeterono poche settimane dopo al primo Gran Premio di Germania valido per il mondiale, dove però Oliver si ritirò per aver perso il sidecar. Quell'anno Kraus vinse il campionato tedesco. I successi BMW erano comunque sporadici ed i primi 5 campionati del mondo furono tutti appannaggio delle Norton, quattro dei quali andarono ad Oliver.
Come per le moto singole, anche per i sidecar BMW il 1952 fu un anno di transizione, mentre nel 1953 Kraus ebbe a disposizione il nuovo motore della RS (Rennsport) ad iniezione ed ottenne un terzo posto nel Gran Premio del Belgio. Vinse il quarto titolo nazionale e si ritirò dalle corse.
La disponibilità anche ai piloti privati del nuovo motore a partire dal 1954 portò molti di loro a partecipare alle gare di sidecar, mentre nella squadra ufficiale BMW l'eredità di Kraus fu raccolta dalla coppia Wilhelm Noll/Fritz Cron.
Le caratteristiche tecniche ed architetturali del motore boxer, che ne penalizzavano le performance e ne limitavano i risultati nelle moto singole, diventavano invece dei vantaggi nella conformazione moto-sidecar: motore basso e largo e coppia motrice elevata anche a bassi regimi erano caratteristiche molto importanti in questa categoria.
Così già nel 1954 Noll/Cron, approfittando anche di un incidente di Oliver, vinsero gli ultimi 3 Gran Premi della stagione e si assicurarono il titolo mondiale sull'inglese, superandolo proprio nell'ultima gara a Monza e ponendo fine al predominio Norton.
Noll/Cron si ripeterono nel 1956, vincendo tre Gran Premi, dopodiché Noll si ritirò dalle corse.
Tra le due vittorie di Noll c'è il titolo mondiale conquistato da Faust/Remmert. Questa ultima coppia però ebbe un grave incidente in una sessione di prove a fine stagione, dove Remmert perì e Faust fu costretto al ritiro.
Nel 1957 la stagione fu inizialmente dominata da Hillebrand (ex pilota della Luftwaffe) e Grünwald, secondi l'anno prima; dopo aver vinto 3 dei primi 4 Gran Premi, un terribile incidente costò la vita a Hillebrand. La coppia aveva però già conquistato un vantaggio tale che le consentì di aggiudicarsi il campionato mondiale, seppure postumo. L'equipaggio connazionale Schneider/Strauss e quello svizzero/tedesco Camathias/Cecco li seguirono in classifica, tutti su BMW.
Nel frattempo i sidecar da competizione fruirono di alcune evoluzioni. Innanzitutto cominciarono ad essere adottare carenature parziali o integrali; nella BMW primo fu Wilhelm Noll, nella citata gara di Monza del 1954, che imitò, modificandolo, il cosiddetto ‘'Streamliner'’ Norton-Watsonian di Eric Oliver. Inoltre si iniziò ad abbassare progressivamente l'assetto delle moto con l'adozione di ruote di minor diametro e nel 1955 il pilota BMW Helmut Fath realizzò il primo ‘'kneeler'’, ossia un mezzo in cui il pilota guidava quasi sdraiato in avanti appoggiando le ginocchia in apposite sedi, con i piedi molto arretrati. La conformazione del motore boxer BMW favoriva questo tipo di assetto, che aumentava l'aerodinamicità del mezzo e la stabilità in curva. Progressivamente, anche gli altri piloti utilizzarono questa tipologia, che dagli anni '60 divenne lo standard per i sidecar da corsa.
Date le precarie condizioni economiche in cui versava la BMW, nel 1958 la casa decise di supportare ufficialmente un solo equipaggio e la scelta cadde su Schneider/Strauss, che non ebbero vita facile nell'aggiudicarsi il titolo mondiale sui privati Camathias/Cecco: solo 4 Gran Premi videro al via i sidecar quell'anno e i primi due posti furono sempre occupati da questi due equipaggi.
Stesso ordine di classifica si ebbe l'anno successivo.
Una curiosità riguardava la seconda coppia: entrambi correvano anche con le moto singole; Camathias nella classe 500 con una Norton e Cecco nella classe 125 con una Ducati.
Nel 1960 Cecco corse con un altro pilota svizzero e Camathias, che sembrava il pilota favorito per il mondiale, non riuscì a cogliere importanti piazzamenti cambiando tre diversi compagni: così il titolo fu vinto da Helmut Fath/Alfred Wohlgemuth (che vinsero 4 Gran Premi su 5) davanti a Fritz Scheidegger/ Horst Burkhardt. Ormai gareggiavano quasi solamente sidecar equipaggiati con motore BMW RS e le Norton accumularono solamente 2 punti in tutta la stagione.
Il 1961 fu purtroppo molto movimentato. Fath vinse il primo Gran Premio doppiando tutti gli avversari, ma successivamente fu vittima di un grave incidente nel quale morì il suo compagno e lui, uscitone con diverse fratture, abbandonò le corse per 5 anni. La stessa sorte toccò a Camathias e Cecco, con il passeggero che perì e Camathias che subì diverse ferite. Il suo connazionale Scheidegger, terzo l'anno prima e principale candidato alla vittoria finale, fu superato per due soli punti da Max Deubel ed Emil Hörner, che iniziarono così una serie di 4 titoli mondiali consecutivi, interrotta nel 1965 proprio da Scheidegger, il primo e unico pilota non tedesco a vincere il mondiale sidecar su BMW. Deubel fu l'ultimo pilota a vincere il titolo mondiale con un sidecar non di tipo ‘'kneeler'’. Le vittorie di Deubel non furono comunque mai facili, trovandosi sempre alle spalle lo stesso Scheidegger e per due volte il ritrovato Camathias. In coppia con John Robinson, Scheidegger si ripeté nel 1966.
In quegli anni la BMW, dopo aver debellato la concorrenza della Norton a metà degli anni '50, non aveva rivali nelle corse dei sidecar e accanto ai veicoli dotati del vecchio, ma sempre valido motore RS, scesero in gara mezzi che montavano un motore derivato dalla R50S di serie. Le gare di sidecar continuavano ad essere non meno pericolose di quelle delle moto singole ed anche Camathias e Scheidegger furono vittime di un mortali incidenti: il primo nel 1965, il secondo nel 1967, prima che iniziasse il campionato Mondiale.
A quel punto iniziò la serie di successi mondiali di Klaus Enders, che vinse 6 campionati del mondo in 8 anni, correndo quasi sempre in coppia con Ralf Engelhardt. Le due interruzioni al predominio di Enders vennero dalle URS 4 cilindri realizzate dall'ex pilota BMW Helmut Fath, che vinse personalmente il titolo nel 1968. Nel 1971 Enders decise di partecipare a competizioni automobilistiche ma, visti gli scarsi risultati, nel 1972 tornò ai sidecar con il vecchio compagno Engelhardt e vinse il suo quarto titolo mondiale, ripetendosi l'anno successivo vincendo tutte le sette gare a cui partecipò. La sua epopea e quella della BMW si concluse nel 1974 quando riuscì a superare per soli due punti la König 2 tempi di Schwärzel/Kleis.
In questi anni si distinse anche Siegfried Schauzu, che vinse per otto volte il Tourist Trophy, allora valido per il Campionato Mondiale.
L'avvento dei nuovi motori a due tempi segnò il repentino tramonto del predominio BMW nelle gare di questa categoria, nonostante il tentativo di portare in gara nel 1975 e 1976 una moto dotata di 4 valvole per cilindro.
A livello nazionale tedesco, la BMW ha vinto tutti i campionati sidecar della classe 500 dal 1951 al 1973 (unica classe dal 1954 in poi) con la sola eccezione del 1968. Ha vinto inoltre tutti i titoli nazionali della classe 750 (3 edizioni del campionato), della classe 1.200 (5 edizioni) ed un titolo della classe 600. Negli altri paesi europei i titoli nazionali conquistati sono stati pochi, per lo più limitati a Francia e Svizzera.

### Superbike

#### Mondiale Superbike
Il 30 novembre 2007 con un comunicato stampa la BMW Motorrad annuncia la sua partecipazione al Campionato Mondiale Superbike a partire dalla stagione agonistica 2009, nello stesso comunicato viene definita la tipologia della moto che sarà un 4 cilindri in linea da 1.000 cm³ totalmente sviluppato dal reparto corse.
Già da tempo la BMW meditava l'ingresso nelle gare per derivate di serie, tant'è che nel 2001 aveva realizzato un prototipo di 1.000 cm³ (denominato R1) basato sull'architettura boxer, raffreddato a liquido e con distribuzione desmodromica, che però era rimasto allo stato sperimentale..
Il 24 aprile 2008 vengono svelate le prime immagini del prototipo che verrà portato al debutto con il nome di BMW S 1000 RR, nella stessa occasione viene anche comunicato che la squadra potrà contare sul supporto di due piloti ancora da mettere sotto contratto. Il 23 luglio 2008 viene annunciato ufficialmente l'ingaggio dello spagnolo Rubén Xaus, che si lega con la BMW con un contratto biennale. L'ingaggio dell'esperto pilota iberico lascia intendere un gran impegno nello sviluppo del mezzo da parte della compagine tedesca, in quanto Xaus vanta discreti risultati nel Campionato Mondiale Superbike (vicecampione nel 2003).
Il 29 settembre 2008 con un comunicato stampa viene divulgato l'accordo sempre biennale con il due volte campione mondiale Superbike Troy Corser.
L'Australiano si cimenta in questa avventura forte di più di 300 partecipazioni ai gran premi nel Mondiale Superbike, portando pertanto in dote alla neonata scuderia bavarese esperienza e competitività, doti utili allo sviluppo della moto. Il team prende la denominazione di BMW Motorrad Team Alpha Racing vista la partnership tecnica con la Alpha Technik GmbH, tale accordo è finalizzato ad accelerare lo sviluppo della moto ed a colmare la scarsa esperienza dei tecnici BMW in ambito Superbike.
La stagione 2009 si chiude con esito interlocutorio: Corser (che segna con un 5º posto il miglior risultato della stagione) e Xaus si piazzano rispettivamente al 13º e 17º posto finale nella classifica piloti; la squadra è penultima, davanti alla sola Kawasaki. Considerando che la BMW è al debutto assoluto nella categoria si tratta di un esito forse prevedibile, ma dal punto di vista mediatico è impietoso il raffronto dei commentatori sportivi con l'exploit dell'Aprilia che, rientrata con la nuovissima RSV4 dopo un'assenza di 6 anni, ottiene risultati eccezionali (4º posto sia nella classifica piloti, con Biaggi, che in quella costruttori, grazie a 9 podi, di cui una vittoria).

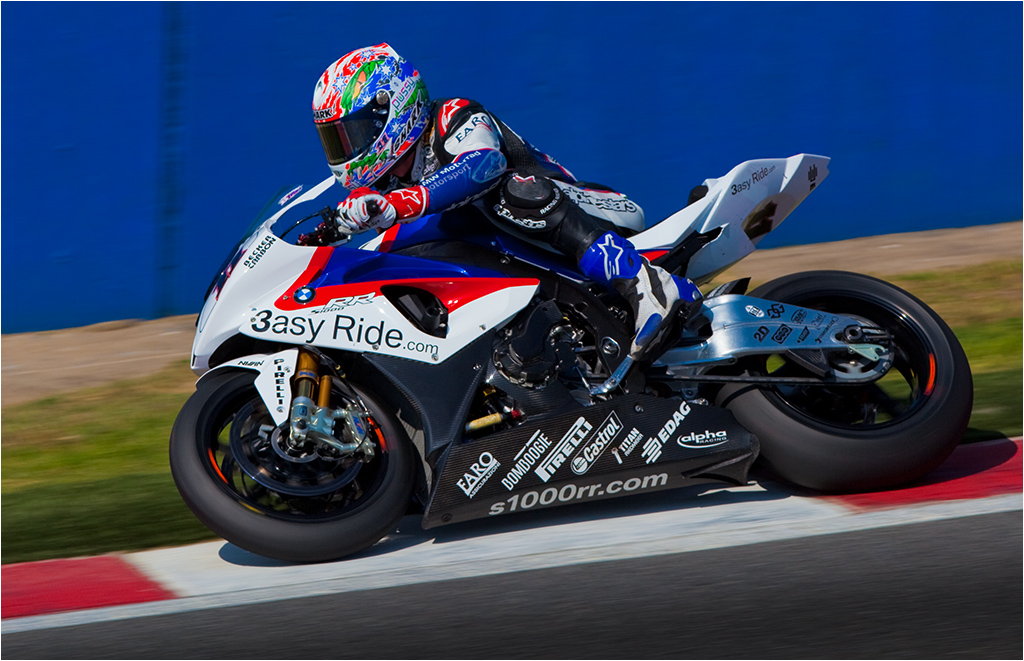
La S1000RR portata in pista da Troy Corser al Gran Premio del Kyalami nel 2010.

Nel 2010 viene nominato team manager Davide Tardozzi, che ha ricoperto lo stesso ruolo per molti anni in passato nel team Ducati Corse. La stagione 2010 si conclude con Corser 11° (con 165 punti e 2 podi) e Xaus 15° (con 96 punti). La squadra ottiene 201 punti piazzandosi al penultimo posto davanti al team Kawasaki.
Nel Campionato mondiale Superbike 2011 viene ingaggiato Leon Haslam. Il pilota inglese sostituisce Rubén Xaus (che passa al team Castrol Honda). Il 13 maggio 2012 la BMW coglie la sua prima vittoria nel mondiale superbike sul circuito inglese di Donington Park con Marco Melandri, pilota italiano ingaggiato dalla casa tedesca all'inizio della stagione. Al termine della stagione 2013 la BMW si ritira, come team ufficiale, dal mondiale superbike continuando nelle stagioni successive a fornire le S1000RR a team privati.
Nel 2019, pur appoggiandosi alla formazione inglese Shaun Muir Team, BMW torna ufficialmente nel mondiale Superbike. I due esemplari della nuova versione della S1000RR sono affidati a Markus Reiterberger e Tom Sykes. In occasione del Gran Premio d'Italia a Misano, grazie al secondo posto conquistato da Sykes in gara1, la casa bavarese torna sul podio di una gara Superbike dove mancava dalla stagione 2013. Nella gara successiva a Donington, sempre Sykes, ottiene la Pole position che mancava dalla stagione 2010. Dopo aver ottenuto altri tre piazzamenti a podio, sempre con Sykes, chiude la stagione al quarto posto tra i costruttori con 249 punti. Nel 2020 ad affiancare Sykes è Eugene Laverty; entrambi i piloti conquistano una Superpole e BMW chiude al sesto posto tra i costruttori con centouno punti.
Nel 2021 viene portato in pista il nuovo modello la M1000RR. Il team ufficiale scende in pista con il confermato Sykes e Michael van der Mark. Altre due moto, affidate a team privati, sono portate in pista da Eugene Laverty e Jonas Folger. Proprio Van Der Mark, in occasione della gara Superpole a Portimão conquista la sua prima vittoria stagionale riportando la casa bavarese sul gradino più alto del podio dove mancava dal 2013. Al termine della stagione BMW si classifica al quarto posto tra i costruttori totalizzando cinque piazzamenti a podio. Nel 2022 il team ufficiale si schiera con Scott Redding e il confermato Van Der Mark che è costretto a saltare buona parte del campionato per due infortuni. Redding ottiene tre piazzamenti a podio chiudendo ottavo mentre BMW è quarta nel mondiale costruttori.

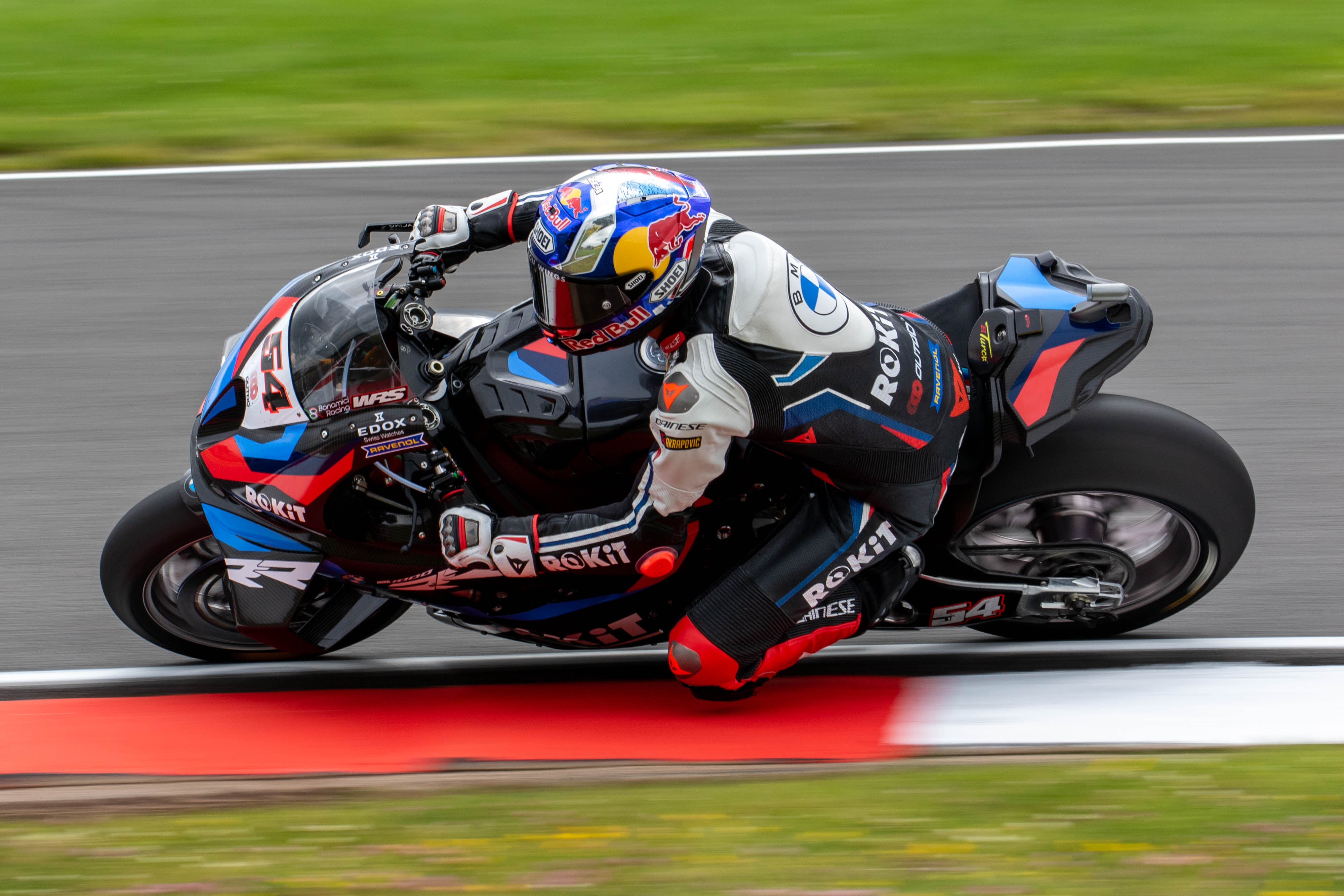
Toprak Razgatlıoğlu conquista il primo titolo mondiale Superbike per BMW nel 2024.

Nel 2023 il team ufficiale si schiera con gli stessi piloti della stagione precedente, il team Bonovo Action gareggia con Loris Baz e Garrett Gerloff mentre per alcune prove scende in pista Gabriele Ruiu con il team Bmax Racing. Il campionato si conclude nuovamente al quarto posto tra i costruttori con Gerloff che centra la pole position a Magny-Cours.
Nel 2024 la scuderia ufficiale BMW ingaggia Toprak Razgatlioglu, che affianca Michael Van Der Mark, mentre la squadra satellite Bonovo Action schiera come piloti Scott Redding e Garrett Gerloff. La scelta del pilota turco si rivela vincente, dopo un inizio incerto condizionato da qualche guaio meccanico, Razgatlioglu inanella una striscia di tredici vittorie consecutive portandosi ampiamente in testa alla classifica. Un infortunio rimediato nelle prove libere del Gran Premio di Magny-Cours, rende Razgatlioglu non idoneo per la partecipazione alle gare e al successivo Gran Premio. Il margine di punti accumulato durante l'estate, gli consente comunque di trovarsi ancora al comando della classifica generale al suo rientro in pista. Grazie al secondo posto di gara uno a Jerez, Razgatlioglu si laurea campione del mondo. Si tratta del primo titolo mondiale per la casa bavarese, dopo quindici anni consecutivi di partecipazione al mondiale Superbike.

#### Superstock 1000 FIM Cup
Nel 2010 la casa bavarese fa il suo esordio nella Superstock 1000 FIM Cup dove coglie subito un grande successo con il pilota Italiano Ayrton Badovini che, in sella alla S1000RR in questa configurazione, vince il campionato centrando nove successi su dieci gare in calendario e andando sul podio in tutti gli eventi. Altri due titoli arrivano nelle stagioni 2012 e 2013 col pilota francese Sylvain Barrier, nel 2016 arriva il quarto titolo di categoria, questa volta con l'italiano Raffaele De Rosa. Nel 2018, ultima edizione della Superstock 1000, nel frattempo divenuta campionato europeo, BMW coglie il doppio titolo Piloti e costruttori col pilota tedesco Markus Reiterberger. Grazie a questi successi BMW diventa la seconda casa motociclistica più titolata di questa categoria con cinque titoli piloti e tre titoli costruttori pur avendo schierato le proprie S1000RR in solo nove delle venti edizioni di questo campionato.

### Le gare di durata
Le caratteristiche di affidabilità delle BMW hanno consentito spesso a queste moto di competere con altre più potenti nelle gare di durata, disputate con moto di serie o da esse derivate, laddove era necessario mantenere medie elevate per molte ore senza incorrere in guasti meccanici.
A partire dagli anni '20 la gara di durata più importante è stata il Bol d'Or, gara che si disputò su diversi circuiti francesi e dal 1937 venne definitivamente fissata al Circuito di Montlhéry. Nel 1949 la BMW piazzò tre moto ai primi 3 posti, con i fratelli Lenglet su R51RS ai primi due e terzo Betemps con un sidecar. Dopo due secondi posti nel 1957 e nel 1959, nel 1960 due BMW occuparono i primi due posti con Maucherat/Vasseur e Bargetzi/Manteau, prima che il Bol d'Or venisse sospeso per diversi anni.
Ma altre importanti gare venivano disputate ed un primo successo venne ottenuto nell'ottobre del 1954 alla 24 ore australiana per moto di serie, grazie a Jack Forrest, Don Flynn e Les Roberts con una R68 senza particolari modifiche rispetto a quelle in commercio, come prevedeva il regolamento.
Nel 1955 vennero istituite due prestigiose gare: la 9 ore di Thruxton in Inghilterra (successivamente modificata in 500 miglia) e la 24 ore di Barcellona sul Circuito del Montjuich. Dopo una prima apparizione nel 1958, la BMW R69 colse la vittoria nel 1959 in entrambe queste gare, rispettivamente con Bruce Daniels e John Lewis nella prima e lo stesso Daniels con Peter Darvill nella seconda. Questi piloti inglesi facevano parte del team MLG che stabilirà anche alcuni record di velocità. Nel 1960 a Thruxton corse con la BMW R69 il futuro 7-volte campione del mondo Phil Read, ritirandosi per una caduta. A Barcellona, la BMW vinse di nuovo nel 1961 con Darvill e Price su una R69S, seguita nello stesso anno dalla vittoria nella 1.000 km di Silverstone.
Negli anni '60 la coppia olandese formata da Herbert Spahn e Rob Noorlander vinse per 4 volte (1963-1967-1968-1969) la 6 ore di Zandvoort.
Le BMW tornarono alle gare nei primi anni settanta con la nuova moto R75/5 di 750 cm³, che però non riuscì a cogliere significativi risultati. Le cose cambiarono però con l'arrivo della R90S che, opportunamente modificata, colse alcune importanti successi.
Infatti, dopo alcuni piazzamenti con le R75/5, Helmut Dahne e Hans-Otto Butenuth colsero la vittoria al Production TT all'Isola di Man nel 1976.
Nelle gare americane, le moto preparate dal team Butler&Smith vinsero con Reg Pridmore ad Ontario in California nel 1974 e successivamente primeggiarono con Steve McLaughlin e lo stesso Pridmore nel 1976 a Daytona (primo e secondo posto), a Laguna Seca ed a Riverside.
Con versioni elaborate della R90S e della successiva R100S diversi privati si cimentarono nel Campionato Endurance (Europeo fino al 1979 e poi Mondiale) negli anni '70 e '80, senza peraltro ottenere significativi risultati.

### I record di velocità
Nella prima metà del XX secolo i record di velocità erano un ottimo veicolo pubblicitario per le case motociclistiche e la BMW non rinunciò a tale velleità. Il primato più ambito era quello assoluto di velocità, ma ce n'erano tantissimi, differenziati sia per cilindrata, sia per durata (1 ora, 12 ore, 24 ore, ...) sia ancora per lunghezza (10 chilometri, 100 chilometri ecc...). Il primato assoluto, come accade tuttora, risultava dalla media della rilevazione di due prove in direzioni opposte l'una all'altra, eseguite nell'arco di pochi minuti.
Le vicende BMW in questo ambito si identificano soprattutto con una persona: Ernst Henne. Concessionario della casa e pilota da corsa, Henne studiò le modalità tecniche e burocratiche durante il proprio viaggio di nozze in Francia, dove aveva sede la Federazione Internazionale. Aiutato dagli ingegneri della BMW Schleicher e Hopf, mise a punto un progetto al quale la dirigenza della BMW decise di aderire; così il 19 settembre 1929 Henne, sull'autostrada di Ingolstadt, vicino a Monaco, con una 750 con compressore stabilì i suoi primi record mondiali, tra cui quello assoluto di velocità a 216,75 km/h e quello del miglio con partenza da fermo, con la velocità di 161,88 km/h.
A quel tempo le case motociclistiche di maggior prestigio erano quelle inglesi e negli anni successivi la questione relativa ai primati di velocità divenne una contesa tra queste e la BMW, con frequenti alternanze nel primato.
Dopo aver stabilito alcuni record sul ghiaccio in Svezia, sfiorando i 200 km/h, nel settembre 1930 Henne si riprese il record assoluto, strappatogli dall'inglese Joe Wright, toccando i 221,54 km/h.
Grazie anche al ritorno di Rudolf Schleicher alla BMW, Henne migliorò ulteriormente il proprio record assoluto nell'aprile 1931, stabilendo anche quello per sidecar a 190,83 km/h ma Wright glielo tolse nel novembre successivo. Nel 1932 Henne, dopo aver stabilito 12 record sulla Neunkirchner Allee presso Vienna e al circuito dell'AVUS, si riprese il primato assoluto sulla pista di Tat in Ungheria, raggiungendo i 244,40 km/h. Nel 1934 e 1935 Henne e la BMW ripeterono tentativi di record a Gyon in Ungheria toccando i 246,06 km/h e sull'autostrada Francoforte-Darmstadt, raggiungendo i 256 km/h. Nel primo caso, stabilì anche il record mondiale per sidecar.
Sino ad allora, dal punto di vista tecnico la ricerca del primato era demandata quasi esclusivamente alle caratteristiche del motore, limitando gli accorgimenti aerodinamici a pochi elementi: una carenatura del manubrio e a parziale copertura del motore, guaine a copertura delle forcelle, casco e tuta con una punta posteriore, detta “pungiglione”. Nel 1936 venne invece pensata una carrozzeria che copriva integralmente il mezzo, compresa una piccola calotta di tipo aeronautico. Questa carenatura venne applicata alla moto da 500 cm³ con compressore allora utilizzata nelle competizioni. La resa aerodinamica era indubbiamente valida, ma la moto si rivelò molto sensibile al vento laterale e di precaria stabilità. Ciononostante, il 12 ottobre Henne raggiunse i 272,00 km/h. In realtà, nel primo passaggio la moto fu misurata a 289,93 km/h, ma nel ritorno, il forte vento che l'aveva agevolata all'andata, ne penalizzò la prestazione e la media risultò appunto di 272 km/h.
Tale record fu però battuto l'anno dopo dall'inglese Eric Fernihough con una Brough Superior dotata di compressore e di una particolare semicarenatura e il 21 ottobre del medesimo anno dall'italiano Piero Taruffi con una Gilera 4 cilindri modello Rondine con compressore e carenatura aerodinamica: quest'ultimo raggiunse i 274,18 km/h.
Henne e la BMW, per riprendere la supremazia, si avvalsero della consulenza del Barone Reinhard von Koenig-Fachsenfeld, esperto di aeronautica il quale aggiunse una lunga pinna alla carenatura ed eliminò il tettuccio, aumentando non solo la resa aerodinamica, ma anche la stabilità e quindi la guidabilità del mezzo. Così il 28 novembre 1937 Henne stabilì nuovi record tra cui quello assoluto a 279,50 km/h. Quello stesso giorno abbandonò la corsa ai record, dopo averne stabiliti globalmente 76 in carriera. Il primato assoluto durò 14 anni.

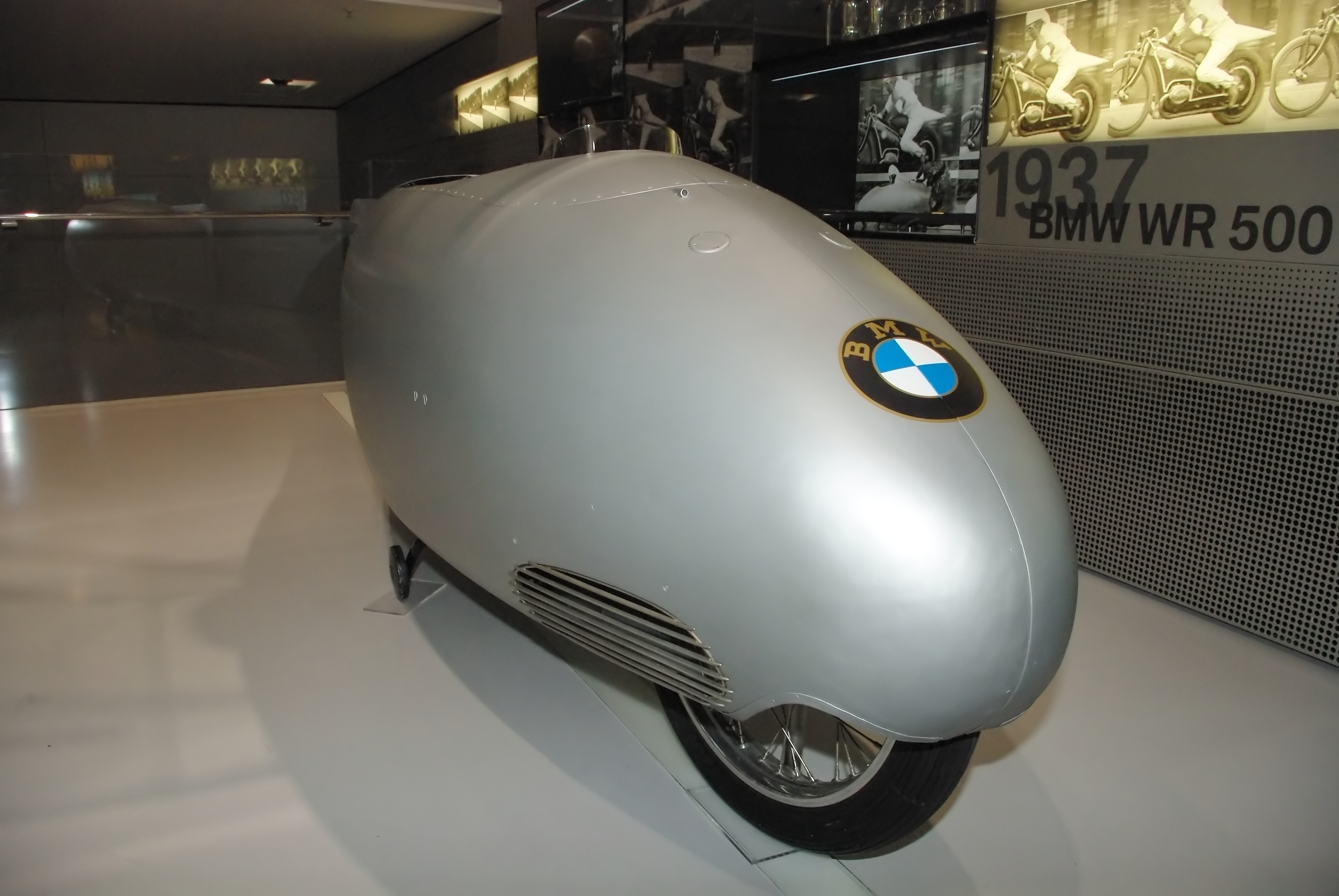
La moto-siluro da record del 1937.

Dopo la guerra, l'interesse per i record assoluti si affievolì e la BMW si limitò alla ricerca di alcuni record di durata nel 1954 e 1955, nelle moto singole con i fratelli Georg e Hans Meier e Walter Zeller, nei sidecar con Wilhelm Noll, Fritz Hillebrand e Walter Schneider. Quest'ultimo trio stabilì, tra gli altri, il record sulle 24 ore nel 1954 alla media di 144,28 km/h, mentre il 5 ottobre 1955 sull'autostrada Monaco-Ingolstadt Noll raggiunse la velocità di 280,18 km/h, record assoluto per i sidecar. Va sottolineato che i sidecar, nelle prove da record, erano privi del passeggero.
Successivamente la ricerca di record fu appannaggio soprattutto di privati. Nel 1959 il trio francese Dagan-Lariviére-Vasseur stabilì il primato della 24 ore per la classe 500 alla media di 155,3 km/h modificando appositamente una R50. Nel marzo del 1961 il team inglese MLG stabilì i record delle 12 e 24 ore (rispettivamente a 175,93 e 175,77 km/h) con una R69S di 600 cm³ appositamente preparata, una settimana dopo aver stabilito essi stessi il precedente record con una Velocette di 500 cm³ (i cui record rimasero validi per questa classe).
Infine, una R100RS di serie con poche modifiche stabilì i record di durata di 1, 6, 12 e 24 ore e di 10, 100 e 1.000 chilometri nel 1977 e ancora nel 1980 sulla pista circolare di Nardò in Puglia. Di particolare rilievo la media di 222,4 km/h sulla distanza dei 1.000 chilometri.